# إسرائيل
إِسْرَائِيل (بالعبرية: יִשְרָאֵל، يِسْرائيل)، (رسميًا: دولة إسرائيل) (بالعبرية: מְדִינַת יִשְרָאֵל؛ مِدينات يِسْرائيل)، هي دولة معترف بها جزئيًا تأسست عام 1948م، تقع في غرب آسيا، وتقع على الساحل الجنوبي الشرقي للبحر الأبيض المتوسط والساحل الشمالي للبحر الأحمر. لها حدود برية مع لبنان من الشمال، وسوريا من الشمال الشرقي، والأردن من الشرق، والأراضي الفلسطينية في الضفة الغربية وقطاع غزة من الشرق والغرب، على التوالي، ومصر من الجنوب الغربي. تحتوي على ميزات متنوعة جغرافيا داخل مساحتها الصغيرة نسبياً. مركز إسرائيل الاقتصادي والتكنولوجي يقع في مدينة تل أبيب، في حين أن مقر حكومتها والعاصمة المعلنة هي القدس، على الرغم من أن سيادة الدولة على القدس لديها اعتراف جزئي فقط.
لدى البلاد دليل على الهجرة المبكرة للبشر من أفريقيا. القبائل الكنعانية مشهورة من الناحية الأثرية منذ العصر البرونزي الأوسط، في حين برزت مملكتي إسرائيل ويهوذا خلال العصر الحديدي.:104 دمرت الإمبراطورية الآشورية الحديثة مملكة إسرائيل في حوالي عام 720 قبل الميلاد. تم غزو مملكة يهوذا في وقت لاحق من قبل الإمبراطوريات البابلية والفارسية والهيلينية وكانت موجودة كمقاطعات يهودية مستقلة. أدّت ثورة المكابيين الناجحة إلى السلالة الحشمونية المستقلة بحلول عام 110 قبل الميلاد، والتي أصبحت في عام 63 قبل الميلاد دولة تابعة للجمهورية الرومانية والتي نصبت لاحقًا سلالة الهيروديين في عام 37 قبل الميلاد، وفي عام 6 م أنشأت مقاطعة يهودا الرومانية. استمرت يهودا كمقاطعة الرومانية إلى أن أدت الثورات اليهودية الفاشلة إلى تدمير واسع النطاق، وإلى طرد السكان اليهود، وإلى إعادة تسمية المنطقة من يهودا إلى سوريا فلسطين. واستمر الوجود اليهودي في المنطقة إلى حد ما عبر القرون. في القرن السابع الميلادي، استولى العرب على الإمبراطورية البيزنطية وظلّت البلاد في قبضة المسلمين حتى الحملة الصليبية الأولى في عام 1099، تلاها الغزو الأيوبي عام 1187. مددت سلطنة المماليك المصرية سيطرتها على بلاد الشام في القرن الثالث عشر حتى هزيمتها من قبل الدولة العثمانية في عام 1517. خلال القرن التاسع عشر، أدت الصحوة الوطنية بين اليهود إلى تأسيس الحركة الصهيونية في الشتات تليها موجات من الهجرة إلى سوريا العثمانية ثم فلسطين الانتدابيّة لاحقًا.
في عام 1947، اعتمدت الأمم المتحدة خطة تقسيم فلسطين توصي بإنشاء دول عربية ويهودية مستقلة والقدس الدولية. وتم قبول الخطة من قبل الوكالة اليهودية، في حين رفضها القادة العرب. في العام التالي، أعلنت الوكالة اليهودية استقلال دولة إسرائيل، وشهدت الحرب العربية-الإسرائيلية اللاحقة عام 1948 قيام إسرائيل على معظم أراضي الإنتداب السابقة، بينما كانت الضفة الغربية وقطاع غزة تحت سيطرة الدول العربية المجاورة. خاضت إسرائيل منذ ذلك الحين عدة حروب مع الدول العربية، ومنذ حرب الأيام الستة عام 1967 احتلت إسرائيل كل من الضفة الغربية ومرتفعات الجولان وقطاع غزة (لا تزال تعتبر محتلة بعد فك الارتباط في عام 2005، على الرغم من أن بعض الخبراء القانونيين يعارضون هذا الإدعاء). ووسّعت قوانينها لتشمل مرتفعات الجولان والقدس الشرقية، ولكن ليس الضفة الغربية. يعد احتلال إسرائيل للأراضي الفلسطينية هو أطول احتلال عسكري في العالم في العصر الحديث. لم تسفر الجهود المبذولة لحل النزاع الإسرائيلي الفلسطيني عن التوصل إلى اتفاق سلام نهائي. ومع ذلك، تم توقيع معاهدات السلام بين إسرائيل ومصر والأردن.
في قوانينها الأساسية، تُعرّف إسرائيل نفسها كدولة يهودية وديمقراطية ودولة أمة للشعب اليهودي. تتمتع البلاد بديمقراطية ليبرالية (وهي واحدة من اثنتين من الدول فقط في منطقة الشرق الأوسط وشمال إفريقيا، والأخرى هي تونس)، مع نظام برلماني، وتمثيل نسبي، واقتراع عمومي. رئيس الوزراء هو رئيس الحكومة والكنيست هو المجلس التشريعي. اعتبارًا من عام 2019 يبلغ عدد سكانها حوالي 9 ملايين نسمة، إسرائيل هي دولة متقدمة وعضو في منظمة التعاون الاقتصادي والتنمية، ولديها 31 أو 32 أكبر اقتصاد في العالم بحسب إجمالي الناتج المحلي. تتمتع إسرائيل بأعلى مستويات المعيشة في الشرق الأوسط، وتحتل في المراكز الأولى بين دول العالم من حيث النسبة المئوية للمواطنين الحاصلين على تدريب عسكري، ومن حيث النسبة المئوية للمواطنين الحاصلين على درجة في التعليم العالي، والإنفاق على البحث والتطوير حسب نسبة الناتج المحلي الإجمالي، وسلامة المرأة، ومتوسط العمر المتوقع، والإبداع، والسعادة. تتلقى إسرائيل دعمًا سخيًا من الولايات المتحدة لأسباب إستراتيجية وإقتصادية ودينية لتعزيز صدق النبؤات المسيحية حول المجئ الثاني للمسيح والحكم الألفي نتيجة تأثير الإنجيليين علي السياسة الأمريكية.

## التسمية
بعد الاستقلال في عام 1948، تبنت البلاد رسمياً اسم «دولة إسرائيل» (بالعبرية: מְדִינַת יִשְׂרָאֵל) بعدما تم رفض المقترحات التاريخية والدينية أرض إسرائيل، وصهيون ويهودا. في الأسابيع الأولى من الاستقلال، اختارت الحكومة مصطلح «إسرائيلي» للدلالة على مواطن إسرائيل، مع الإعلان الرسمي الصادر عن وزير الخارجية موشيه شاريت.
تاريخياً استخدمت ألقاب مثل أرض إسرائيل وبنو إسرائيل للإشارة إلى مملكة إسرائيل الموحدة والشعب اليهودي بأسره على التوالي. اسم «إسرائيل» (بالعبرية: יִשְׂרָאֵל؛ باليونانيَّة: Ἰσραήλ) مستمد من التوراة. حيث في هذه العبارات تشير إلى يعقوب، والذي وفقًا للكتاب المقدس العبري، أعطي له الاسم بعد أن صارع بنجاح مع ملاك الرب. وأصبح أبناء يعقوب الإثني عشر أسلاف بني إسرائيل، المعروفين أيضًا باسم قبائل إسرائيل الإثني عشر أو بني إسرائيل. كان يعقوب وأبنائه قد عاشوا في كنعان، لكن أجبرتهم المجاعة على الذهاب إلى مصر لمدة أربعة أجيال، استمرت 430 عامًا، حتى قاد موسى الإسرائيليين للعودة إلى كنعان كما تذكر التفاصيل في «سفر الخروج». أقدم قطعة أثرية معروفة تذكر كلمة «إسرائيل» كمجموعة في لوحة مرنبتاح والتي تعود إلى عصور مصر القديمة، وتاريخها إلى أواخر القرن الثالث عشر قبل الميلاد.
تُعرف المنطقة أيضًا باسم الأراضي المقدسة، فهي مقدسة لجميع الأديان الإبراهيمية بما في ذلك اليهودية والمسيحية والإسلام والمذهب التوحيدي الدرزي والعقيدة البهائية. تحت حكم الانتداب البريطاني (1920-1948)، كانت المنطقة بأسرها تعرف باسم فلسطين. على مر القرون، كانت المنطقة معروفة من قبل مجموعة متنوعة من الأسماء الأخرى، بما في ذلك كنعان، والسامرة، ويهودا، واليهودية، وسوريا فلسطين وسوريا الجنوبية.
أما الكيان الصهيوني فهي التسمية الرسمية التي تطلقها بعض الحكومات والجماعات العربية على إسرائيل، وتحمل هذه التسمية في طياتها خطابا يرفض وجود «دولة يهودية» في منطقة الشرق الأوسط، وليس للوجود اليهودي.

### الخلفية الدينية للتسمية

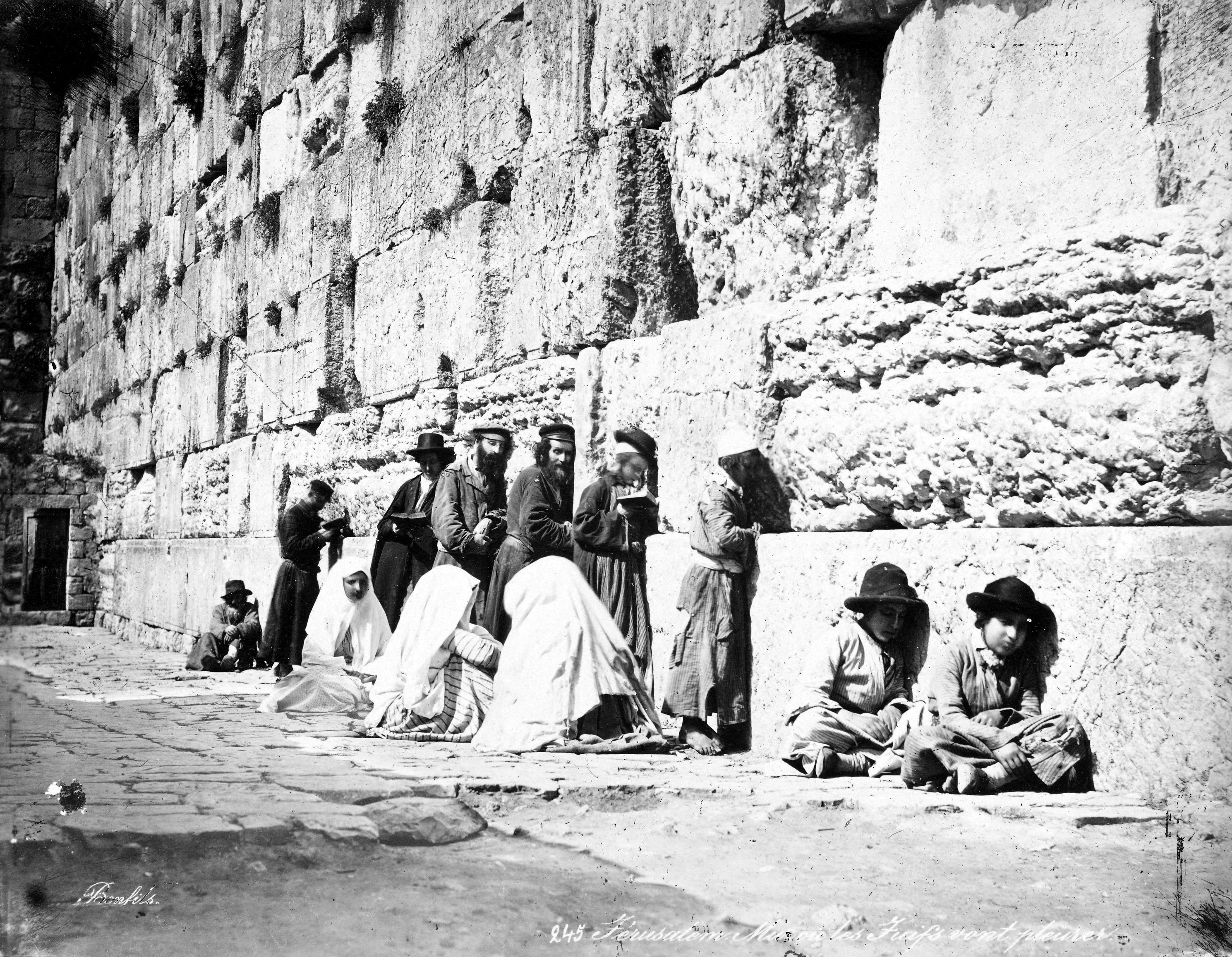
يهود عند الحائط الغربي في عام 1870م.

في التوراة وفي التراث اليهودي يعدّ اسم «إسرائيل» اسم بديل ليعقوب ففي اللغة العبرية تعني «إسرا» يُصارع و«إيل» تعني الإله أي «مصارع الرب» لأنه صارع الرب والناس وغلب، وتظهر قصة تسمية يعقوب بإسرائيل في سفر التكوين 32:25
وبقيَ يعقوبُ وحدَهُ، فصارَعَهُ رَجلٌ حتى طُلوعِ الفَجرِ. 26 ولمَّا رأَى أنَّه لا يقوى على يعقوبَ في هذا الصِّراعِ، ضرَبَ حُقَ[ ؟ ] وِرْكِه فاَنخلَعَ. 27 وقالَ لِيعقوبَ: «طَلَعَ الفجرُ فاَترُكْني!» فقالَ يعقوبُ: «لا أتْرُكُكَ حتى تُبارِكَني». 28 فقالَ الرَّجلُ: «ما اَسمُكَ؟» قالَ: «اَسمي يعقوبُ». 29 فقالَ: «لا يُدعَى اَسمُكَ يعقوبَ بَعدَ الآنَ بل إِسرائيلَ، لأنَّكَ غالَبْتَ اللهَ والنَّاسَ وغلَبْتَ».  سفر التكوين
ولفظة إسرائيل مكونة حسب التوراة من كلمتين ساميتين قديمتين هما: «سرى» (بالعبرية: שָׂרָה) بمعني غلب، و«إيل» (بالعبرية: אֵל) أي الإله أو الله. التوراة والتلمود وكذلك مصادر عبرية أخرى تسمى الشعب العبراني أو الشعب اليهودي «بيت إسرائيل» أو «آل إسرائيل» أو «بني إسرائيل»، كثيراً ما يختصرون التعبير فيقولون «إسرائيل» فقط كما رأينا في مأثور التلمود والاسم العبري فلسطين هو «إيرتس يسرائيل» أي «أرض إسرائيل» لان الله قد أعطي أرض الكنعانيين الوثنيين لبني إسرائيل، وأمرهم الله بإبادة الشعوب الوثنية التي كانت تعيش في أرض الرب لكي لا يضلوهم لعبادة الهتهم الوثنية حسب التوراة:
ويكون متى أدخلك الرب أرض الكنعانيين والحثيين والأموريين والحويين واليبوسيين التي حلف لآبائك أن يعطيك، أرضا تفيض لبنا وعسلا. سفر الخروج 13: 5
فالآن اذهب واضرب عماليق، وحرموا كل ما له ولا تعف عنهم بل اقتل رجلا وامرأة، طفلا ورضيعا، بقرا وغنما، جملا وحمارا سفر صموئيل الأول 15: 3
لكن الآثاريين والمؤرخين يشكك القصة الواردة في التوراة ويعدّونه شرحا مؤخرا لازدواجية التسمية التي مصدرها قديم ويرجع إلى الفترة التي خضعت فيها بلاد الكنعان لسيطرة الفراعنة المصريين. وقد عثر على رسالة فرعونية من القرن الـ14 قبل الميلاد التي يذكر فيها اسم «إسرائيل» كاسم شعب في بلاد الكنعان. طبيعة العلاقة بين ذلك الشعب وبني إسرائيل الذين ظهروا في بلاد الكنعان بفترة لاحقة غير واضحة، ولكن الرسالة الفرعونية تثبت قيام شعب بهذا الاسم حتى قبل عصر التوراة.
وبالرغم من أن تيودور هرتزل زعيم الصهيونية السياسية، ورئيس المؤتمر الصهيوني العالمي الأول الذي عقد في مدينة بازل بسويسرا عام 1897، لم يتردد في تسمية كتابه المتضمن لدعوته هذه «دولة اليهود» فإن هذه الدعوة الصهيونية آثرت عند الكتابة عن فلسطين أن تسميها «أرض إسرائيل»، حرصاً على تأكيد انتماء هذه الأرض إلى أسلافهم الأوائل، أبناء يعقوب، أو «بنو إسرائيل».
قبل إعلان «دولة» إسرائيل تم اقتراح بعض الأسماء لدولة الجديدة، من بينها: يهودا، عيبر، تسيون (أي صهيون)، إيرتس إسرائيل (أي أرض إسرائيل). وقد تم اختيار اسم إسرائيل أو «دولة» إسرائيل للأسباب التالية
1. النعت «يهودي» يستخدم للإشارة إلى أبناء الديانة اليهودية أو إلى مجموعة عرقية، أما بين مواطني الدولة يوجد أيضا مسلمين، مسيحيين وعلمانيين.
2. اسم يهودا هو الاسم العبري لجبال الخليل التي كانت ضمن حدود الدولة العربية حسب خطة الأمم المتحدة لتقسيم فلسطين.
3. اسم «عيبر» غير معروف لدى الجمهور وكان يشير إلى كتلة سياية يهودية معينة (كتلة يهود علمانيين الذين فضلوا تسميتهم بـ«عبريين» بدلا من «يهود»).
4. يجب التفريق بين «إيرتس إسرائيل» كمصطلح جغرافي واسم الدولة الجديدة.

وقد خلقت هذه التسمية عدة مشاكل أمام المشرعين الصهاينة، حيث انتقلت صفة الإسرائيلي من الشعب (وهي صفة مذكرة في العبرية) إلى الدولة (وهي صفة مؤنثة في العبرية)، وهو الانتقال الذي أدى إلى انطباق هذه الصفة على كل من يقيم داخل إسرائيل من العرب والمسلمين والمسيحيين وأرغم السلطات الإسرائيلية على اعتماد هؤلاء العرب المقيمين فيها في عداد المواطنين الذي يتمتعون بالجنسية الإسرائيلية.
إن لفظ «دولة إسرائيل» هو مصطلح سياسي، بينما «أرض إسرائيل» هو مصطلح جغرافي. حيث أنّ اضافة كلمة «دولة» لإسرائيل يمكن أن يشمل في مضمونه كل «أرض إسرائيل» أو جزء من منها، أو حتى أجزاءً ليست تابعة لـ «أرض إسرائيل» (مثل شرم الشيخ والجولان على سبيل المثال)، ولفظ «دولة» إسرائيل هو الإطار الحاسم بالنسبة للمبدأ الصهيوني.
من ناحية أخرى ينكر بعض المفكرين وجود تسمية إسرائيل في التناخ إذ يقول شلومو ساند بأنه لم يكن هناك -تاريخياً- مملكة موحدة شملت ما يسمى اليوم «يهودا» أي شمال الضفة الغربية، وإسرائيل القديمة، وبالتالي فإنه لم يظهر أيضاً اسم اقليمي عبري موحد، وهكذا ظل في أسفار التناخ الاسم الفرعوني للمنطقة «أرض كنعان». وقد وعد الإله إبراهيم -بحسب سفر (التكوين 17، 8): «وأعطي لك ولنسلك من بعدك أرض غربتك كل أرض كنعان».

## تاريخ
يعود تاريخ التوسعات المبكرة لأشباه البشر من أفريقيا إلى بلاد الشام ما قبل التاريخ، حيث تقع إسرائيل، إلى ما لا يقل عن 1.5 مليون سنة مضت بناءً على الآثار الموجودة في العبيدية في وادي الأردن المتصدع، في حين أن أشباه البشر سخول وقفزة، وأحافير الإنسان العاقل. يعود تاريخها إلى 120 ألف سنة، وهي من أقدم الآثار للإنسان العاقل الحديث تشريحيًا خارج إفريقيا. ظهرت الثقافة النطوفية في جنوب بلاد الشام بحلول الألفية العاشرة قبل الميلاد، تلتها الثقافة الغسولية بحوالي 4500 قبل الميلاد.

### العصرين البرونزي والحديدي

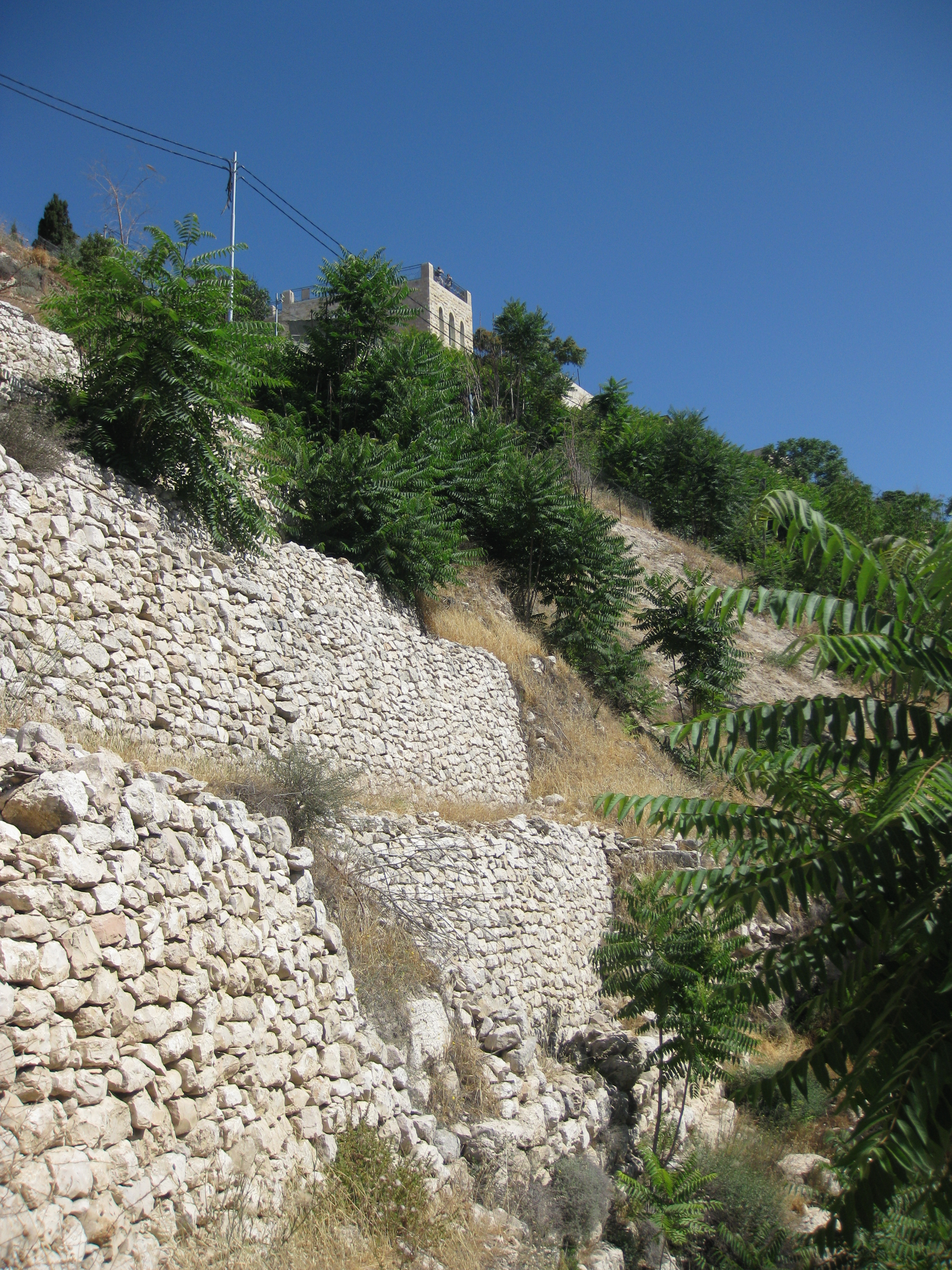
سور القدس الكنعاني في مدينة داود.

تم إثبات وجود الكنعانيين من الناحية الأثرية في العصر البرونزي الأوسط (2100-1550 قبل الميلاد). خلال العصر البرونزي المتأخر (1550-1200 قبل الميلاد)، شكلت أجزاء كبيرة من كنعان دولًا تابعة تدفع الجزية للمملكة المصرية الحديثة. ونتيجة لانهيار العصر البرونزي المتأخر، سقطت كنعان في حالة من الفوضى، وانهارت السيطرة المصرية على المنطقة تمامًا. هناك أدلة على أن المراكز الحضرية مثل حاصور وبيت شان ومجدو وعقرون وأشدود وعسقلان قد تضررت أو دمرت كما ذكرت التوراة أيضا تلك الأحداث: 
وضربوا كل نفس بها بحد السيف. حرموهم، ولم تبق نسمة، وأحرق حاصور بالنار. سفر يشوع 11: 11
يظهر شعب يُدعى إسرائيل لأول مرة في لوحة مرنبتاح، وهي نقش مصري قديم يعود تاريخه إلى حوالي 1200 قبل الميلاد. يُعتقد أن أسلاف بني إسرائيل شملوا الشعوب القديمة الناطقة بالسامية الأصلية في هذه المنطقة. : 78–79  وفقًا للرواية الأثرية الحديثة، تفرع الإسرائيليون وثقافتهم من الشعوب الكنعانية وثقافاتهم من خلال تطوير ديانة أحادية مميزة - ولاحقًا توحيدية - تتمحور حول الرب. لقد تحدثوا بشكل قديم من اللغة العبرية، المعروفة باسم العبرية الكتابية. وفي نفس الوقت تقريبًا، استقر الفلسطينيون في السهل الساحلي الجنوبي.
تجاهل علم الآثار الحديث إلى حد كبير تاريخية السرد الموجود في التوراة فيما يتعلق بالآباء، والخروج وحكايات الغزو الموصوفة في سفر يشوع، وبدلاً من ذلك ينظر إلى السرد على أنه يشكل الأسطورة الوطنية لبني إسرائيل. ومع ذلك، يبدو أن بعض عناصر هذه التقاليد لها جذور تاريخية.

خريطة مملكتي إسرائيل ويهوذا والممالك المجاورة في القرن التاسع قبل الميلاد حسب الرواية التوراتية، هناك خلاف بين المؤرخين حول وجودها المبكر.

هناك جدل حول الوجود المبكر لمملكتي إسرائيل ويهوذا ومداهما وقوتهما. في حين أنه من غير الواضح ما إذا كانت هناك مملكة إسرائيلية متحدة على الإطلاق، يتفق المؤرخون وعلماء الآثار على أن مملكة إسرائيل الشمالية كانت موجودة بحلول عام 900 ق.م. وأن مملكة يهوذا كانت موجودة في 850 قبل الميلاد. كانت مملكة إسرائيل الأكثر ازدهارًا بين المملكتين وسرعان ما تطورت لتصبح قوة إقليمية؛ في أيام الأسرة العمرية، سيطرت على السامرة والجليل ووادي الأردن الأعلى والشارون وأجزاء كبيرة من شرق الأردن. السامرة، العاصمة، كانت موطنًا لواحد من أكبر مباني العصر الحديدي في بلاد الشام وقد ذكرت التوراة غزو بني إسرائيل لتلك المدن.
تجازى السامرة لأنها قد تمردت على إلهها. بالسيف يسقطون. تحطم أطفالهم، والحوامل تشق. سفر هوشع 13: 16
تم تدمير مملكة إسرائيل حوالي عام 720 قبل الميلاد، عندما تم غزوها من قبل الإمبراطورية الآشورية الحديثة. أصبحت مملكة يهوذا، وعاصمتها القدس، فيما بعد دولة عميلة للإمبراطورية الآشورية الحديثة  أولاً ثم الإمبراطورية البابلية الحديثة. تشير التقديرات إلى أن عدد سكان المنطقة كان حوالي 400000 نسمة في العصر الحديدي الثاني. في 587/6 قبل الميلاد، بعد ثورة في يهوذا، حاصر الملك نبوخذنصر الثاني ودمر القدس وهيكل سليمان، حل المملكة ونفي الكثير من النخبة اليهودية إلى بابل، وكان هذا بداية عصر السبي البابلي. تم تسجيل الهزيمة أيضًا في السجلات البابلية. بعد الاستيلاء على بابل في عام 539 قبل الميلاد، أصدر كورش الكبير، مؤسس الإمبراطورية الأخمينية الفارسية، إعلانًا يسمح لسكان يهودا المنفيين بالعودة إلى يهوذا. سُمح للسكان اليهود العائدين بالحكم الذاتي وإعادة بناء الهيكل.

### العصور الكلاسيكية القديمة

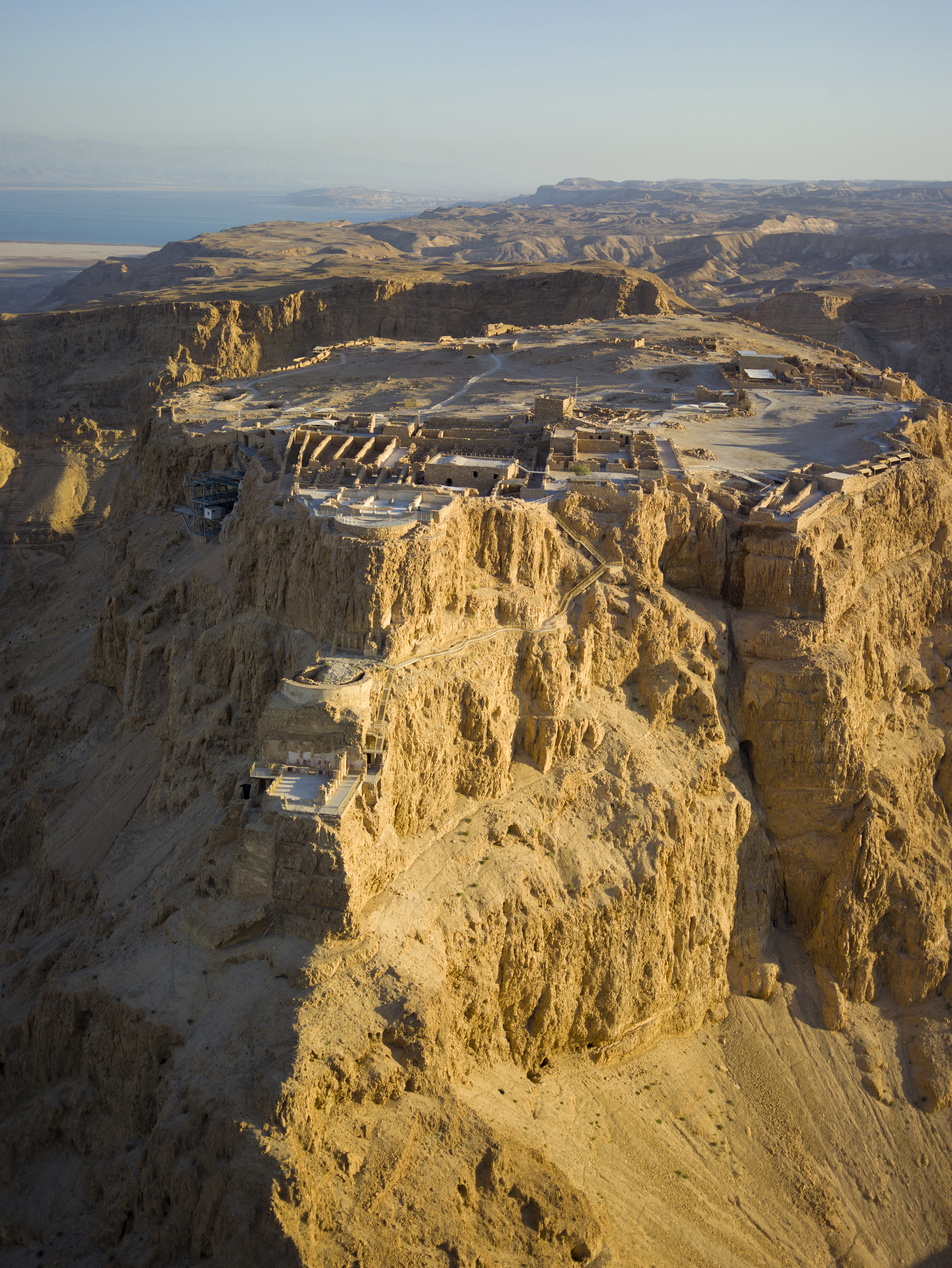
منظر جوي لجبل مسعدة في صحراء يهودا ويظهر البحر الميت في العمق.

تم الانتهاء من بناء الهيكل الثاني عام  520 ق.م. حكم الفرس المنطقة باسم مقاطعة يهود، التي كان عدد سكانها حوالي 30.000 نسمة في القرنين الخامس والرابع قبل الميلاد.  
في عام 332 قبل الميلاد، غزا الإسكندر الأكبر المقدوني المنطقة كجزء من حملته ضد الإمبراطورية الفارسية. بعد وفاته، كانت المنطقة تحت سيطرة الإمبراطوريتين البطلمية والسلوقية كجزء من سوريا الجوفاء. على مدى القرون التالية، أدت الهيلينية في المنطقة إلى توترات ثقافية وصلت إلى ذروتها في عهد أنطيوخوس الرابع، مما أدى إلى اندلاع ثورة المكابيين عام 167 قبل الميلاد. أضعفت الاضطرابات المدنية الحكم السلوقي، وفي أواخر القرن الثاني نشأت مملكة يهودا الحشمونائية شبه المستقلة، وحصلت في النهاية على الاستقلال الكامل وتوسعت في المناطق المجاورة.
غزت الجمهورية الرومانية المنطقة في عام 63 قبل الميلاد، وسيطرت أولاً على سوريا، ثم تدخلت في الحرب الأهلية الحشمونية. أدى الصراع بين الفصائل المؤيدة للرومان والفصائل البارثية في يهودا إلى تنصيب هيرودس الكبير باعتباره تابعًا لروما. في عام 6 م، تم ضم المنطقة بالكامل باسم مقاطعة يهودا الرومانية، وهي الفترة التي بشرت بالتوترات مع الحكم الروماني، وأدت إلى سلسلة من الحروب اليهودية الرومانية، مما أدى إلى دمار واسع النطاق. أدت الحرب اليهودية الرومانية الأولى ( 66-73 م) إلى تدمير القدس والهيكل الثاني ومقتل مايقرب من مليون يهودي و تهجير جزء كبير من السكان.
حدثت انتفاضة ثانية عرفت باسم ثورة بار كوخبا خلال الفترة من 132 إلى 136 م. سمحت النجاحات الأولية لليهود بتشكيل دولة مستقلة في يهودا، لكن الرومان حشدوا قوات كبيرة وسحقوا التمرد بوحشية، مما أدى إلى تدمير ريف يهودا وإخلاء سكانه. أعيد بناء القدس كمستعمرة رومانية تحت اسم إيليا كابيتولينا، وتم تغيير اسم مقاطعة يهودا إلى سوريا فلسطين. تم طرد اليهود من المناطق المحيطة بالقدس، وانضموا إلى المجتمعات في الشتات. ومع ذلك، كان هناك وجود يهودي صغير مستمر وأصبح الجليل مركزها الديني. استمرت المجتمعات اليهودية أيضًا في الإقامة في تلال الخليل الجنوبية وفي السهل الساحلي.

### العصور القديمة المتأخرة وفترة العصور الوسطى

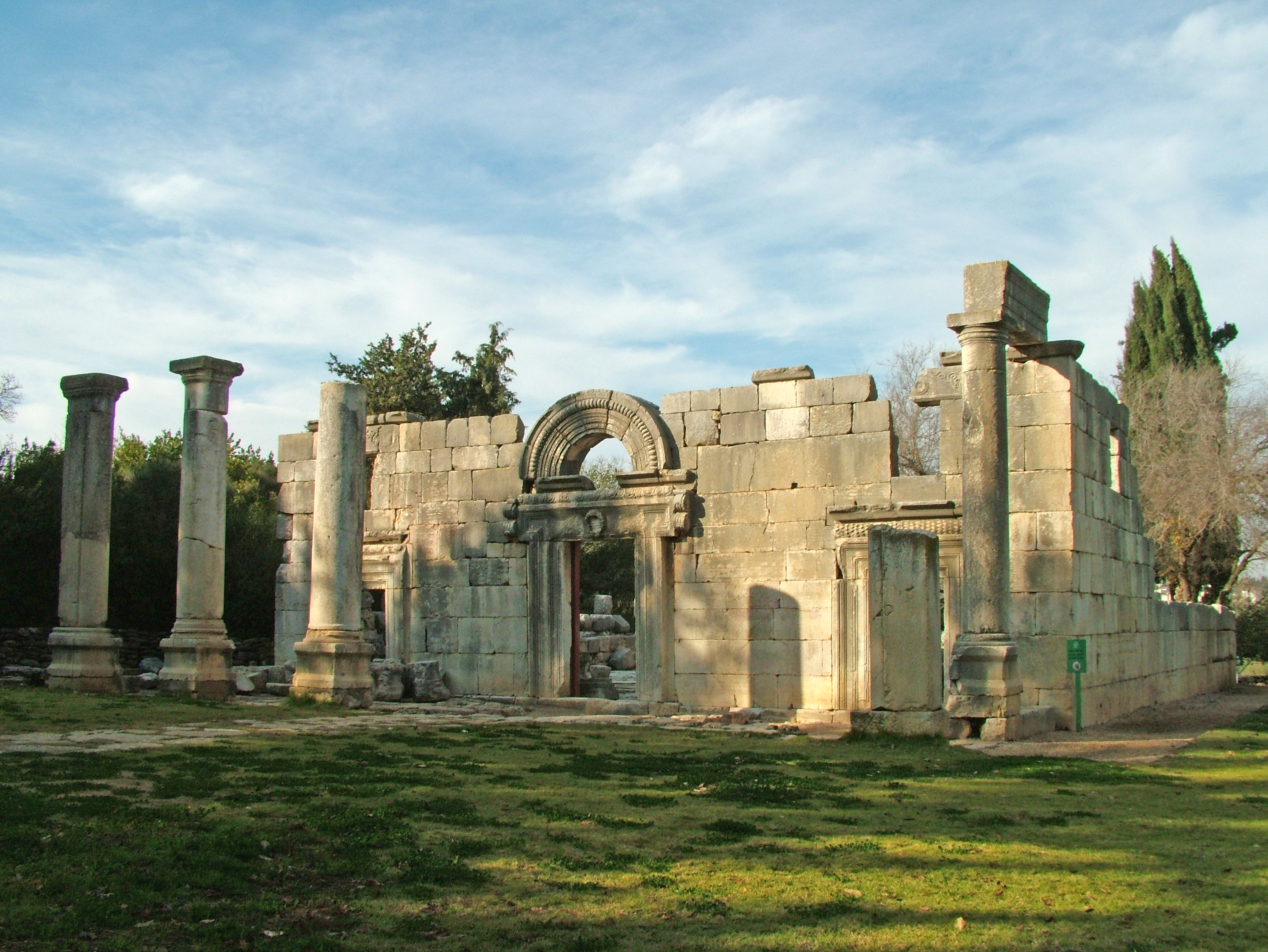
كنيس كفر برعم في الجليل من القرن الثالث الميلادي.

مع انتقال الحكم الروماني إلى حكم الإمبراطورية البيزنطية تحت حكم الإمبراطور قسطنطين، حلت المسيحية المبكرة محل الوثنية الرومانية الأكثر تسامحًا باعتبارها تأثيرًا خارجيًا. مع تحول قسطنطين في القرن الرابع، أصبح وضع الأغلبية اليهودية في فلسطين "أكثر صعوبة". صدرت سلسلة من القوانين التي تميز ضد اليهود واليهودية، وتعرض اليهود للاضطهاد من قبل الكنيسة والسلطات، شمل ذلك القتل والتعذيب والإهانة خاصة يوم صلب المسيح وتحويل الكنس اليهودية لكنائس مسيحية، والتحويل القسري لليهود. هاجر العديد من اليهود إلى مجتمعات الشتات المزدهرة، بينما محليًا كانت هناك هجرة مسيحية وتحول محلي. وبحلول منتصف القرن الخامس، كانت هناك أغلبية مسيحية. قرب نهاية القرن الخامس، اندلعت الثورات السامرية، واستمرت حتى أواخر القرن السادس وأدت إلى انخفاض كبير في عدد السكان السامريين. بعد الغزو الساساني للقدس والثورة اليهودية قصيرة الأمد ضد هرقل في عام 614 م، أعادت الإمبراطورية البيزنطية تعزيز سيطرتها على المنطقة في عام 628.
في 634-641 م، غزت الخلافة الراشدة بلاد الشام. على مدى القرون الستة التالية، انتقلت السيطرة على المنطقة بين الخلفاء الأمويين والعباسيين والفاطميين، ومن ثم السلاجقة والأيوبيين. انخفض عدد سكان المنطقة كثيرًا خلال القرون العديدة التالية، حيث انخفض من ما يقدر بمليون نسمة خلال الفترات الرومانية والبيزنطية إلى حوالي 300000 بحلول الفترة العثمانية المبكرة. إلى جانب هذا الانخفاض السكاني، كانت هناك عملية ثابتة من التعريب والأسلمة الناجمة عن هجرة غير المسلمين، وهجرة المسلمين، والتحول المحلي إلى الإسلام. جلبت نهاية القرن الحادي عشر الحملات الصليبية، وهي غارات بموافقة البابوية للصليبيين المسيحيين عازمة على انتزاع القدس والأراضي المقدسة من سيطرة المسلمين وإنشاء الدول الصليبية خاصة بعد قيام الدولة الفاطمية بإحراق كنيسة القيامة بناءًا على أمر الخليفة الفاطمي الحاكم بأمر الله في 28 سبتمبر 1009م، وقام الصليبيون بإعادة بناء كنيسة القيامة والسيطرة علي القدس. صد الأيوبيون الصليبيين قبل استعادة الحكم الإسلامي بالكامل على يد سلاطين المماليك في مصر عام 1291.

### الصهيونية والوطن القومي لليهود

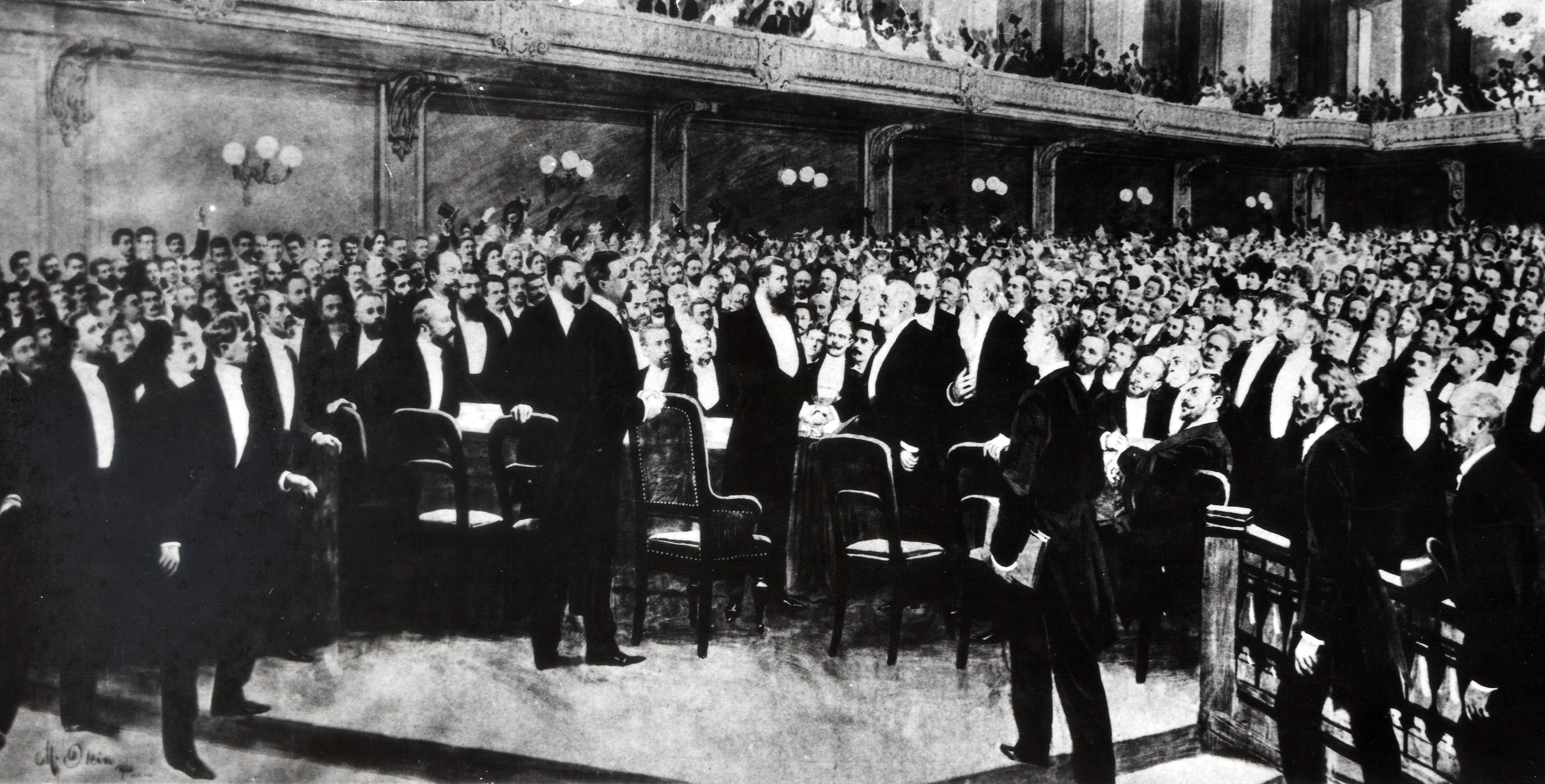
المؤتمر الصهيوني الأول الذي عقد في بازل تحت رئاسة هيرتزل، سويسرا عام 1897م.

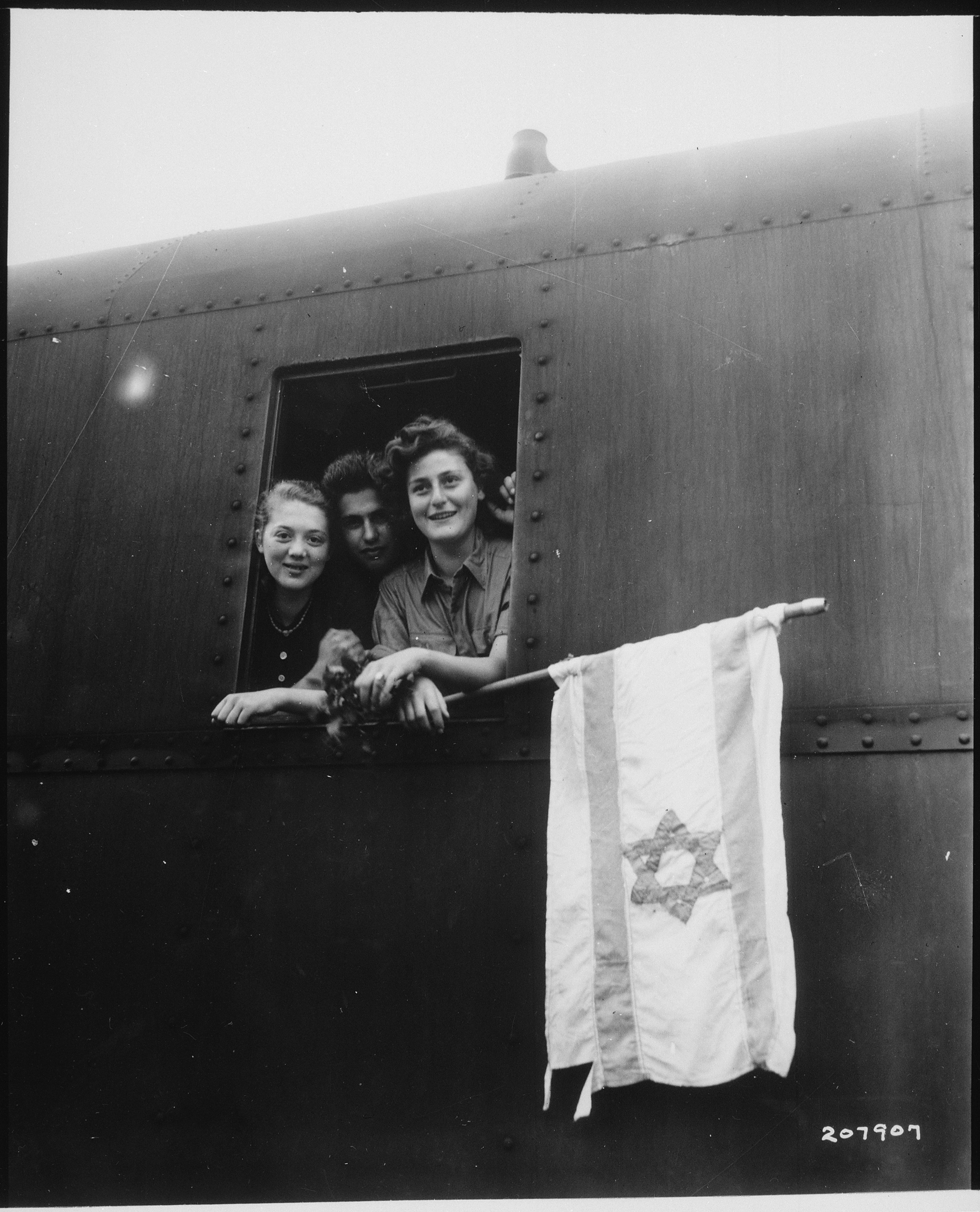
يهود في طريقهم إلى فلسطين بعد إطلاق سراحهم من معتقل بوخنفالد عام 1945م.

شهد القرن التاسع عشر ولادة الحركة الصهيونية التي تتمثل أهم أهدافها في إيجاد حل للمسألة اليهودية. بدأ عدد كبير نسبيا من أعضاء الجماعات اليهودية في الهجرة إلى أرض فلسطين في نهاية ذلك القرن. أما مؤسس الحركة الصهيونية العالمية تيودور هرتزل فكان يفاوض السلطات البريطانية في هجرة اليهود إلى بلدان أخرى، من بينها أوغندا وشبه جزيرة سيناء، وكانت الاقتراح الأكثر جدية هو إقامة حكم ذاتي يهودي في أوغندا (كينيا حسب الحدود الحالية) وقد أعلنها وزير المستعمرات البريطاني في أبريل 1903، بعد مذبحة كيشينوف التي تعرض لها اليهود في تلك المدينة، والتي كانت ذروة مطاردة اليهود في الإمبراطورية الروسية آنذاك، مما أدى إلى مهاجرة عدد كبير من يهود شرقي أوروبا إلى غربي أوروبا وأمريكا والشرق الأوسط. فأرسل المؤتمر الصهيوني العالمي في جلسته السادسة بعثة إلى أوغندا لبحث الاقتراح، أما في الجلسة السابعة (1907) فرفضها لأسباب وطنية وتاريخية ومشيرا إلى التقرير المخيب الذي عرضته البعثة. كانت فلسطين وقتها تحت السيطرة العثمانية، وبشكل أوسع، عندما آلت السلطة للانتداب البريطاني.

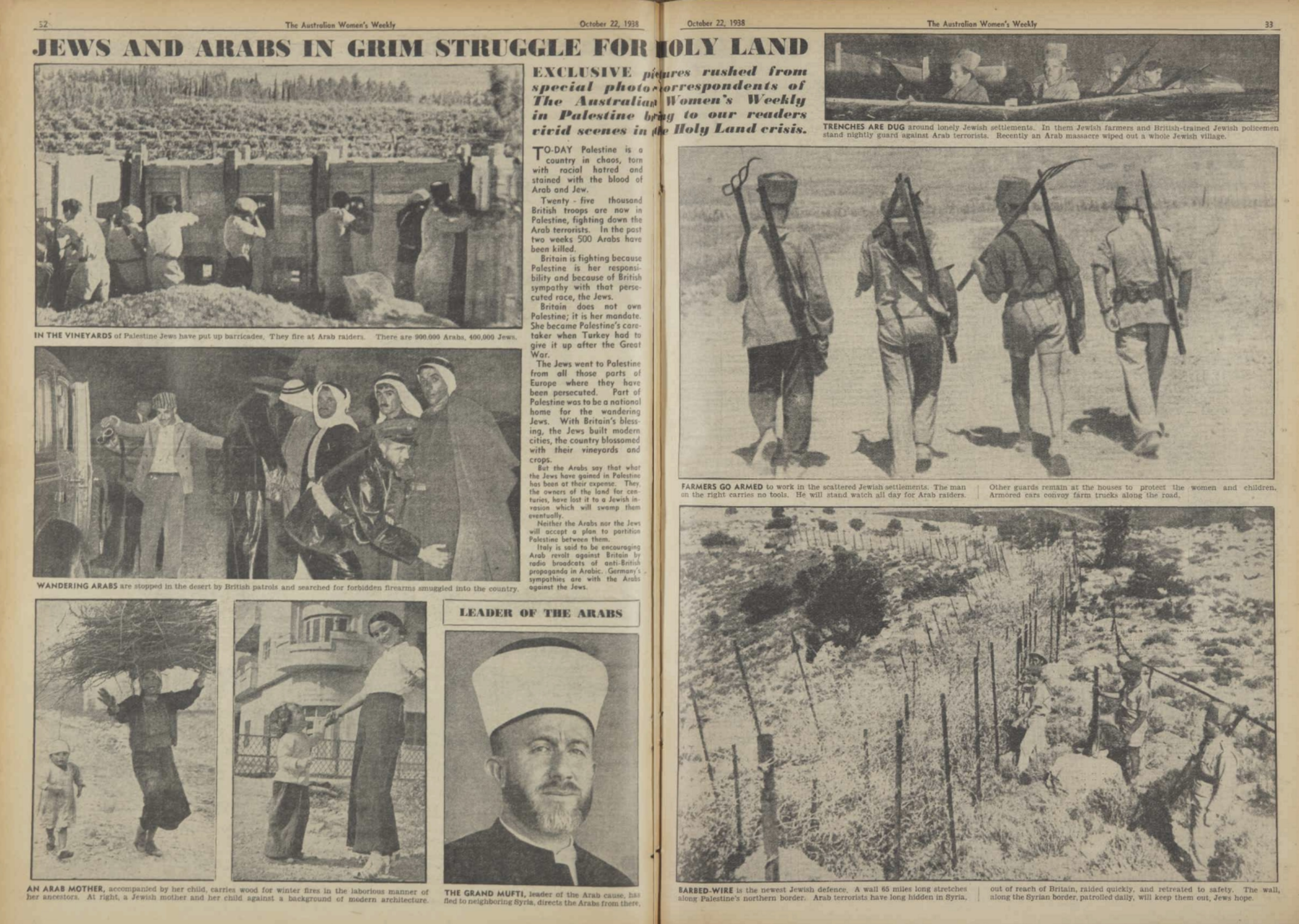
"اليهود والعرب في صراعٍ عنيفٍ على الأرض المقدسة"، مقالٌ في 22 أكتوبر عام ١٩٣٨م.

في الثاني من نوفمبر 1917، خلال الحرب العالمية الأولى، نشرت الحكومة البريطانية وعد بلفور الذي أكد دعم بريطانيا لطموحات الحركة الصهيونية في إقامة دولة يهودية بفلسطين. وبعد الحرب أقرت عصبة الأمم وعد بلفور كالهدف النهائي لحكم الانتداب البريطاني في فلسطين.
ولكن في فترة الثلاثينيات من القرن الـ20 تندمت بريطانيا على وعدها للحركة الصهيونية واقترحت تقسيم فلسطين بين اليهود والعرب حيث يسيطر العرب على أكثرية الأراضي.
بعد المحرقة التي تعرض لها المواطنون اليهود في أوروبا مع أقليات أخرى خلال الحرب العالمية الثانية، وفي العام 1947، شهد العالم قرار تقسيم فلسطين والذي أعطى اليهود المقيمين في فلسطين 55% من الأرض، عندما كانوا يشكّلون 30% من السكان، مؤكدا بضرورة توطين لاجئي المحرقة النازية من اليهود في الأراضي الموعودة للدولة اليهودية حسب قرار تقسيم. وشملت الأراضي المقترحة لليهود الجزء المركزي من الشريط البحري (ما عدا مدينة يافا)، جزءا كبيرا من النقب (ما عدا مدينة بئر السبع)، والجزء الشرقي من الجليل ومرج ابن عامر. رفض العرب قرار التقسيم آنذاك، حيث شن سكان فلسطين هجمات ضد السكان اليهود، هجمات ردت عليها المنظمات الصهيونية العسكرية. فقامت بريطانيا بالانسحاب من فلسطين وإعلان انتهاء الانتداب البريطاني في منتصف ليل الـ15 من مايو 1948.

### حرب 1948

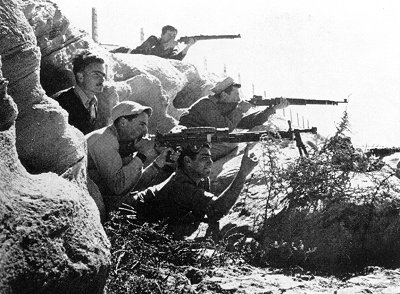
عصابات الهجاناة الصهيونية أثناء تبادل إطلاق النار مع العرب عام 1947م، تأسست هذه المنظمة في مدينة القدس وهي تكتّل عسكري في الانتداب البريطاني على فلسطين في الفترة السّابقة لإعلان دولة إسرائيل

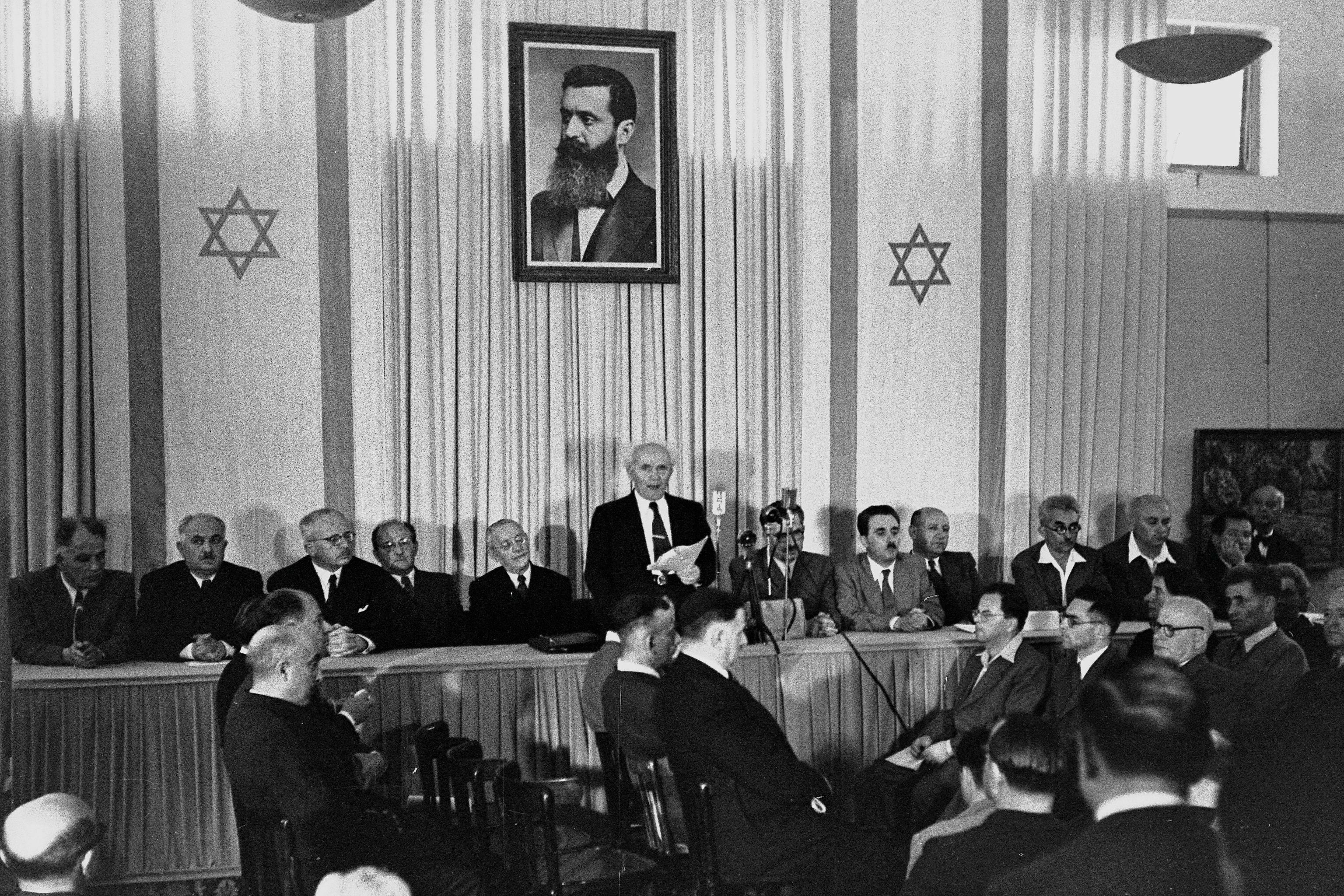
دافيد بن غوريون يعلن تأسيس دولة إسرائيل عام 1948م.

في 14 مايو 1948، 8 ساعات قبل انتهاء الانتداب البريطاني، أُعلن رسميا عن قيام «دولة» إسرائيل دون أن تُعلن حدودها بالضبط، وخاضت خمس دول عربية بالإضافة إلى السكان العرب الحرب مع الدولة المنشأة حديثا وكانت محصّلة الحرب أن توسعت إسرائيل على 75% تقريبا من أراضي الانتداب سابقا. بقي 156،000 من العرب داخل إسرائيل (حسب الإحصاء الإسرائيلي الرسمي في 1952) وتشرّد ما يقرب 900،000 (حسب تقديرات منظمة التحرير الفلسطينية) إمّا في مخيمات في الأردن ومصر اللتان ضمّتا الضفة الغربية وقطاع غزة بعد استيلاء اليهود على غالبية فلسطين كما تشردوا في لبنان وغيرها من البلدان العربية بعد أن طردهم اليهود من بيوتهم. في نفس الوقت، تشرّد اليهود من أوروبا جرّاء الحرب العالمية الثانية ومن إيران وأصبحت الدولة اليهودية الحديثة مكانا مرغوبا فيه وازدادت الهجرات اليهودية إلى إسرائيل مما سبب زيادة في عدد السكان اليهود بصورة ملحوظة، فهي تمثل الجهة الثانية لهجرة الجماعات اليهودية بعد الولايات المتحدة الأمريكية.

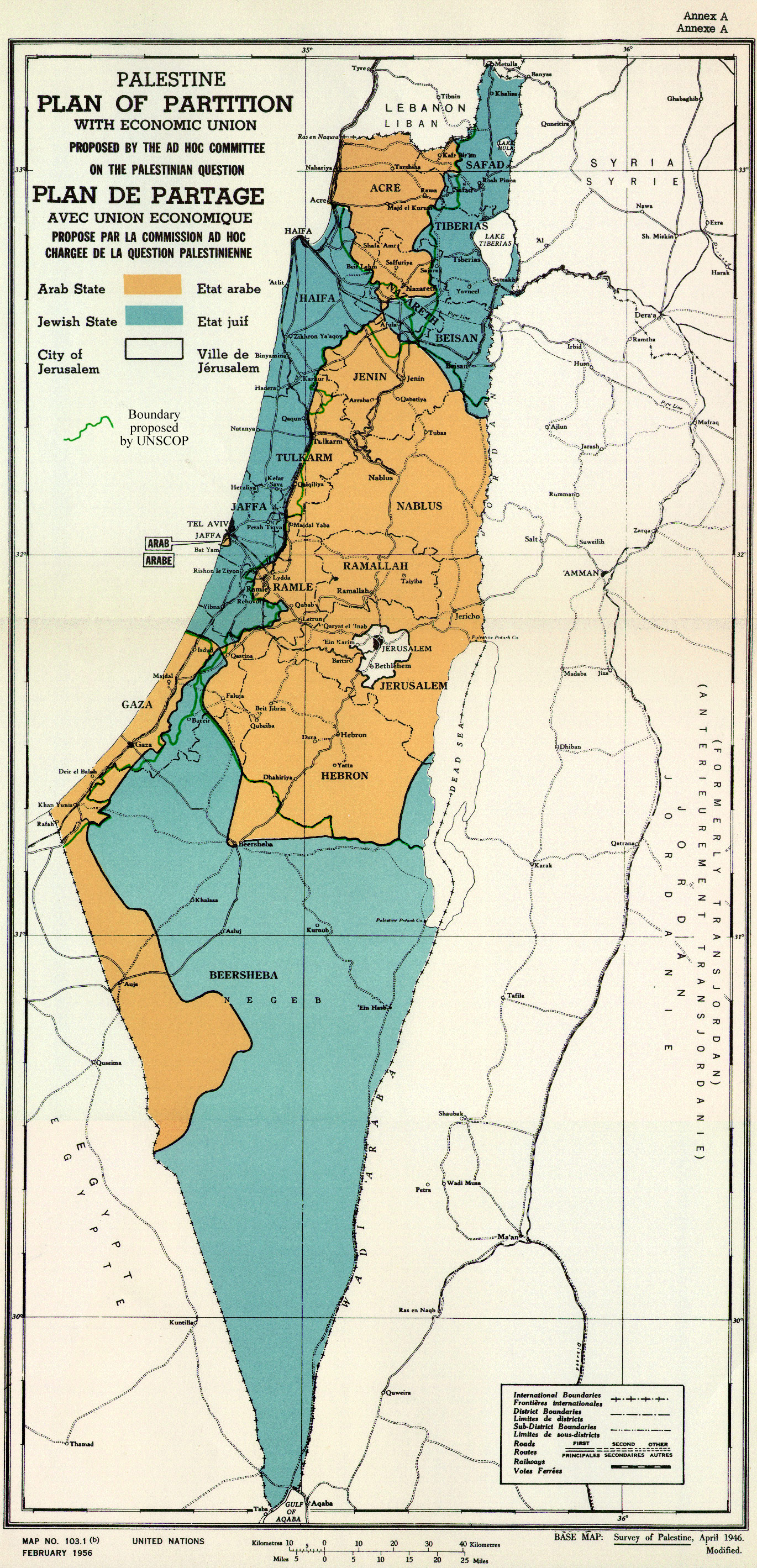
خريطة الأمم المتحدة لتقسيم فلسطين عام 1947م.

ازدادت هجرات أعضاء الجماعات اليهودية في الآونة الأخيرة وخصوصاً بعد انهيار الاتحاد السوفييتي وتفكك جمهورياته. إسرائيل، حالها حال أي بلد آخر تحتوي على مجموعات عرقية مختلفة، والأقلية من هذه العرقيات قد لا تشعر أنها تنتمي انتماءً كلياً للدولة بالرغم من حصولهم على حق المُواطنة في «دولة» إسرائيل. من أشهر هذه العرقيات هم الإسرائيليون من أصل عربي، ويشعر هؤلاء بالانتماء إلى أصولهم العربية. تبقى هذه المشكلة من أحد المشاكل التي تواجه إسرائيل وهي التوفيق بين هوية الدولة اليهودية والعرب المقيمين بها بصورة رسمية وانتماؤهم لهويتهم العربية.

### ما بعد حرب 1967

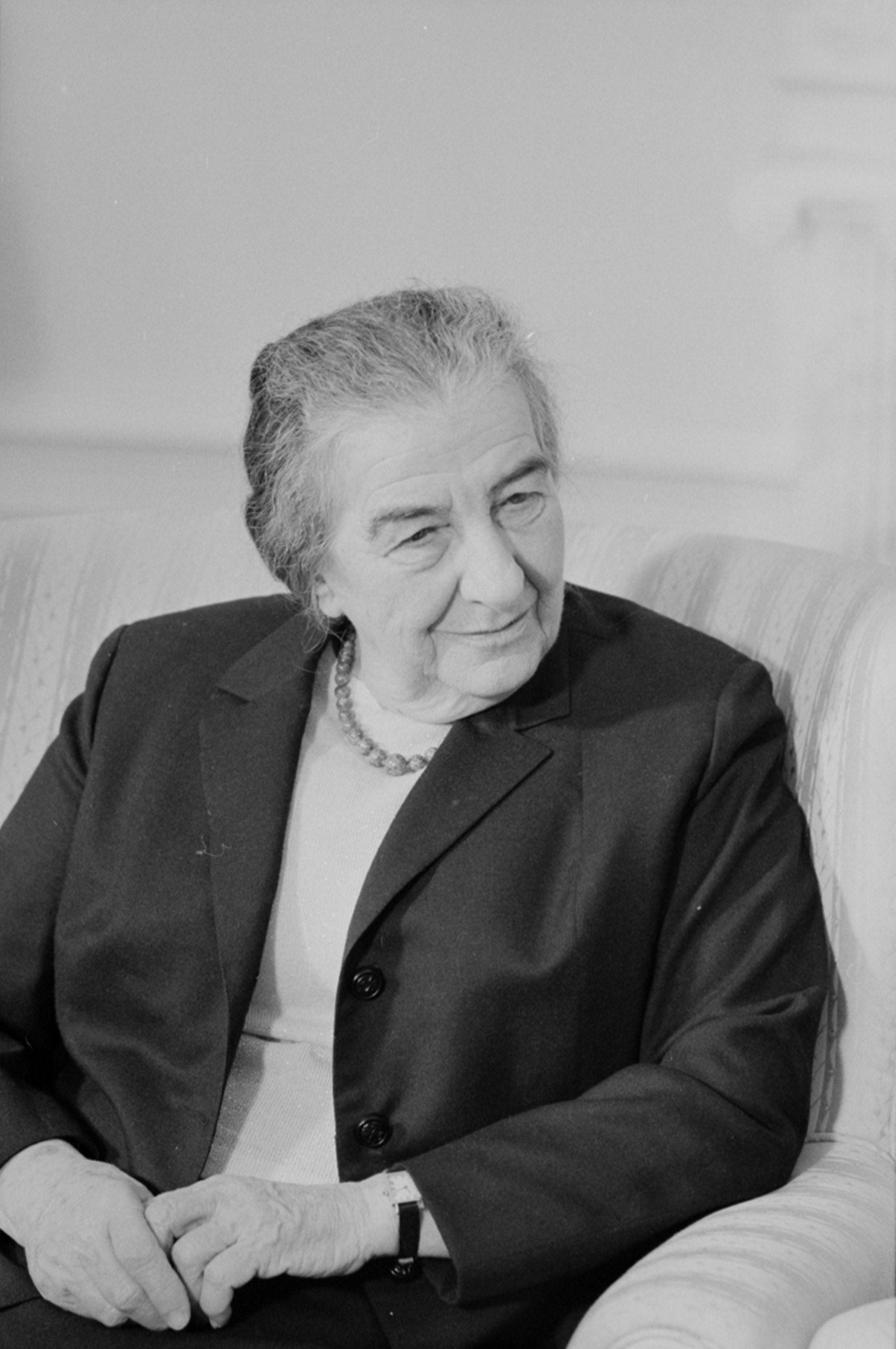
جولدا مائير كانت أول امرأة تولت رئاسة الوزراء في إسرائيل سنة 1969

خريطة إسرائيل والدول العربية المجاورة بعد حرب الأيام الستة، حيث قامت إسرائيل بالسيطرة على الأراضي الفلسطينية (الضفة الغربية والقدس الشرقية وقطاع غزة) وضم الجولان للسيادة الإسرائيلية وتحويل شبه جزيرة سيناء المصرية وجزيرتي تيران وصنافير إلى منطقة عسكرية.

تمخّضت حرب 1967 في العام 1967 عن استيلاء إسرائيل على الضفة الغربية وقطاع غزّة وشبه جزيرة سيناء وهضبة الجولان إثر احتلالها من الأردن، مصر، وسورية. أعلنت حكومة إسرائيل عن ضم القدس الشرقية والقرى المجاورة لها إلى إسرائيل عند انتهاء الحرب. في باقي المناطق أقامت إسرائيل حكما عسكريا حسب المفروض عليه في القانون الدولي (مع أنها لم تطبق جميع القوانين الدولية المتعلقة بمثل هذه الحالة). رد القادة العرب على إسرائيل بمؤتمر عقد في الخرطوم عرف بمؤتمر اللاءات الثلاثة اعلنوا فيها تبنيهم لمذكرة الوفد الفلسطيني الذي كان برئاسة أحمد الشقيري التي نصت على (لا صلح لا تفاوض لا اعتراف ) وفي عام 1973 تعرضت إسرائيل لهجوم مفاجئ فيما عرف بحرب يوم الغفران من القوات المصرية والسورية ومن نتائج هذه الحرب تحطم أسطورة أن جيش إسرائيل لا يقهر والتي كان يقول بها القادة العسكريون في إسرائيل وانتهت الحرب بتوقيع العديد من الاتفاقيات التي نصت على خلق مناطق لا تسمح لأي قوة دخولها ومناطق أخرى تتواجد فيها القوات وبأعداد محددة وتم التوقيع على اتفاقية فك الاشتباك في 31 مايو 1974 حيث وافقت إسرائيل على إعادة مدينة القنيطرة لسوريا وضفة قناة السويس الشرقية لمصر مقابل إبعاد القوات المصرية والسورية من خط الهدنة وتأسيس قوة خاصة للأمم المتحدة لمراقبة تحقيق الاتفاقية. تم استبدال الإتفاقية مع مصر بعد مفاوضات طويلة بدأت بزيارة الرئيس المصري أنور السادات عام 1977 م وتم توقيع معاهدة السلام الإسرائيلية المصرية عام 1979 م وهي أول معاهدة لإسرائيل مع دولة عربية تم بوجب الإتفاقية انسحاب إسرائيل من شبه جزيرة سيناء وجعل سيناء منطقة منزوعة السلاح مقابل اعتراف مصر الكامل بإسرائيل وفتح سفارات في كلا البلدين وإقامة علاقات تجارية وسياحية كاملة بين البلدين.
في 1981 قرر الكنيست (البرلمان) الإسرائيلي ضم هضبة الجولان إلى إسرائيل بشكل أحادي الجانب. لا يزال التواجد الإسرائيلي قائماً في جزء من الضفة الغربية بينما انسحبت إسرائيل من سيناء في 1982 وفقا للمعاهدة السلمية مع مصر، ومن قطاع غزة بشكل أحادي الجانب في 2005 (مسلمة السيطرة إلى السلطة الفلسطينية وضبط الحدود الموازي لمصر إلى السلطات المصرية).

## جغرافيا

خريطة دولة إسرائيل وحدودها؛ ومدينة القدس وهضبة الجولان السوريّة المحتلة منذ حرب 1967.

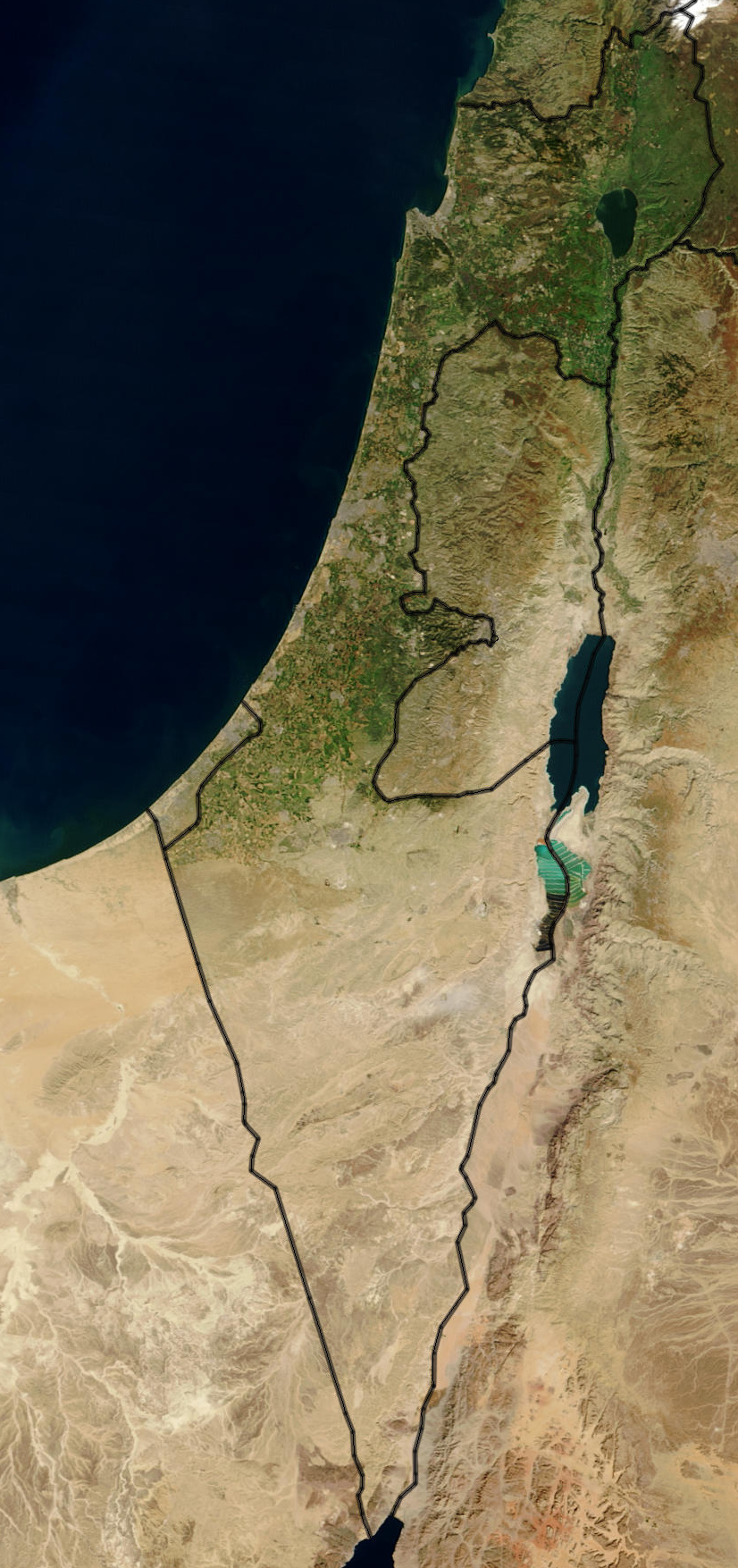
أرض إسرائيل كما التقطها القمر الصناعي.

تعدّ الحدود السياسية لإسرائيل واحدة من أكثر الأمور المثيرة للجدل عالميا فهي لم تعلن حدودها الرسمية بالكامل منذ إنشاءها عام 1948. وأجزاء الحدود المتفق عليها بين إسرائيل والدول المجاورة لها هي الحدود مع مصر (التي تمر بين منطقتي سيناء والنقب) ومقطعين من الحدود مع الأردن (في وادي عربة وفي مرج بيسان)، والتي تم تحديدها في أعقاب توقيع معاهدتي السلام. في سنة 2000 طلبت إسرائيل من الأمم المتحدة تحديد الحدود بينها وبين لبنان، وانسحبت قواتها من الجنوب اللبناني حسب التعلبمات الدولية (ما يسمى «الخط الأزرق»). وفي شهر أغسطس 2005 أعلنت إسرائيل "الخط الأخضر[ ؟ ]" المحيط بقطاع غزة حدودا لها.
تقع «دولة» إسرائيل في قارّة آسيا في منطقة الشرق الأوسط وتحاذي البحر الأبيض المتوسط. جغرافياً، وتُعدّ إسرائيل من الدول ذات المساحة الصغيرة ويقطنها ما يقرب من 7.88 مليون نسمة. منذ أن نشأت «دولة» إسرائيل وإلى يومنا هذا، كانت إسرائيل طرفاً من أطراف النزاعات الإقليمية وبخاصّة مع مصر وسوريا ولبنان والأردن والفلسطينيين.

## الحكومة والسياسة

### العاصمة
القدس هي عاصمة إسرائيل وفق قانون «أساس القدس عاصمة إسرائيل» الذي أقره الكنيست في تموز من عام 1980 بيد أنه تجدر الإشارة إلى أن جميع سفارات الدول ذات العلاقة مع إسرائيل تتواجد في مدينة تل أبيب بينما تتواجد في القدس بعض القنصليات لدول كتركيا والولايات المتحدة والمملكة المتحدة وفرنسا وغيرها.

### أساس القانون

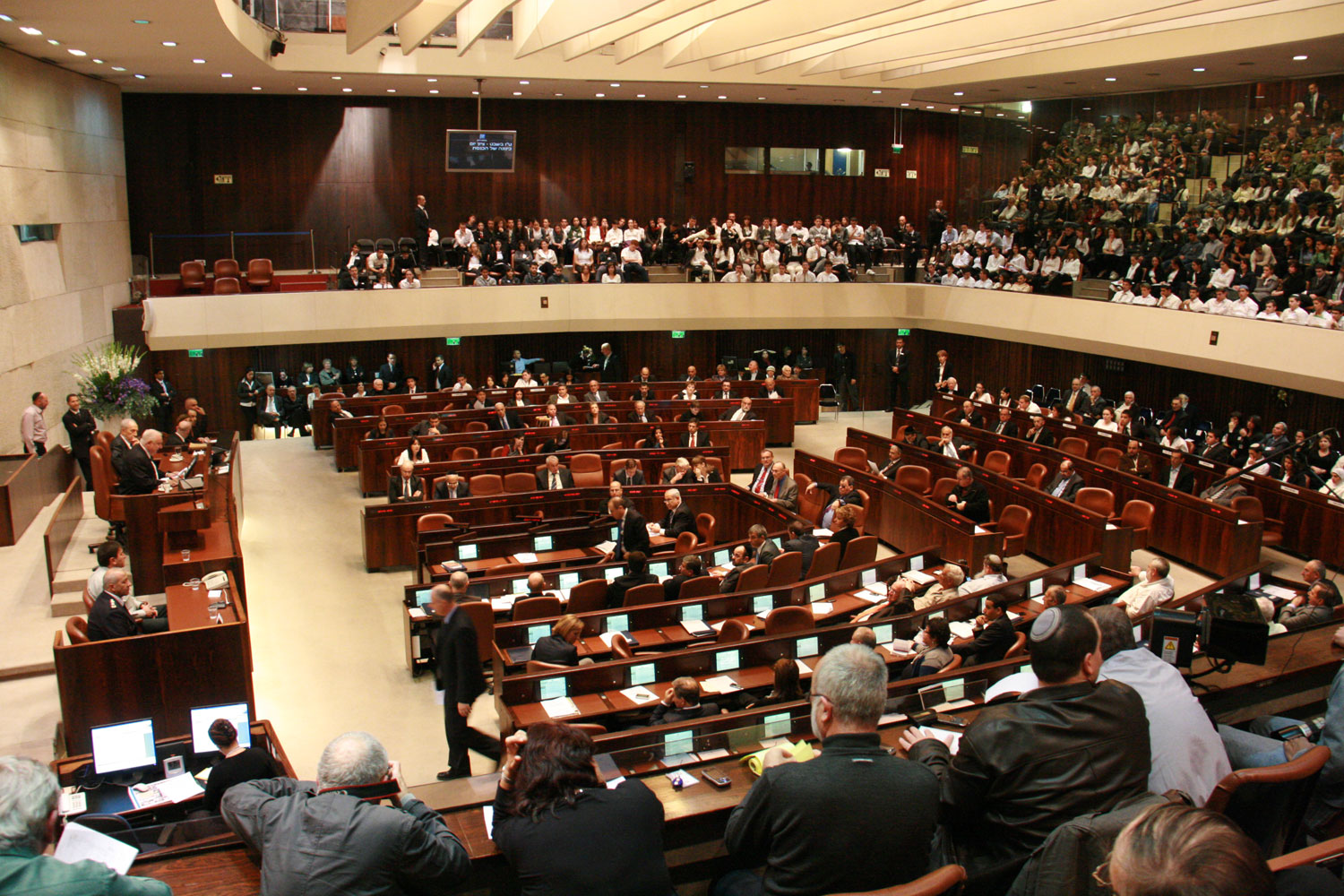
الكنيست.

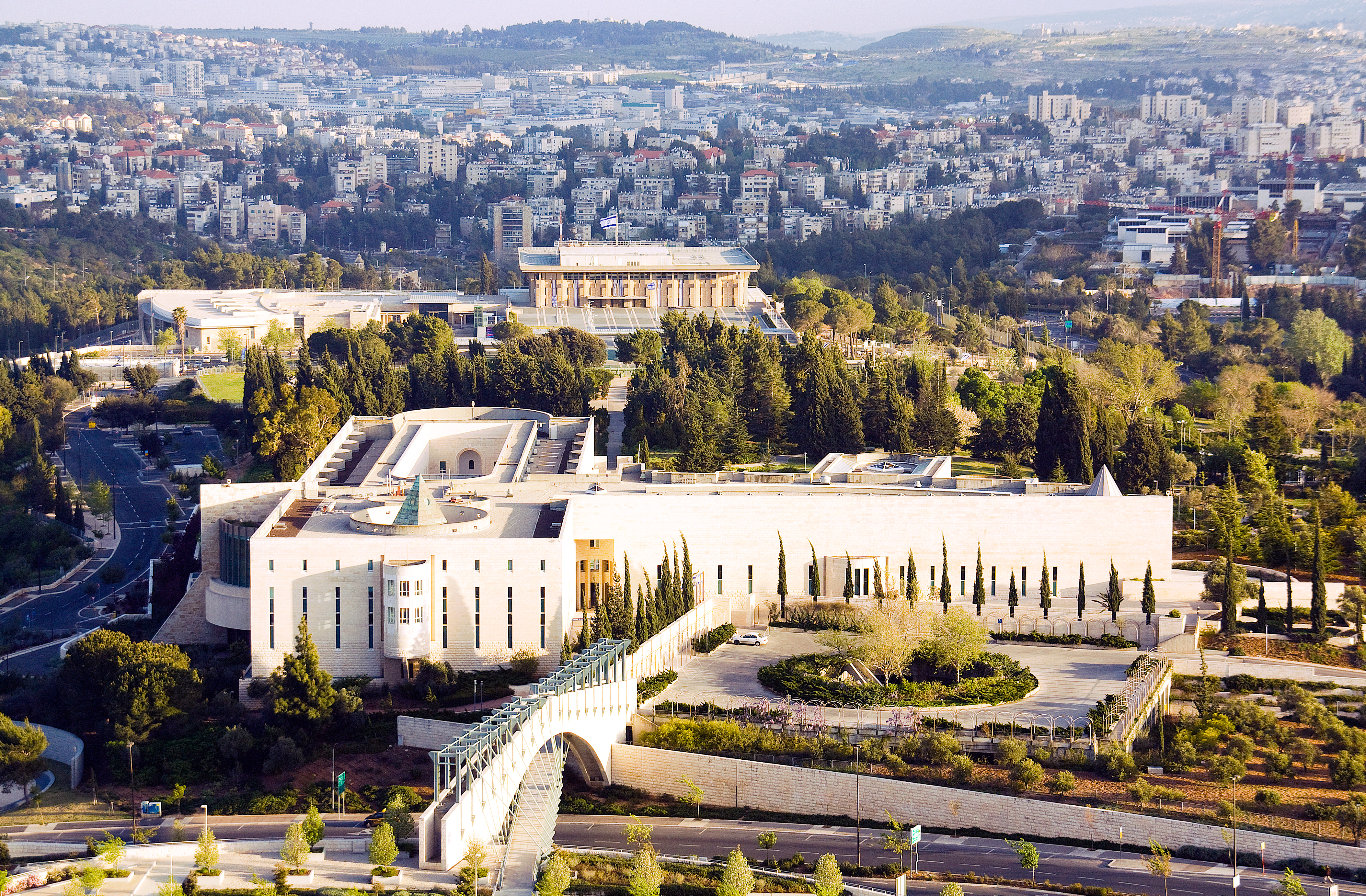
المحكمة العليا الإسرائيلية، جفعات رام، القدس.

إسرائيل لم تتبن دستورا رسميا. فبالرغم من أن إعلان الدولة دعى إلى إقرار دستور بتاريخ لا يتجاوز 1 أغسطس 1948، وإصدار رئيس الحكومة المؤقتة دافيد بن غوريون آنذاك أمرا ينص على استمرار سريان مفعول قوانين الانتداب البريطاني بما لا يتعارض مع التغيير الناشئ عن إقامة الدولة وتحديده للجمعية التأسيسية المنتخبة كجهة منوط بها وضع الدستور وإقراره، إلا أن هذه المهمة ظلت تنقل إلى أجسام أخرى، وبالرغم من توقعات أن تكون هذه التسوية والتسويات اللاحقة آنية أو مؤقتة، إلا أنه ما زال الأمر المذكور مع تعديلاته المفصلة في «أمر أصول الحكم والقانون» الصادر عن مجلس الدولة المؤقت في 19 مايو 1948 ساري المفعول حتى هذا اليوم. مع ذلك، فإن الكنيست، أي البرلمان الإسرائيلي، سَنّ «قوانين أساسية» كأدوات قضائية بديلة لدستور، والتي تنظم أعمال السلطات وحقوق الإنسان في بعض المجالات، ولكن عدم وجود دستور كامل وعدم وضوح أفضلية القوانين الأساسية على القوانين العادية تجبر المواطنين والمؤسسات على التوجه للمحكمة العليا لتفسير النظام القانوني في العديد من حالات الغموض مما يجعل مكانة المحكمة العليا أقوى من المقبول في دول أخرى.

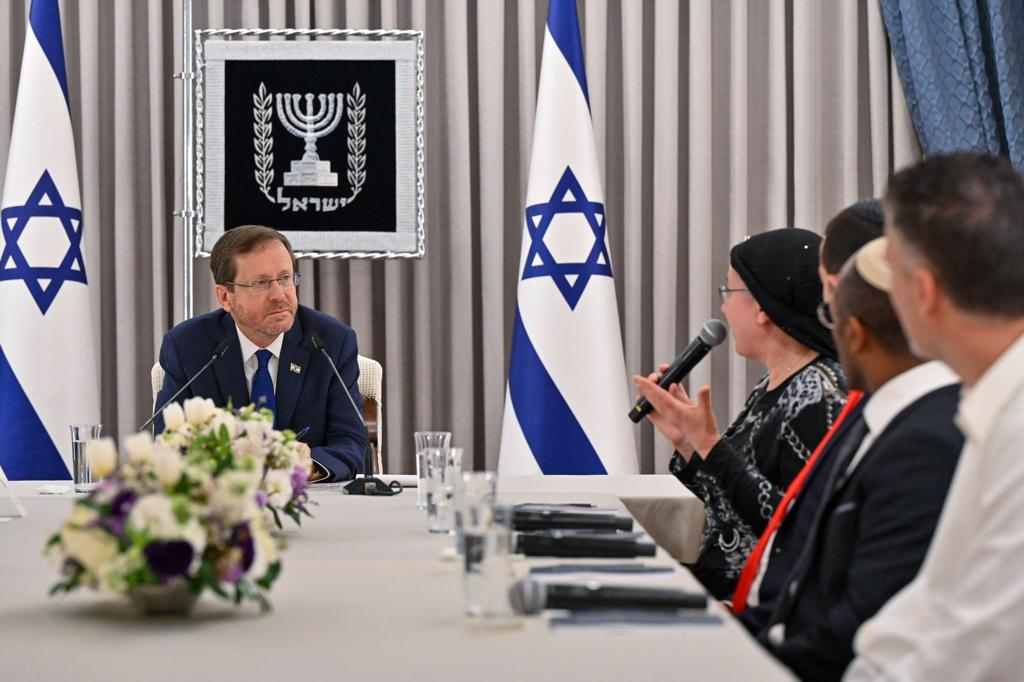
الرئيس هرتسوغ يتشاور مع أعضاء الكنيست أوريت ستروك، وأوهاد تال، وموشيه سولومون قبل ترشيح رئيس وزراء مكلف، 10 نوفمبر 2022.

الحكومة السابعة والثلاثون لإسرائيل هي الحكومة الحالية لإسرائيل، والتي تشكلت في 29 ديسمبر 2022، عقب انتخابات الكنيست في 1 نوفمبر 2022. تتكون الحكومة الائتلافية من خمسة أحزاب - الليكود ، وشاس، وحزب أوتزما يهوديت، والحزب الصهيوني الديني، وحزب الأمل الجديد - ويقودها بنيامين نتنياهو ، الذي تولى منصب رئيس وزراء إسرائيل للمرة السادسة. تتميز الحكومة بضمها سياسيين من اليمين المتطرف.

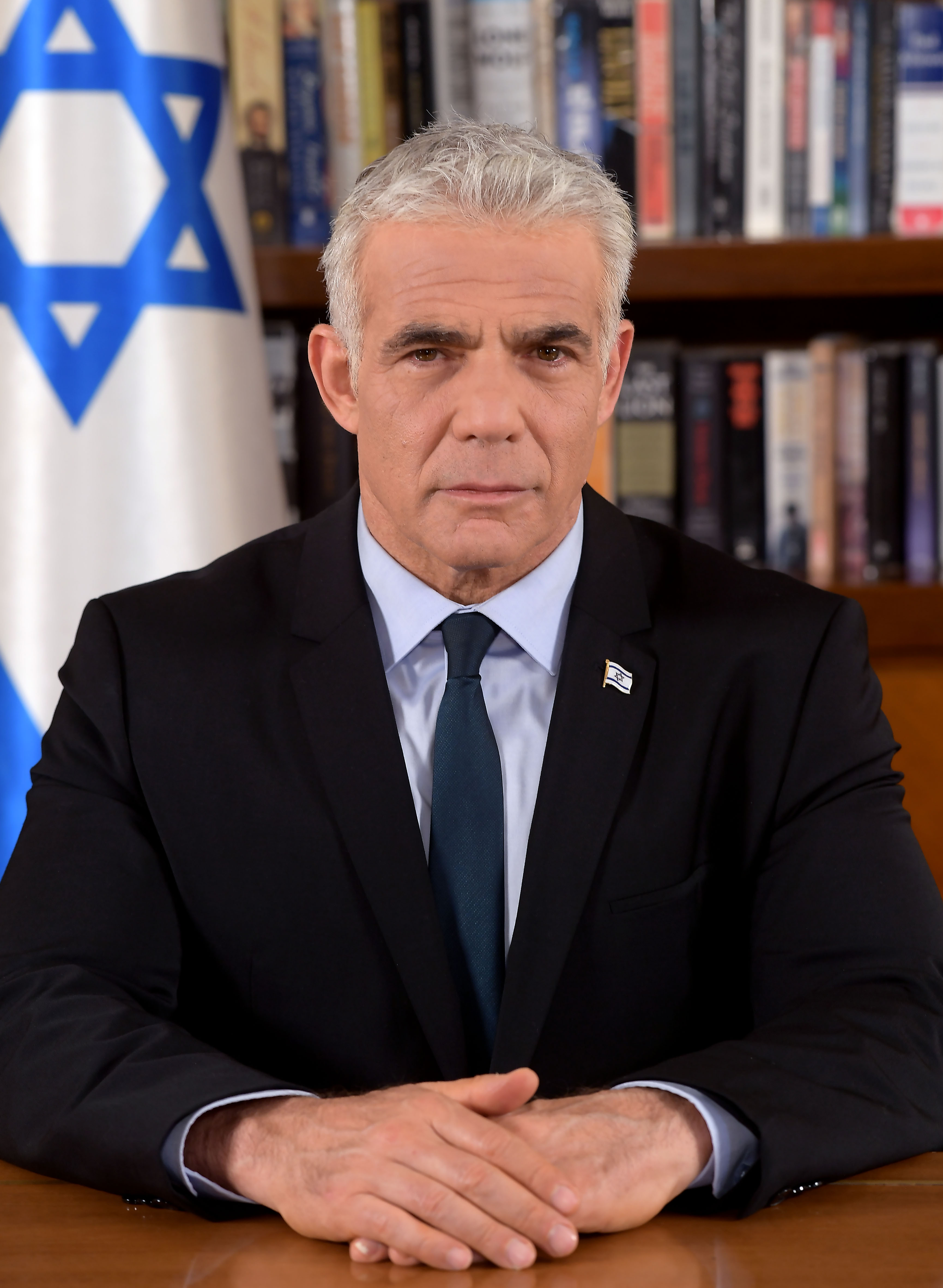
يائير لابيد.

أثارت العديد من مقترحات الحكومة السياسية جدلاً واسعاً، داخل إسرائيل وخارجها، حيث أدت محاولات الحكومة لإصلاح القضاء إلى موجة من المظاهرات في جميع أنحاء البلاد. وفي أعقاب اندلاع حرب غزة، بدأ زعيم المعارضة يائير لابيد مناقشات مع نتنياهو بشأن تشكيل حكومة طوارئ.

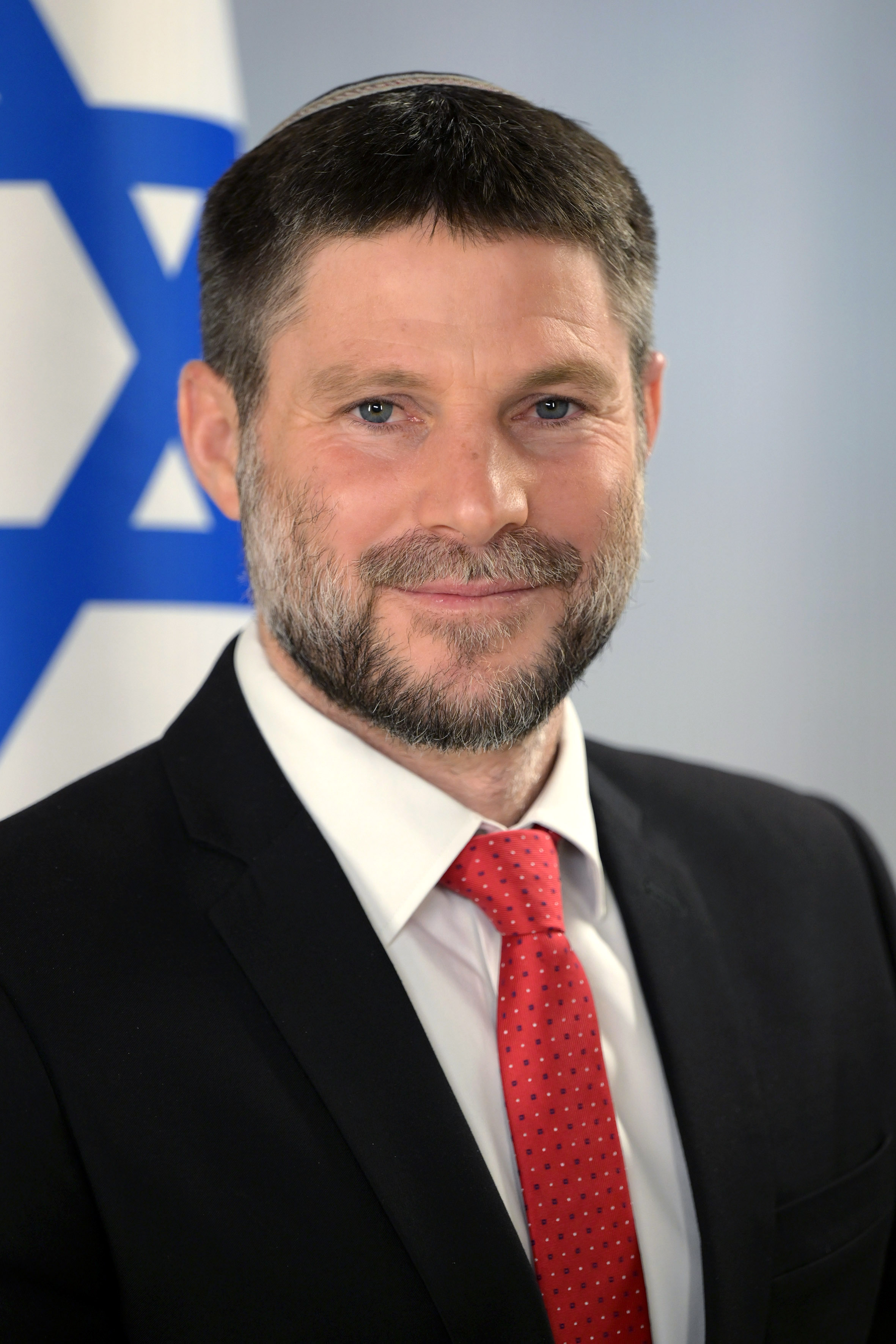
سموتيرتش

في 11 أكتوبر 2023، انضم أعضاء الكنيست عن الوحدة الوطنية بيني غانتس وغادي آيزنكوت وجدعون ساعر وهيلي تروبر ويفات شاشا بيتون إلى مجلس الوزراء الأمني الإسرائيلي لتشكيل حكومة وحدة وطنية طارئة. وقد وافق الكنيست في اليوم التالي على انضمامهم إلى مجلس الوزراء الأمني والحكومة (كوزراء بدون حقيبة ). 

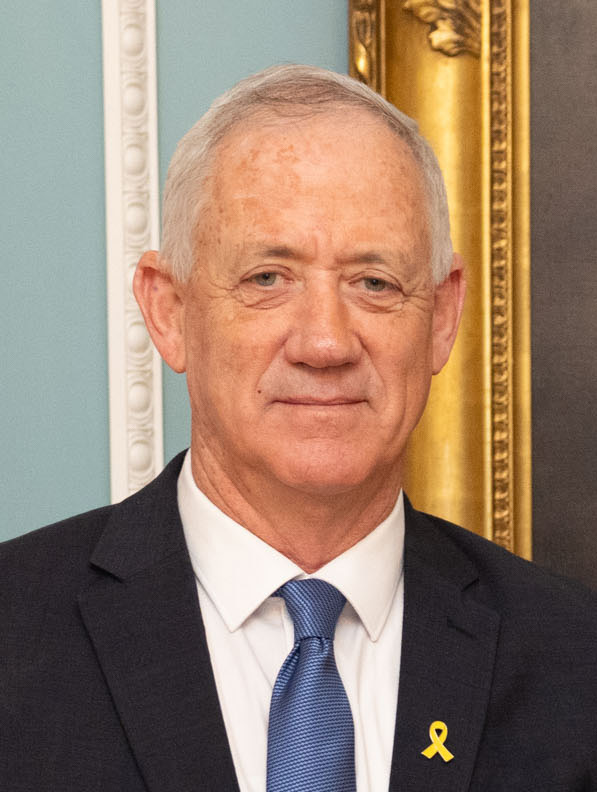
بيني غانتس.

أصبح غانتس ونتنياهو ووزير الدفاع يوآف غالانت جزءًا من مجلس الوزراء الحربي الإسرائيلي المشكل حديثًا، مع عمل آيزنكوت ورون ديرمر كمراقبين. غادرت الوحدة الوطنية الحكومة في يونيو 2024. وانضم حزب الأمل الجديد إلى الحكومة في سبتمبر. أعلن حزب أوتزما يهوديت في 19 يناير 2025 انسحابه من الحكومة، والذي دخل حيز التنفيذ في 21 يناير، بعد قبول مجلس الوزراء لمقترح وقف إطلاق النار في حرب غزة على ثلاث مراحل، على الرغم من انضمامه مرة أخرى بعد شهرين.
انسحب حزب يهوديت توراة من الحكومة في يوليو/تموز 2025 بسبب عدم رضاه عن قانون التجنيد الإجباري الذي أقرته الحكومة. ثم انسحب حزب شاس من الحكومة بعد أيام قليلة، مع أنه لا يزال جزءًا من الائتلاف.

### المؤسسات الحاكمة

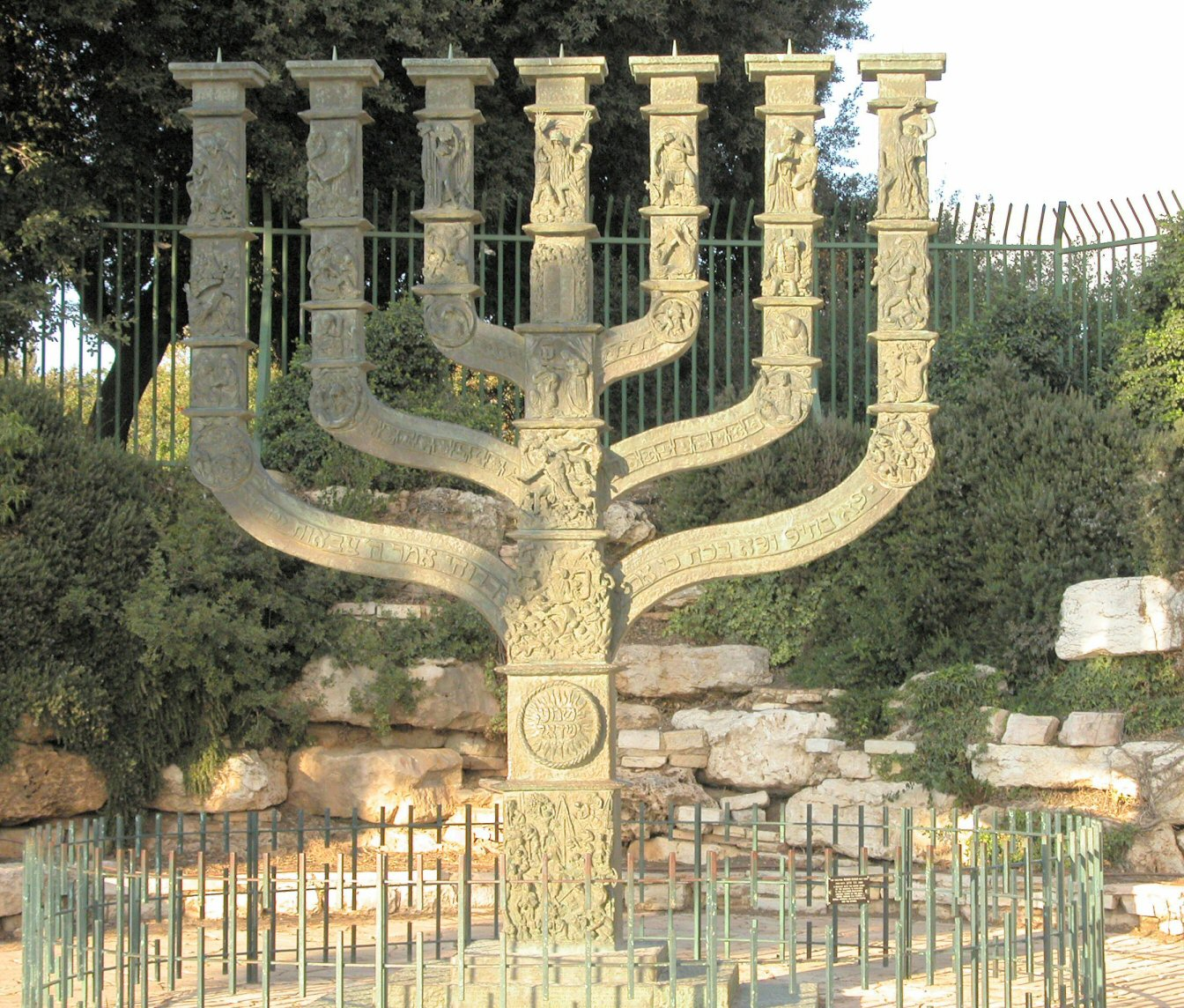
الشمعدان السباعي الذي وضعه موسى في خيمة الاجتماع ثم في هيكل سليمان أمام الكنيست الإسرائيلي.

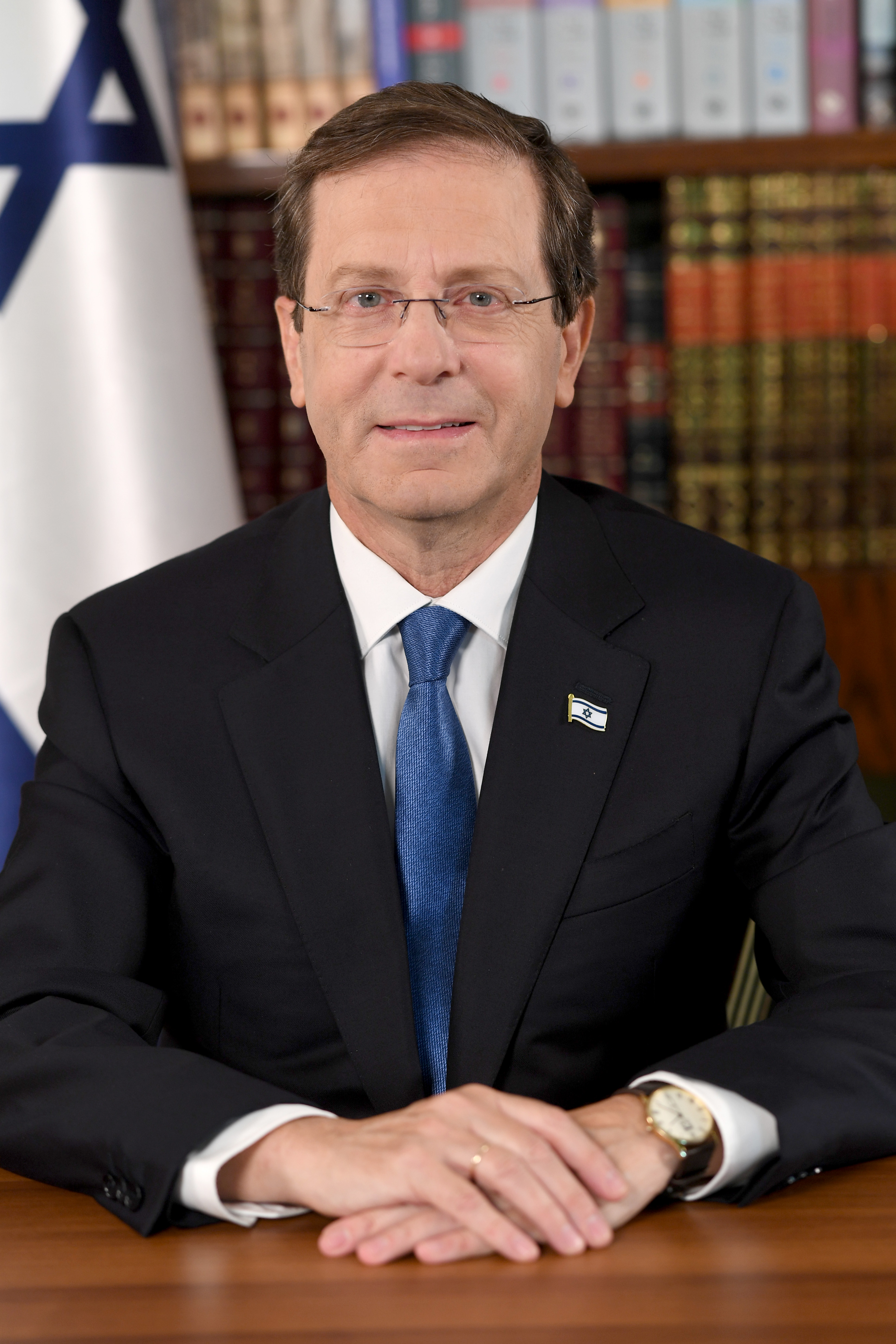
الرئيس الإسرائيلي إسحاق هرتسوغ.

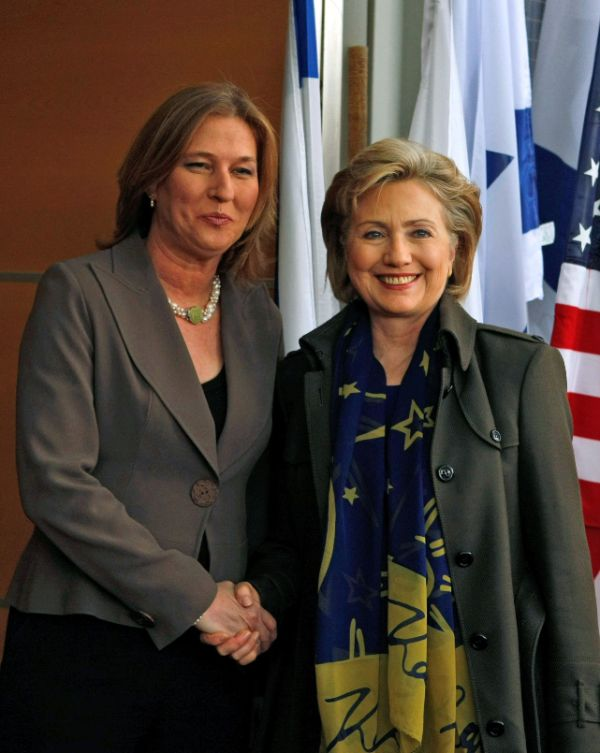
وزيرة خارجية الإسرائيلية السابقة تسيبي ليفني مع وزيرة الخارجية الأمريكية السابقة هيلاري كلنتون.

تعرّف إسرائيل نفسها على أنها دولة ديمقراطية برلمانية متعددة الأحزاب بشكل مماثل للأنظمة الديمقراطية في أوروبا الوسطى. أي أن المؤسسة المركزية هي البرلمان الذي يلعب دور المجلس التشريعي كما ينتخب أعضاؤه الحكومة ورئيس الدولة ويراقب أعمال المؤسسات الحكومية. يطلق على البرلمان الإسرائيلي اسم «الكنيست» (أي «المجمع»).

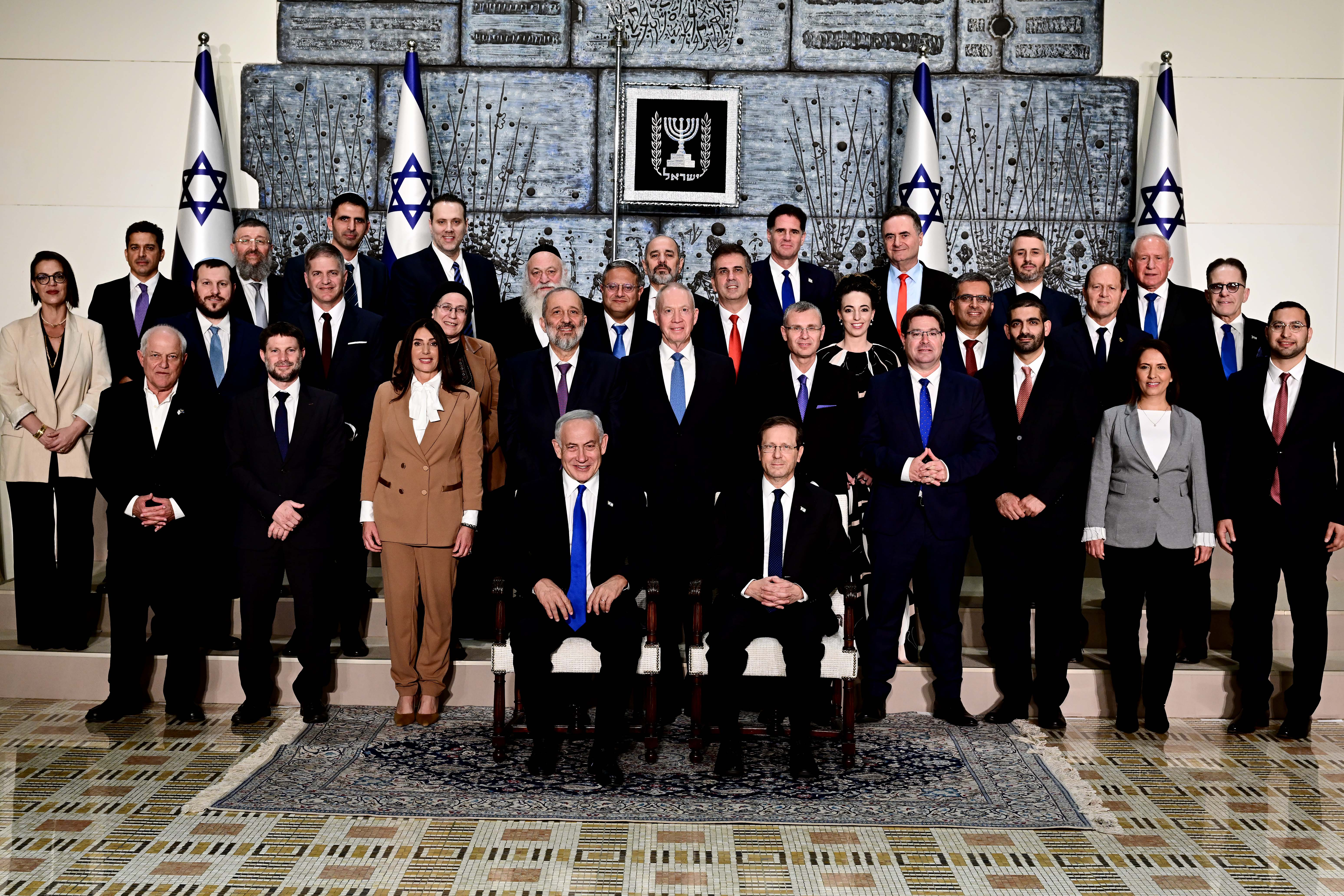
الحكومة الإسرائيلية السابعة والثلاثين.

يحق لجميع المواطنين الذي بلغ عمرهم 18 عامًا أو أكثر والذي يقيمون داخل حدود إسرائيل لعام 1948 والجولان والمقيمين في المستوطنات في الضفة الغربية التصويت للكنيست، بينما لا يحق التصويت في الكنيسيت لسكان الضفة الغربية ولا سكان قطاع غزة وذلك منذ إحتلالها عام 1967 حتى اليوم. بعد الانتخابات العامة ينتخب أعضاء الكنيست الجديدة رئيسا لحكومة جديدة من بين الأعضاء ويمنحون له فترة معينة لتشكيل حكومته، ثم يقر أعضاء الكنيست الحكومة بشكل الذي يقترحه رئيسها المنتخب، وتصنف بعض الجهات إسرائيل على أنها في مقدمة النظم الديمقراطية في منطقة الشرق الأوسط، لكن هذه الديمقراطية تضررت صورتها كثيرًا بإعلان منظمات غير حكومية أن إسرائيل دولة عنصرية لارتكابها جرائم إبادة جماعية بحق الشعب الفلسطيني.

### العلاقات الخارجية

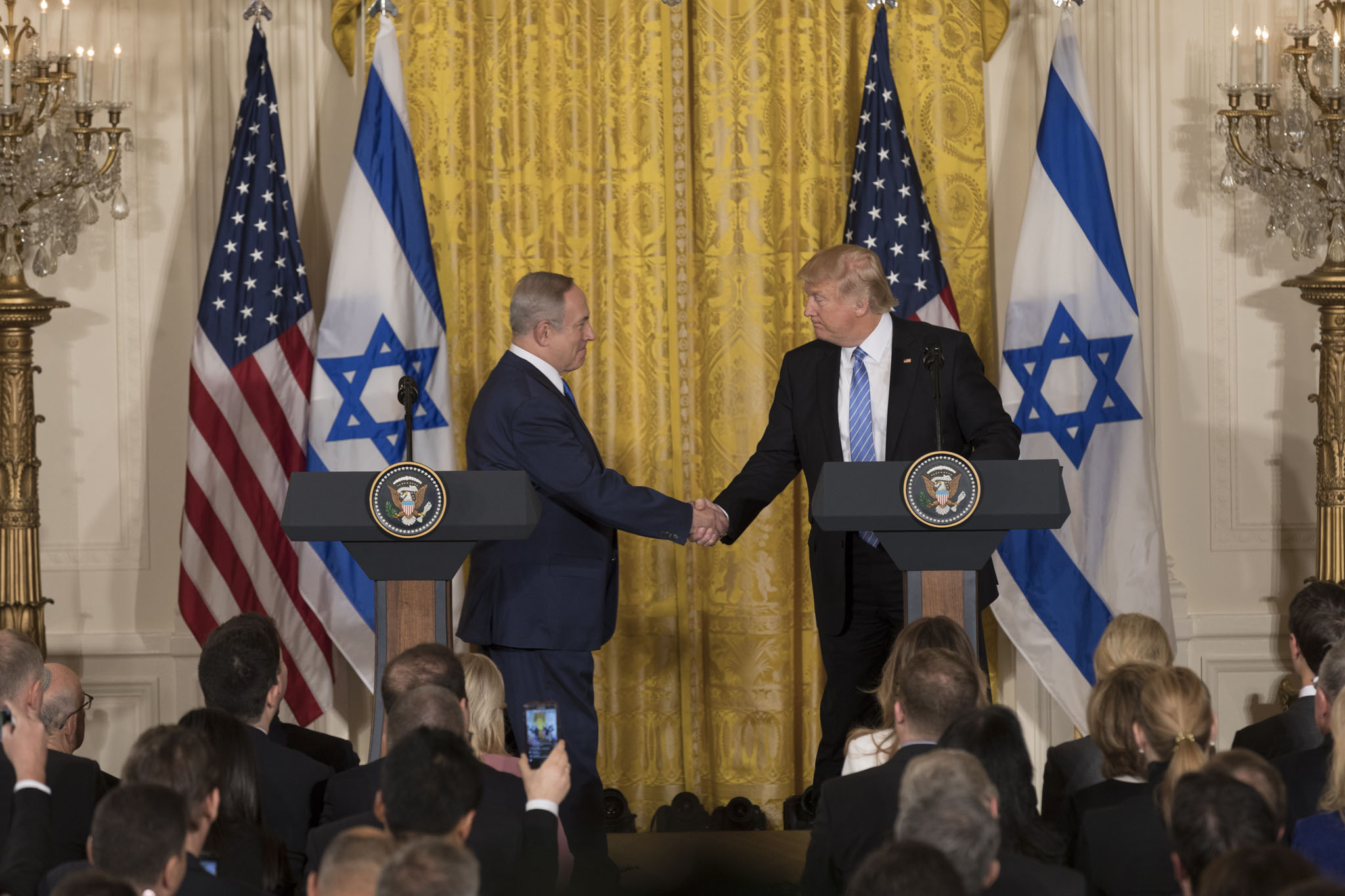
دونالد ترامب وبنيامين نتنياهو في البيت الأبيض عام 2017 وقد أعلن ترامب القدس عاصمة لإسرائيل بدلا من تل أبيب، تعد إسرائيل الحليف الإستراتيجي الأكبر للولايات المتحدة في الشرق الأوسط وتضمن تفوقها العسكري والإقتصادي علي باقي دول المنطقة، كما بينهما اتفاقات دفاع وتعاون وتنسيق مشترك.

إسرائيل تقيم علاقات دبلوماسية مع 157 دولة (156 من 192 الأخرى الأعضاء في الأمم المتحدة، فضلا عن الكرسي الرسولي). كانت الصداقة الوثيقة مع الولايات المتحدة المحور الأساسي للسياسة الخارجية الإسرائيلية لعدة عقود. ومنذ إنشاء «دولة» إسرائيل في 1948 حتى الثورة الإيرانية وسقوط سلالة بهلوي في 1979، ظلت إسرائيل وإيران تحتفظان بعلاقات وثيقة. وكانت إيران الدولة الثانية ذات الأغلبية المسلمة التي اعترفت بإسرائيل كدولة ذات سيادة بعد تركيا. وفي منتصف القرن العشرين، نفذت إسرائيل برامج واسعة النطاق للمعونة الأجنبية والتعليم في أفريقيا، وأوفدت خبراء في الزراعة وإدارة المياه والرعاية الصحية.

#### رفض الاعتراف

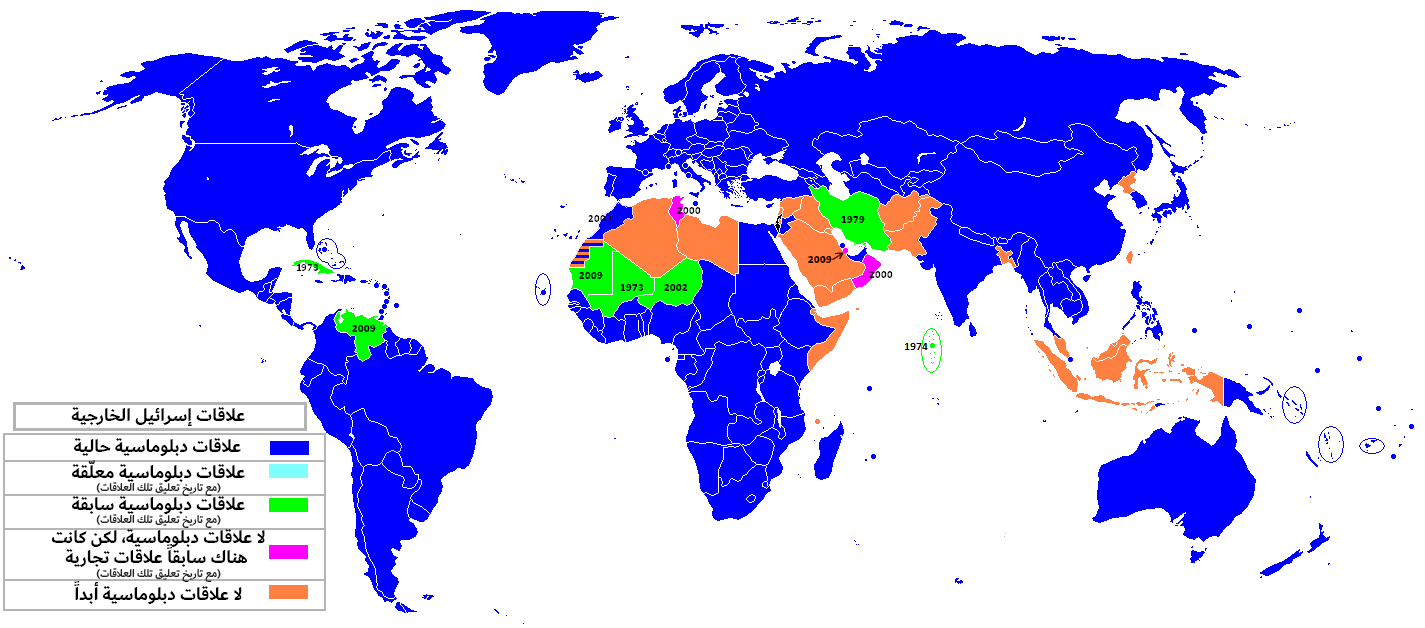
خريطة العالم تظهر حالة العلاقات الدبلوماسية الإسرائيلية.

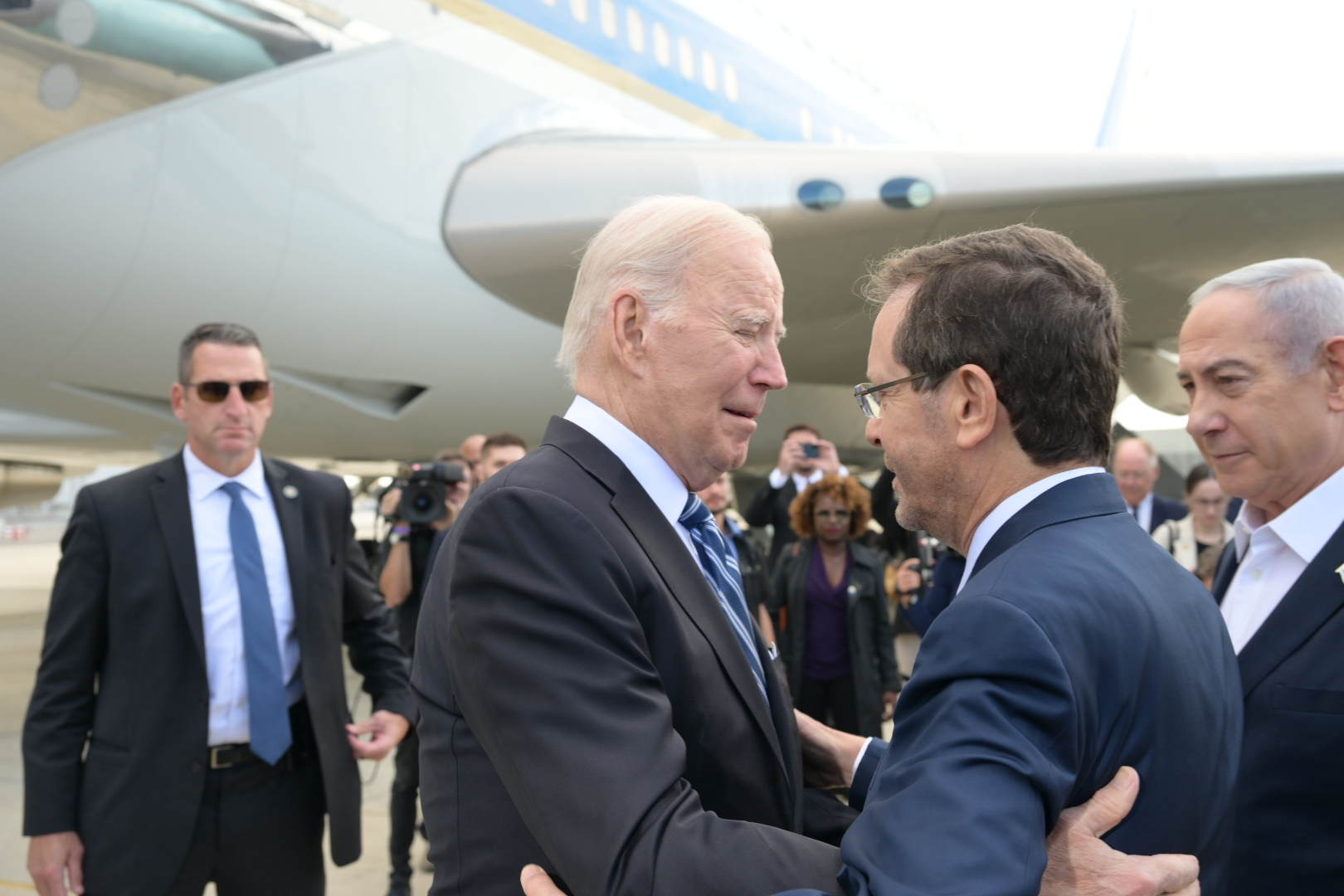
الرئيس الأمريكي جو بايدن مع رئيس الوزراء الإسرائيلي بنيامين نتنياهو والرئيس إسحاق هرتسوغ في تل أبيب في 18 أكتوبر 2023.

تعدّ العلاقات الدبلوماسية بين إسرائيل والدول العربية مسألة حساسة داخل الرأي العام من الطرفين، في الوقت الحاضر، فإن ما مجموعه 31 من الدول الأعضاء في الأمم المتحدة لا تعترف ب«دولة» إسرائيل أو لا تقيم معها علاقات دبلوماسية بصورة عامة أو جزئية: 17 من أعضاء الأمم المتحدة الـ20 في جامعة الدول العربية: الجزائر و‌جزر القمر و‌جيبوتي و‌العراق و‌الكويت و‌لبنان و‌ليبيا و‌موريتانيا و‌المغرب و‌عمان و‌قطر و‌السعودية و‌الصومال و‌السودان و‌سوريا و‌تونس و‌اليمن (ويستثني من ذلك مصر و‌الأردن والإمارات و‌البحرين)؛ 10 أعضاء آخرين في منظمة التعاون الإسلامي: أفغانستان و‌إندونيسيا و‌إيران و‌باكستان و‌بنغلاديش و‌بروناي و‌تشاد و‌مالي و‌ماليزيا و‌النيجر؛ و‌بوتان و‌كوبا و‌كوريا الشمالية.
ليس اعتراف الدول العربية ب«دولة» إسرائيل أمراً مفروغا منه إذ عارض جميعها تأسيس الدولة وحتى حاولت الحيلولة دونه عن طريق التدخل العسكري. كانت مصر أول دولة عربية تعترف ب«دولة» إسرائيل رسميا عندما قام الرئيس المصري أنور السادات بزيارة إليها في نوفمبر 1977م.

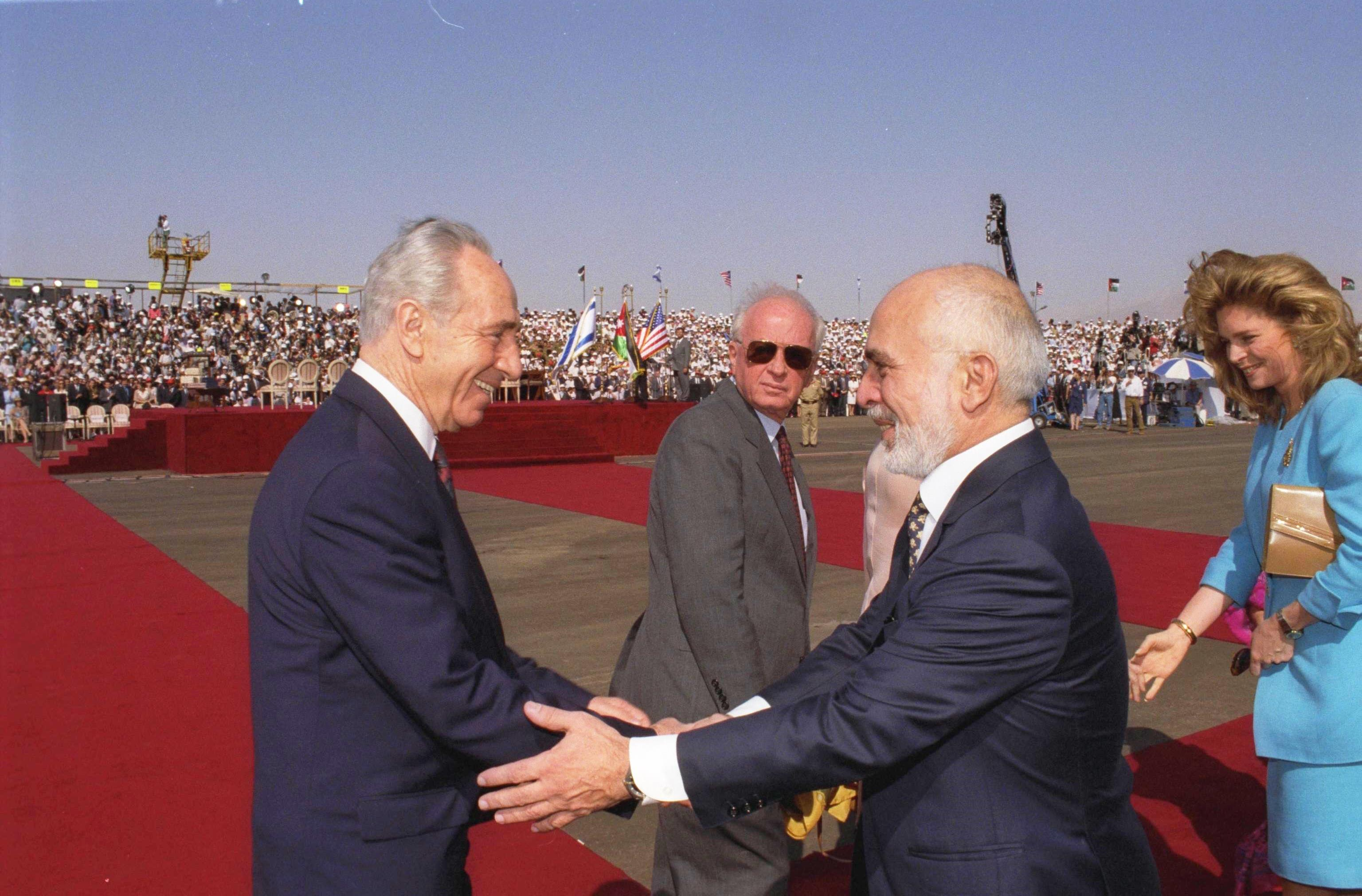
شمعون بيريز (يسار) مع إسحاق رابين (وسط) والملك حسين ملك الأردن (يمين)، قبل توقيع معاهدة السلام بين إسرائيل والأردن في عام 1994.

- شمعون بيريز (يسار) مع إسحاق رابين (وسط) والملك حسين ملك الأردن (يمين)، قبل توقيع معاهدة السلام بين إسرائيل والأردن في عام 1994.ولاحقاً أصبح هناك اعتراف رسمي بـ«دولة» إسرائيل من قبل الدول العربية التالية:
  -  مصر
  -  الأردن
  -  الإمارات العربية المتحدة
  -  البحرين
  -  السودان
  -  المغرب
- هناك اعتراف شبه رسمي من قبل الدول العربية التالية والذي يضم الاعتراف بجوازات السفر الإسرائيلية وعلاقات في مجالي التجارة والسياحة:
- دول عربية تعدّها إسرائيل «دول معادية»:
  -  قطر - كانت تعترف بها بين 1996-2009 وانتهى إبان الحرب على قطاع غزة.[145]
  -  موريتانيا - تم سحبه في 2009.[146]
  -  ليبيا
  -  السعودية
  -  عُمان
  -  اليمن
  -  الجزائر
  -  العراق
  -  لبنان
  -  سوريا
  -  فلسطين، قطاع غزة
  -  الكويت
- دول غير عربية تعدّها إسرائيل «دول معادية»:
  -  أفغانستان
  -  باكستان
  -  إيران
  -  كوريا الشمالية
  -  كوبا
  -  ماليزيا
  -  بروناي
  -  بنغلاديش
- أما معظم باقي الدول العربية فتتعامل مع إسرائيل بصورة غير رسمية أو غير مباشرة وبشكل غير متواصل. وهذه هي طبيعة الحال منذ بداية تسعينات القرن العشرين.

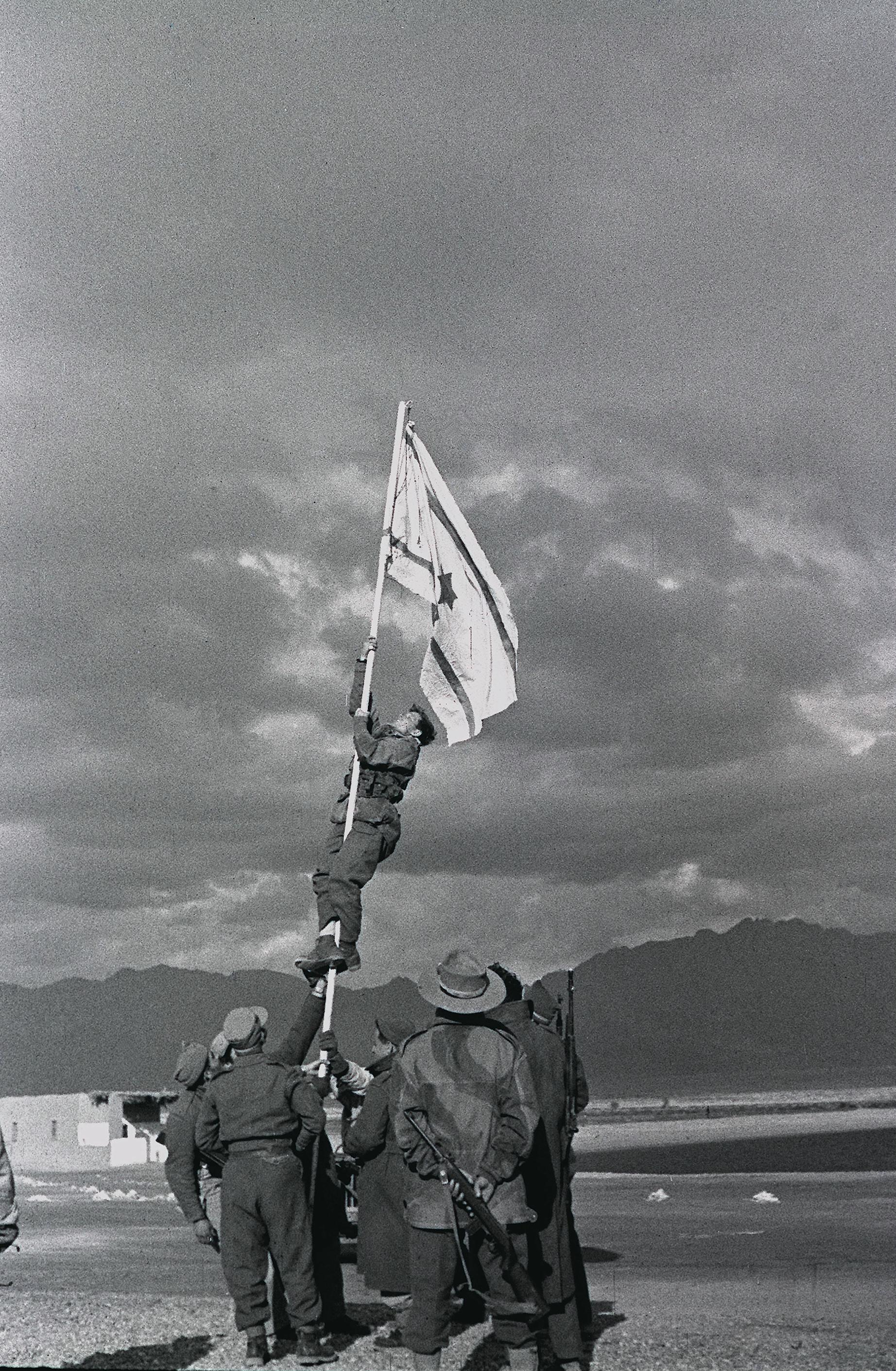
الجنود الإسرائيليون يرفعون العلم الإسرائيلي في مدينة أم رشراش بعد الإنتصار علي الجيوش العربية في حرب 1948.

#### التشكيك العربي في شرعية إسرائيل
اكتسبت الحركة الصهيونية في بداية القرن العشرين الشرعية في الوجود على أرض فلسطين التاريخية من عدة نقاط أهمها:
1. الادعاء بأن اليهود أنهم حكموا فلسطين منذ ما يقارب 3 آلاف عام.
2. اضهطاد اليهود وضرورة وجود وطن خاص لهم.

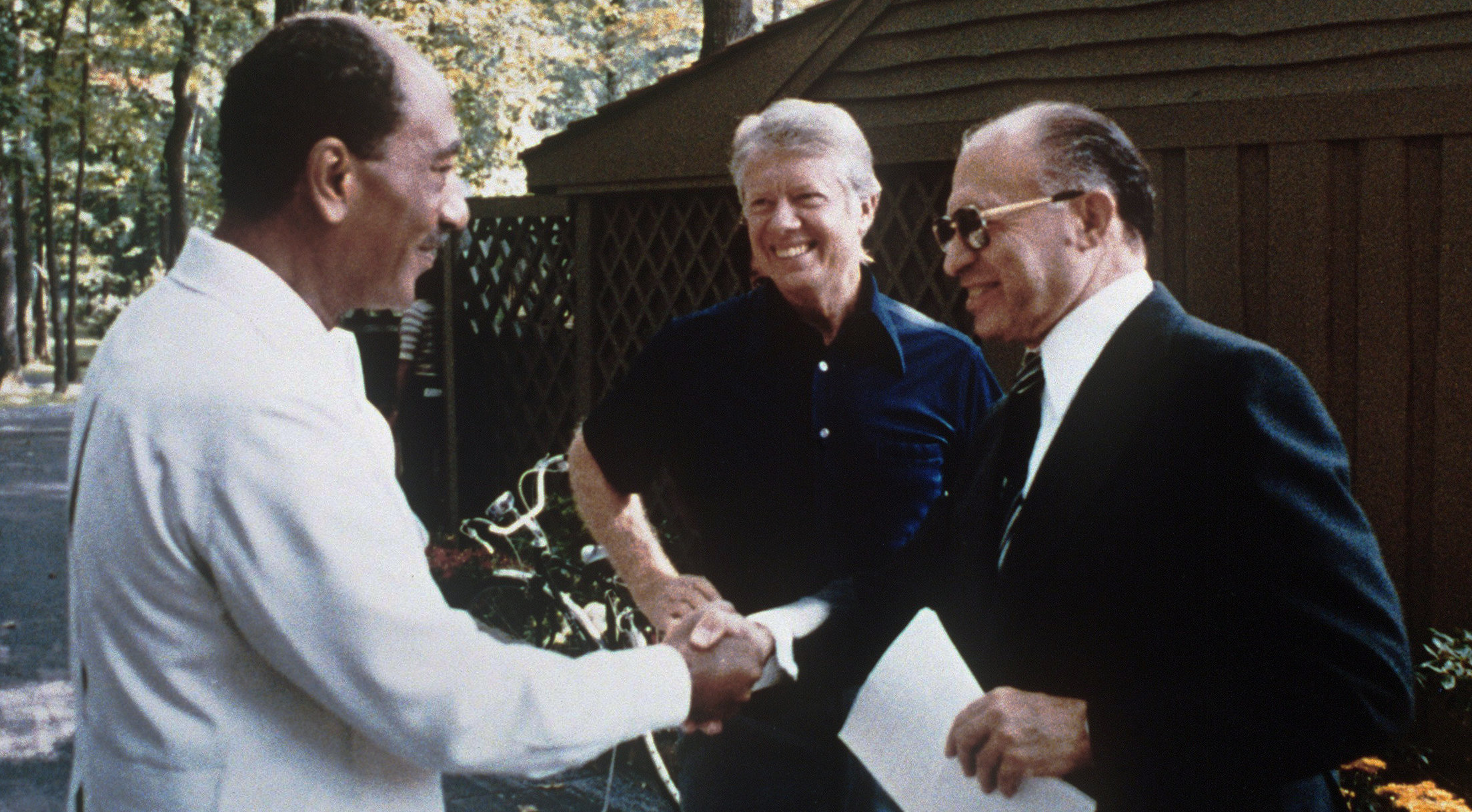
توقيع الرئيس المصري محمد أنور السادات لاتفاقات كامب ديفيد للسلام عام 1978 بعد نجاح الجيش المصري في إسترداد سيناء عام 1973.

1. الادعاء بأنه يجب على أبناء البشرية الاعتراف بالوعود المذكورة في الكتب المقدسة لليهود.

أسري مصريون بعد أنتصار إسرائيل خلال حرب الستة أيام عام 1967، والتي أدت إلى احتلال إسرائيل لسيناء المصرية وقطاع غزة والضفة الغربية والجولان السوري.

وترفض نسبة كبيرة من الشعوب العربية هذه الدعاوي وترى من وجهة نظرها إسرائيل كدولة محتله لا شرعية لها وذلك لأن الظروف التي تأسست فيها إسرائيل كانت ظروف وقع فيها العرب تحت احتلال أجنبي غاشم (بريطاني) كان موالي للحركة الصهيونية (طالع: وعد بلفور) ولقيام دولة يهودية على حساب حق الشعب العربي الفلسطيني في تقرير مصيره على أرضه. وترجع حالة الرفض العربي للوجود الإسرائيلي بسبب الغرض الذي قامت من أجله الدولة في المقام الأول حيث ينص دستور إسرائيل «غير المكتوب» على أنها الوطن القومي لليهود وهي بذلك تكون الدولة الوحيدة في العالم التي ينص دستورها على أنها وطن قومي لديانة بعينها. وفي المقابل فإنَّ إسرائيل تصرح بأنها دولة ديمقراطية على غرار الديمقراطيات الغربية العلمانية التي تعتمد مبدأ المساواة بين المواطنين ذوى الديانات المختلفة في «حق ملكية أو نسب الدولة لجميع الأطياف الدينية التي تسكنها» فلا تحابي فصيل ديني معين بوصف البلاد «وطن قومي» له دون الأخرين. ويعتقد الكثير من العرب والمسلمين أنه قد تم إبادة الكثير من المدن والقرى الفلسطينية وقتها لطرد وتخوبف العرب ودفعهم للهرب من أراضيهم وبلادهم لجعل الدولة الصهيونية الوليدة دولة ذات أغلبية يهودية وذلك بمباركة من المحتل البريطاني وخيانة من أطراف عربية كانت موالية للمحتل. ويستدل العرب على ذلك بأن سكان تلك المدن والقرى أصبحوا لاجئين في الضفة الغربية وقطاع غزة.

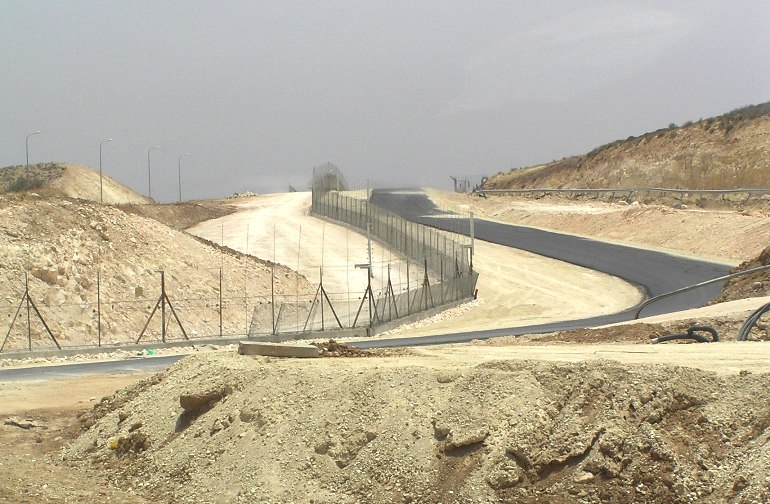
الجدار العازل في الضفة الغربية هو جدار فاصل بنته إسرائيل على طول الخط الأخضر وداخل أجزاء من الضفة الغربية.

ولذلك يرى الكثيرون أن إسرائيل ما هي إلا ثيوقراطية دينية راديكالية متخفية في رداء الديمقراطيات الغربية العلمانية. وتستمر حالة الاحتقان الدائمة بين الطرفين بسبب إصرار «إسرائيل» على اعتبار الصهيونية حركة غير عدائية للديانات الأخرى ولا تنتهك حقوق المواطن العربي المسلم في أن تكون له نفس الأرض «كوطن قومي أيضا». ونتيجة للحرب الدينية التي بدأتها «إسرائيل» على تلك الأرض، ووجود عدد كبير من الضحايا العرب الذين قضوا جراء مواجهات مسلحة مع إسرائيل (1948 - 1956 - 1967 - 1973 - 1982 - 2006 -2009) وتستمر العداوة بين أغلب العرب وإسرائيل على أساس ديني وقومي أو تحديداً بين المسلمين والصهاينة (يهودا كانوا أو مسيحيين بروتوستانت) الذين يرون في إسرائيل أنها تحقق لنبؤات توراتية في نهاية الزمان.
ويستند المشككون في شرعية إسرائيل كدولة يهودية على أرض فلسطين التاريخية على عدم الوجود المنظم لليهود على الأرض إلا منذ ما يقارب 200 عام، في حين سكن المسلمون فلسطين منذ عهد خليفة المسلمين الثاني عمر بن الخطاب.

#### في فلسطين

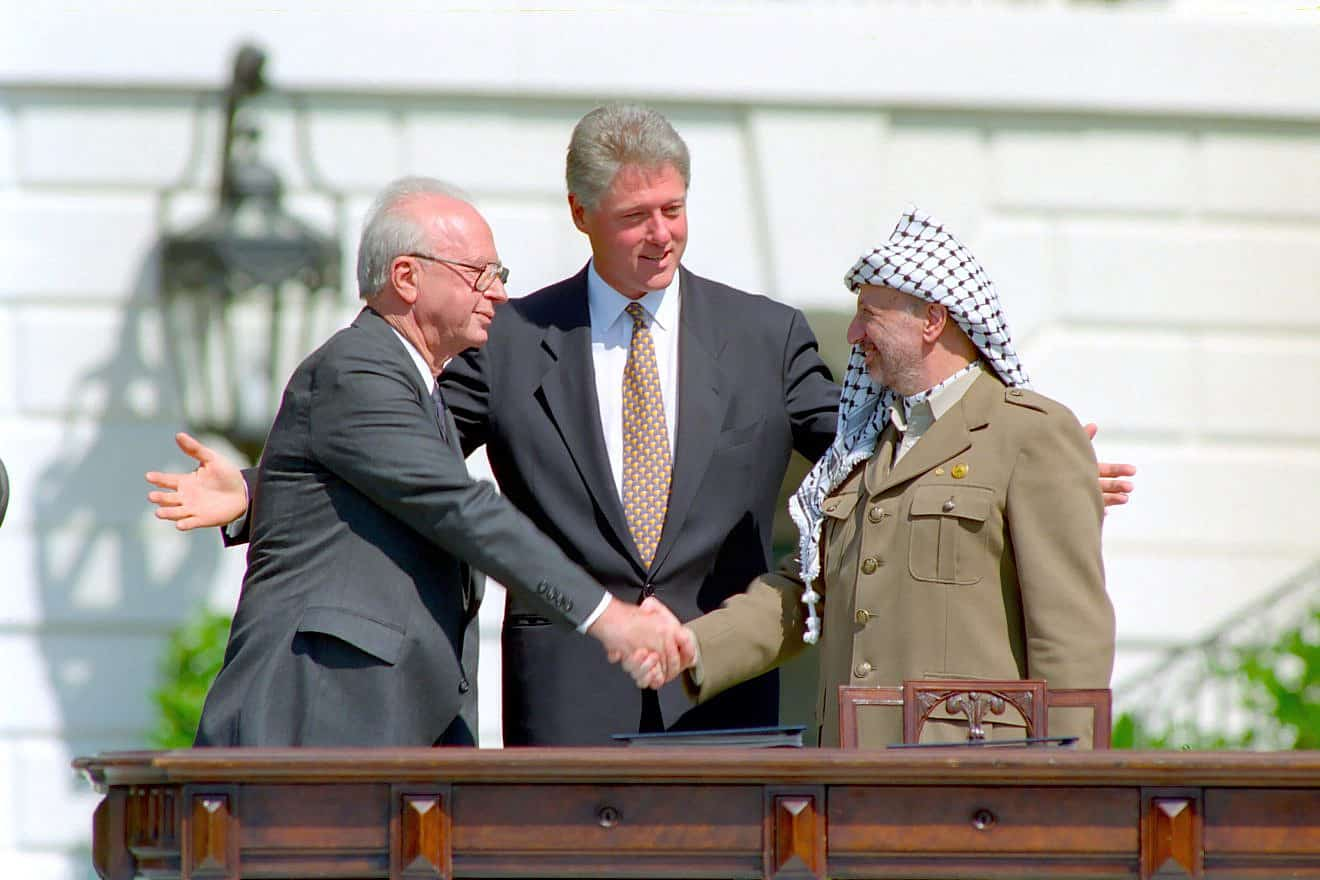
إسحاق رابين وياسر عرفات في حفل توقيع اتفاقيات أوسلو مع الرئيس الأمريكي آنذاك بيل كلينتون.

في سبتمبر 1993 أعلن ياسر عرفات، كرئيس منظمة التحرير الفلسطينية، عن اعتراف المنظمة بـ«دولة» إسرائيل، في إطار تبادل رسائل الاعتراف مع رئيس الوزراء الإسرائيلي إسحاق رابين. في هذه الرسالة لم يمثل عرفات دولة فلسطين التي أعلن عنها في الجزائر عام 1988، حيث كان الاعتراف المتبادل بين منظمة التحرير وإسرائيل فقط. جاء الاعتراف بعد نهاية المفاوضات التي أسفرت عن اتفاقية أوسلو قبل مراسم التوقيع على الاتفاقية. ما زالت حركة حماس[ ؟ ] ترفض هذا الاعتراف مما أثار التعقيدات عندما فازت الحركة في الانتخابات التشريعية للسلطة الوطنية الفلسطينية. بينما يتمسك رئيس السلطة محمود عباس بالاعتراف المنصوص عليه في رسالة عرفات، ويرفض مندوب حماس إسماعيل هنية هذا الاعتراف نظراً إلى ما ينص عليه ميثاق حماس.

## المؤسسة العسكرية الإسرائيلية
المنظمات اليهودية:

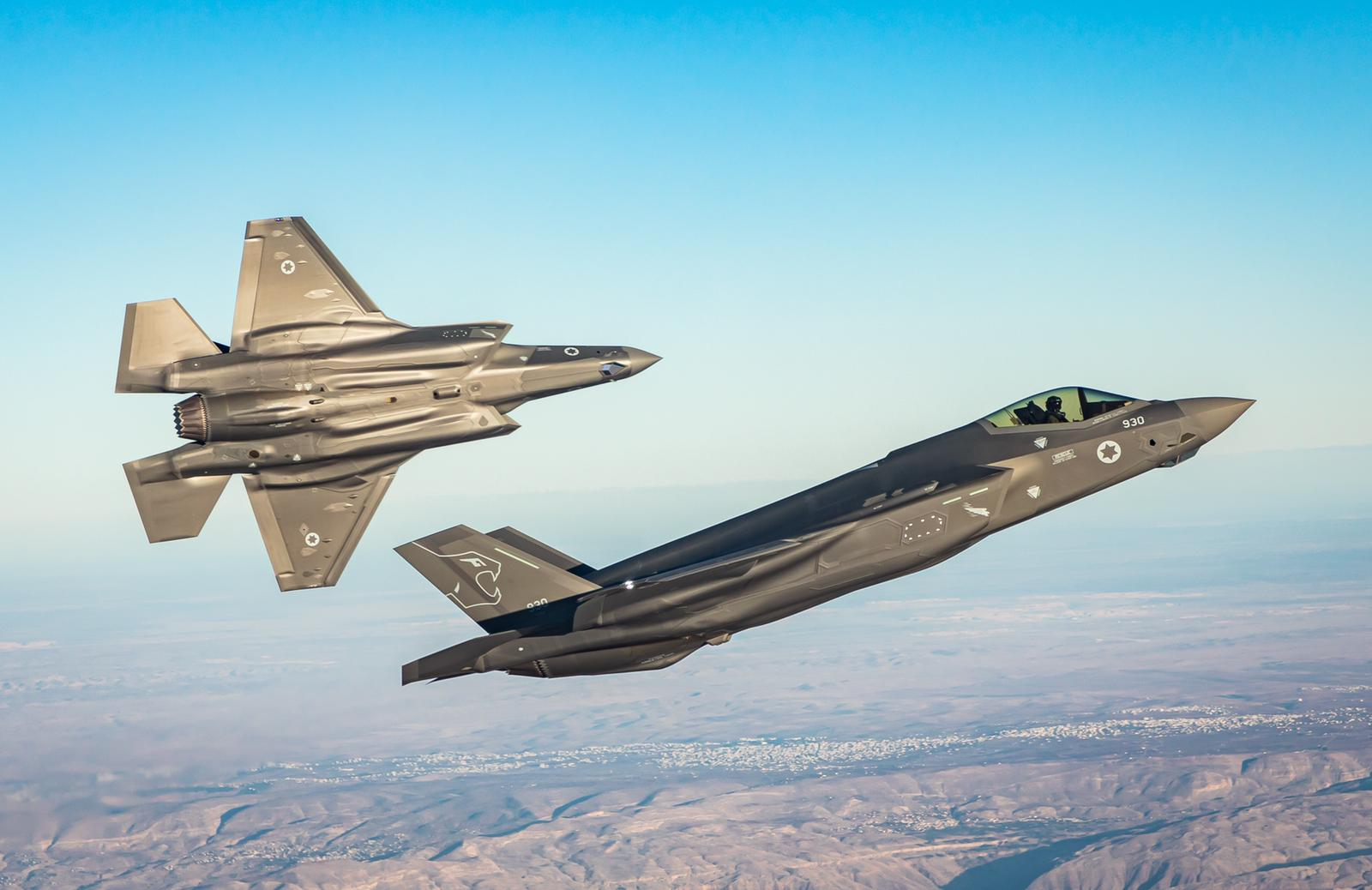
طائرات إف-35 المقاتلة التابعة لسلاح الجو الإسرائيلي.

يعود تاريخ نشأتها إلى بداية القرن العشرين حين همّت زعامات المستوطنات اليهودية في فلسطين لتكوين ميليشيات تقوم على حراسة المستوطنات اليهودية وردع أي ثورة فلسطينية في وجه المستوطنات. وكانت من أبرز الميليشيات منظمة الهاجاناه (الدفاع) التي كانت أساسًا للجيش الإسرائيلي، والتي تعاونت مع الجيش البريطاني في فلسطين ضد تهديد الغزو النازي في الحرب العالمية الثانية قبل معركة العلمين بمصر. ومن بين المنظمات الأصغر يجدر بذكر «الإرجون» (يعرف أيضًا باسم إيتسل) ومنظمة شتيرن (المعروفة باسم ليحي) اليمينية المتطرّفة. خلال حرب 1948 كان الإرجون المسؤول عن مذبحة دير ياسين. وقد تم فكّ المنظمات العسكرية التي لم تندمج في الجيش الإسرائيلي بعد تأسيس الدولة بقليل[بحاجة لمصدر].
قوات الدفاع الإسرائيلية:

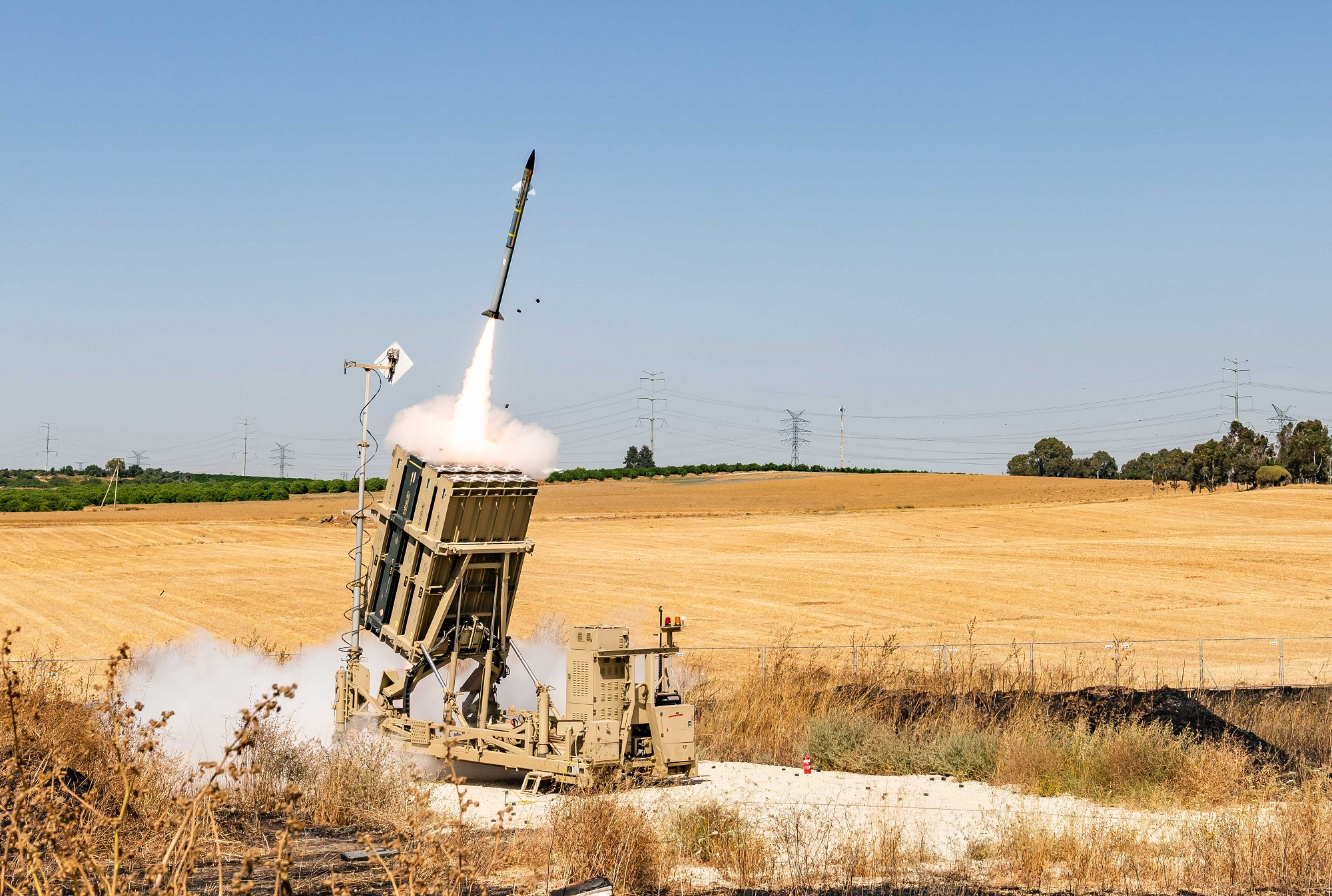
القبة الحديدية هي أول نظام دفاع صاروخي مضاد للمدفعية في العالم.

معظم الإسرائيليين فوق سن 18 يتم تجنيدهم في الخدمة العسكرية الإلزامية مباشرة بعد إكمالهم مرحلة الثانوية العامة، وتكون فترة الخدمة للذكور ثلاث سنوات وسنتين للإناث.وبعد انتهاء الخدمة للذكور يوضعون في سلك الاحتياط حتى عمر الأربعين، ويستثنى عرب إسرائيل من الخدمة العسكرية ما عدا الدروز، ويبلغ تعداد قوات الدفاع الإسرائيلية ما يقارب 168,000 فرد ويبلغ احتياطي الجيش حوالي الـ 408,000 فرد

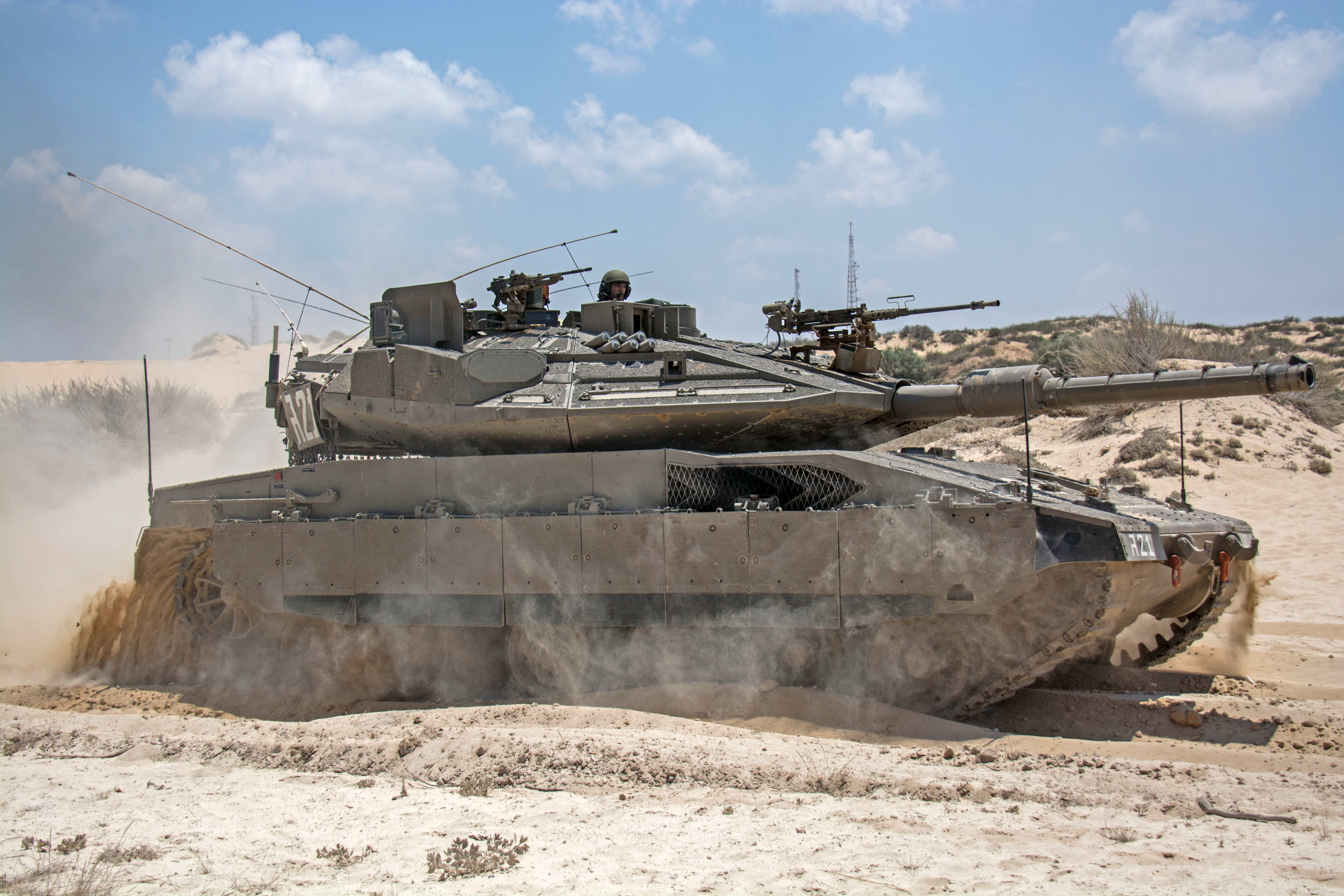
الدبابة ميركافا.

 تتشكل قوات الدفاع الإسرائيلي من الجيش الإسرائيلي والقوة الجوية الإسرائيلية والبحرية الإسرائيلية،
وقد أوجدت هذه القوات عام 1948 م وتكونت أساسا من منظمات غير رسمية (ميليشيات) على رأسها منظمة الهاجاناه ,و يتفرع عن قوات الدفاع الإسرائيلية ما يعرف بشعبة الاستخبارات العسكرية وتعرف اختصاراً بآمان[ ؟ ] التي تتعاون بدورها مع جهاز الأمن الداخلي الإسرائيلي(شاباك) ووكالة استخبارات الإسرائيلية (موساد).

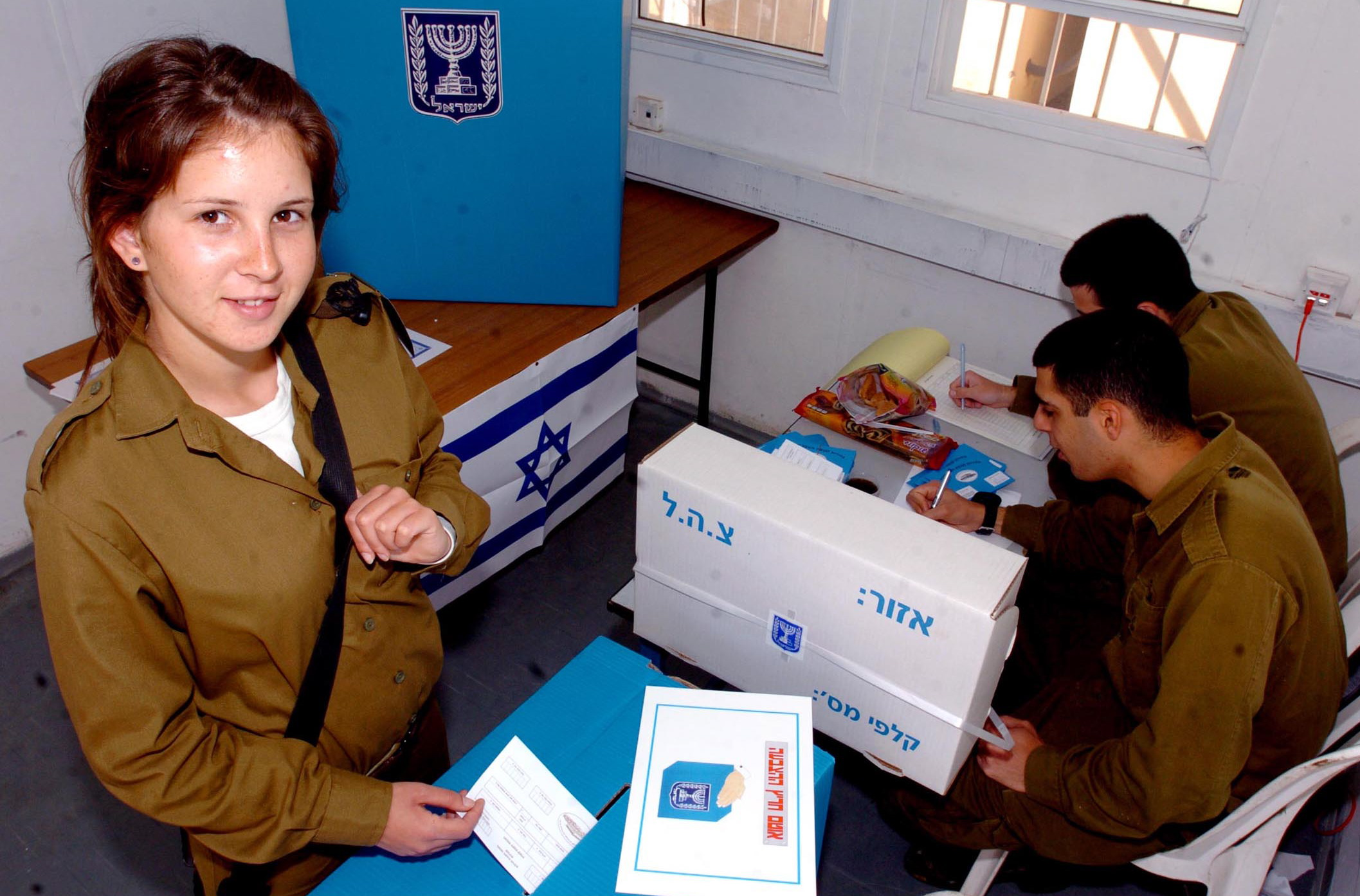
جنود من الجيش الإسرائيلي في مركز الاقتراع.

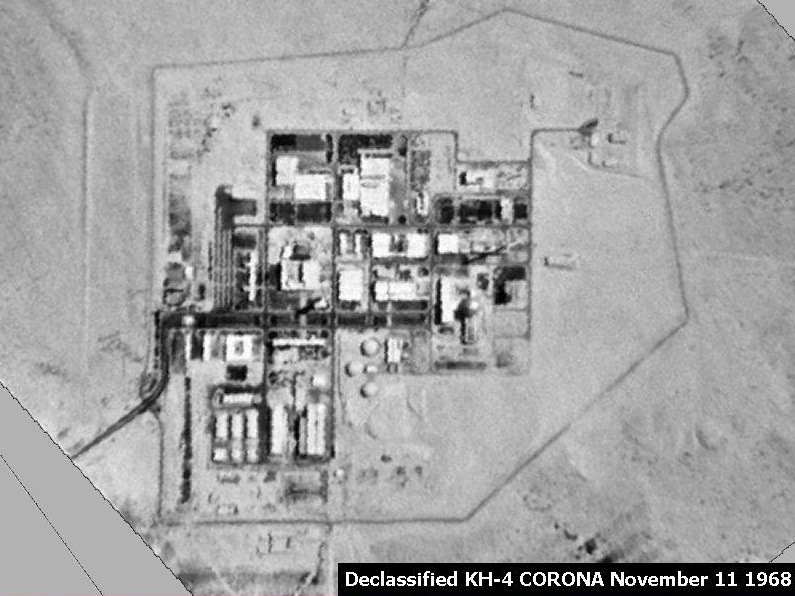
صورة لمفاعل ديمونا النووي تم التقاطها من قبل قمر تجسس أمريكي عام 1968. وتتراوح تقديرات مخزون إسرائيل من الرؤوس النووية بين 80 و400 رأس نووي ويحق لها إستخدامها في حالة التهديد الوجودي لإسرائيل ضمن ما سمي بـخيار شمشون.

ويعد الجيش الإسرائيلي من أكثر الجيوش تطورا على صعيد التدريب والتجهيز العسكري والتقنية المستخدمة.[وفقًا لِمَن؟]↵السلاح في إسرائيل مرتبط بنمط تجارة السلاح الإسرائيلية وبمؤسستها العسكرية على حد سواء، فتجارة السلاح هي أعلى صادرات إسرائيل منذ العام 1989، بالإضافة لتصنيعها للعديد من قطعها الحربية، تحصل إسرائيل على معونات عسكرية خارجية وتشترك مع مصنعي أسلحة خارجيين لتركيب وتطوير أسلحة. ينقسم فيلقها التصنيعي بين تصنيع خالص وبين التجميع وإضافة تطويرات على ما تستورده، وتعد الولايات المتحدة الأمريكية الشريك الرئيسي لإسرائيل في المجال العسكري حيث من المقدر أن تبلغ قيمة المساعدات الأمريكية لإسرائيل بين عامي 2008 م - 2017 م ما يقارب ال30 مليار دولار، تتبعها ألمانيا. وتنتج إسرائيل دبابات الميركافا وبارجات ساعر 5 وهي النسخة التي تلت بارجات ساعر 4.5 وتم إنتاج 3 سفن من هذا الصنف حتى الآن، فقد أنتجت إسرائيل وبمساعدة أمريكية نظام القبة الحديدية المضاد للصواريخ قصيرة المدى ومنظومة صواريخ السهم النظام الوحيد في العالم المضاد للصواريخ الباليستية، هذا إضافة إلى إعلان إسرائيل امتلاكها لأسلحة دمار شامل عبارة عن رؤوس نووية.بعد تصريح مردخاي فعنونو في عام 1986 وتصريح أولمرت عام 2006.
يعود تاريخ اهتمام إسرائيل بإنتاج السلاح المتطور محليا إلى فترة حرب السويس عام 1956 حيث بدأت بتكوين قاعدة صناعية أساسية تطورت بعدها إلى مؤسسة إسرائيل لصناعات الطيران والفضاء. وتنتج حالياً العديد من آلات الحرب، من ضمنها طائرات دون طيار تستخدم للاستطلاع وكذلك ضرب مواقع عن بعد. وتقوم بتصديرها إلى روسيا وتركيا وألمانيا وفرنسا وكندا. تستخدم كندا وأستراليا تلك الطائرات في أفغانستان.

### المخابرات الإسرائيلية

شعار الموساد.

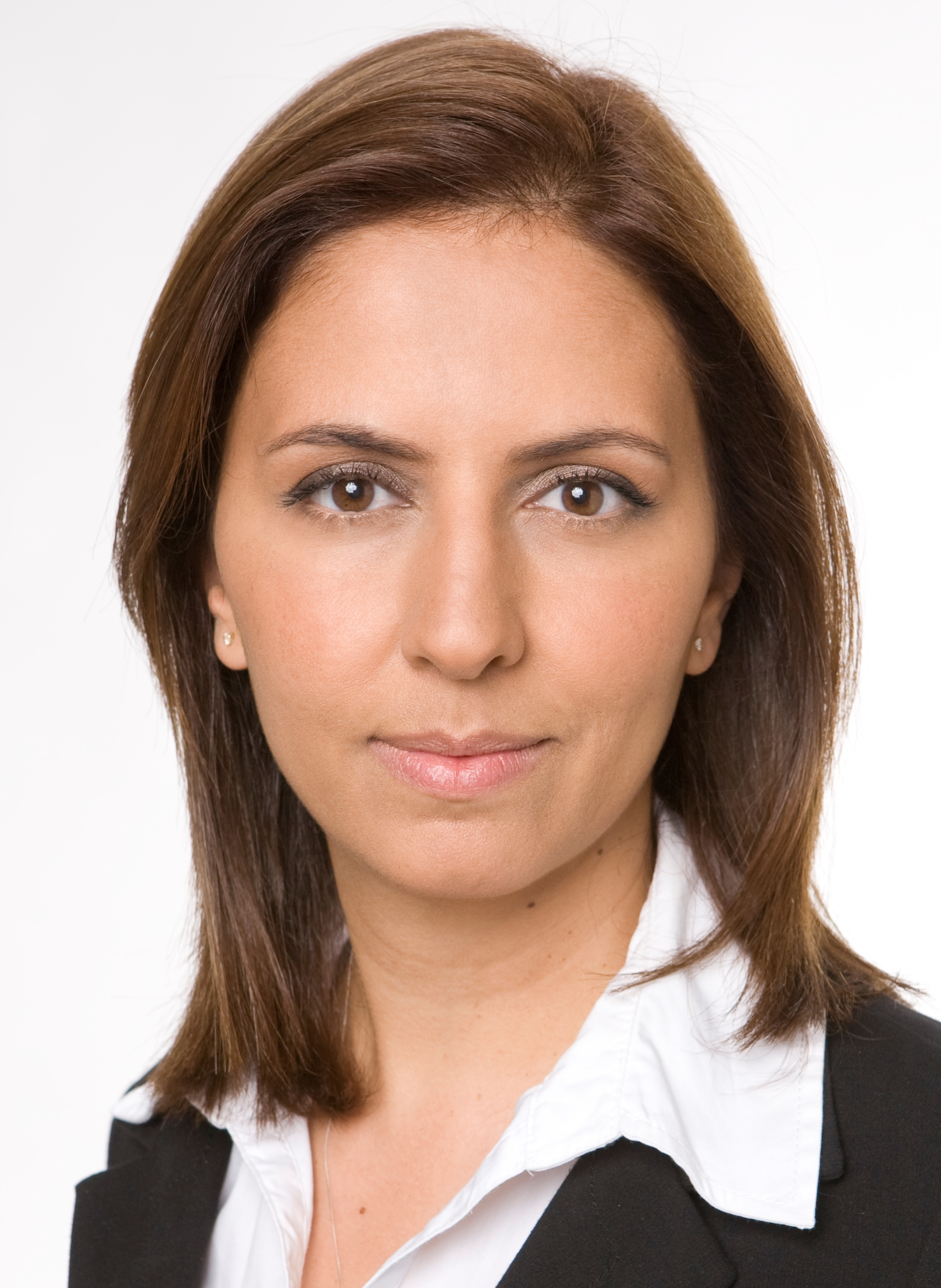
جيلا جمالائيل وزيرة المخابرات (الموساد).

معهد الاستخبارات والعمليات الخاصة المعروف بأسم الموساد، هو وكالة الاستخبارات الوطنية لدولة إسرائيل، وهو أحد الكيانات الرئيسية في مجتمع الاستخبارات الإسرائيلي، إلى جانب أمان (المخابرات العسكرية) والشاباك (الأمن الداخلي) ويتكون شعار الموساد من آية توراتية لرفع المعنويات الدينية لدي أفراد المخابرات 
حيث لا تدبير يسقط الشعب، أما الخلاص فبكثرة المشيرين  سفر الأمثال 11: 14
.
الموساد مسؤول عن جمع المعلومات الاستخبارية والعمليات السرية ومكافحة الإرهاب. ومديرها يجيب مباشرة أمام رئيس الوزراء فقط . تقدر ميزانيتها السنوية بحوالي 10 مليار ين ياباني (2.73 مليار دولار أمريكي)، ويقدر أنها توظف حوالي 7000 شخص، مما يجعلها واحدة من أكبر وكالات التجسس في العالم.

## السكان

هرم العمري لسكان إسرائيل 2017 حسب توقعات الأمم المتحدة.

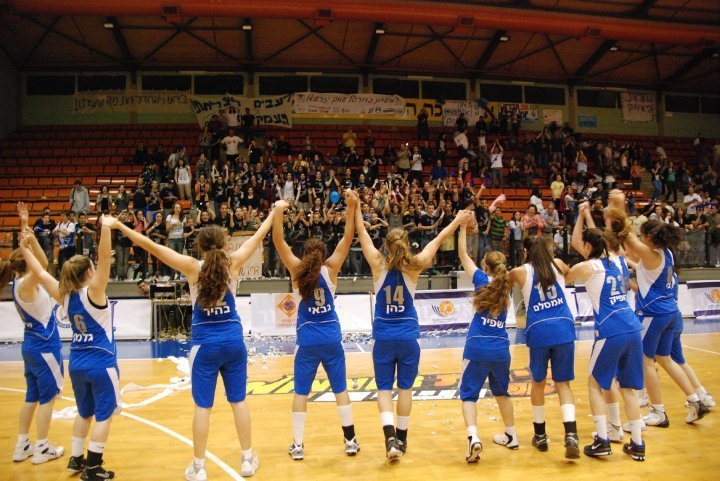
لاعبات كرة سلة إسرائيليات.

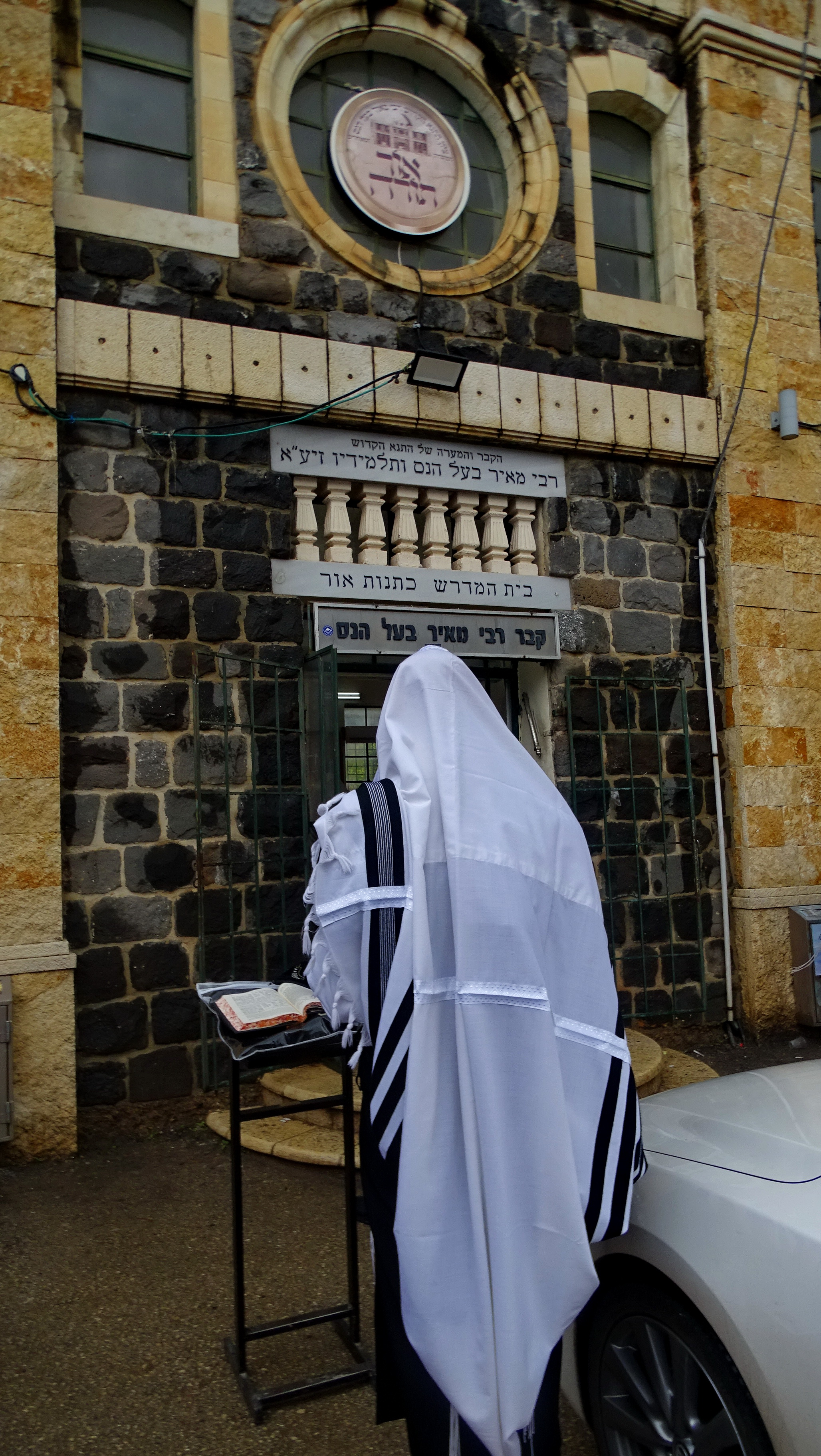
رجل يهودي في قبر الحاخام مئير بعل حنيس، طبريا.

اعتبارا من عام 2019، كان عدد سكان إسرائيل يقدر بنحو 9.075.360 نسمة، منهم 74.2% تم تسجيلهم من قبل الحكومة المدنية كيهود. وشكل المواطنون العرب حوالي 20.9% من السكان، في حين شكلت الأقليات العرقية الأخرى بما في ذلك المسيحيين غير العرب والأشخاص الذين ليس لديهم دين مدرج في السجل المدني حوالي 4.8%. على مدار العقد الماضي، استقر عدد كبير من العمال المهاجرين القادمين من رومانيا وتايلاند والصين وإفريقيا وأمريكا الجنوبية في إسرائيل. الأرقام الدقيقة حول تعدادهم غير معروفة، حيث أن العديد منهم يعيشون في البلاد بشكل غير قانوني، لكن التقديرات تتراوح من 166,000 نسمة إلى 203,000 نسمة. بحلول يونيو من عام 2012، دخل ما يقرب من 60,000 مهاجر أفريقي إلى إسرائيل. يعيش حوالي 92% من الإسرائيليين في المناطق الحضرية. قدرت البيانات التي نشرتها منظمة التعاون الاقتصادي والتنمية في عام 2016 أنّ متوسط العمر المتوقع للإسرائيليين هو 82.5 عامًا، مما يجعلها سادس أعلى عمر متوقع في العالم.

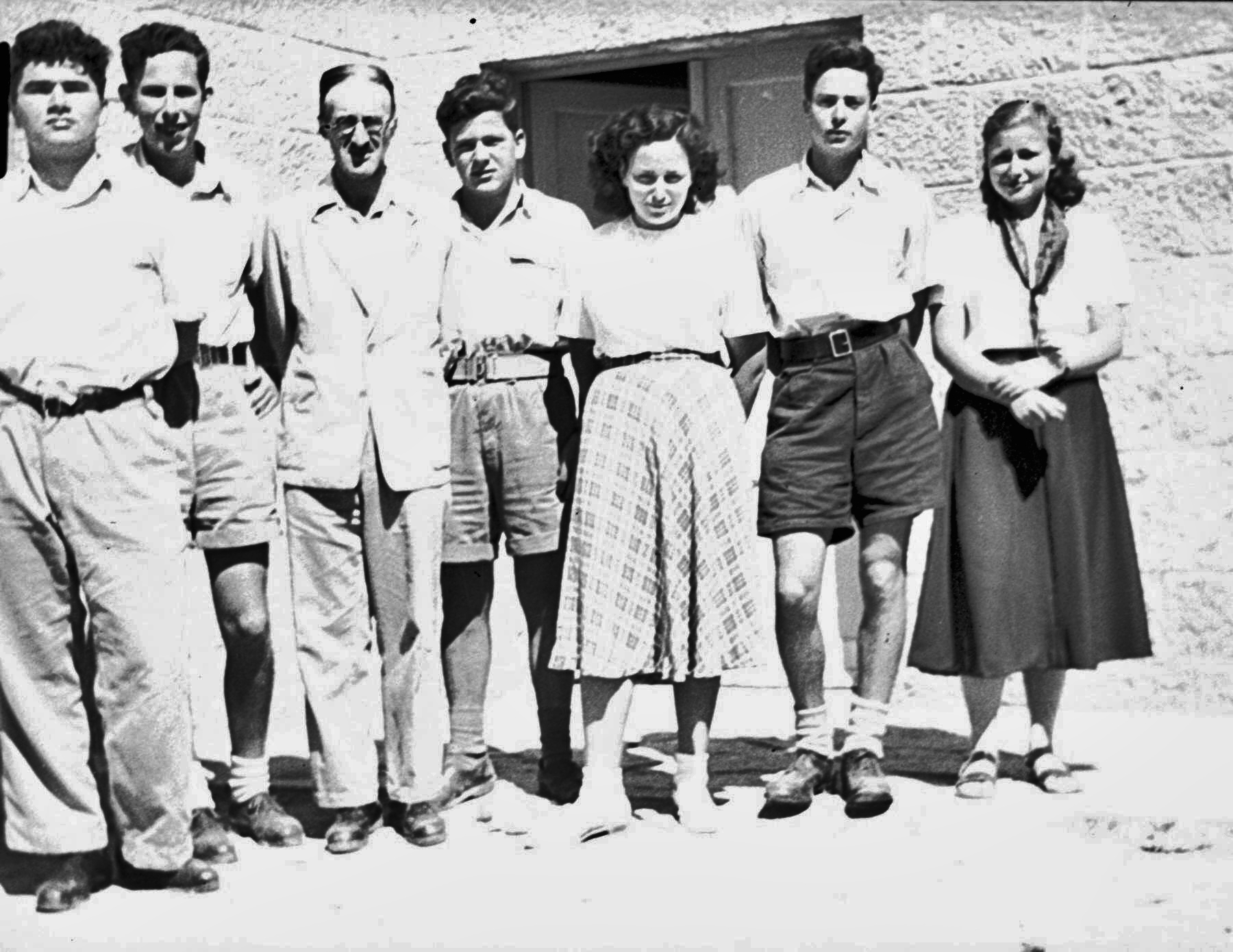
إسرائيليون عام 1947م

تم تأسيس إسرائيل كوطن للشعب اليهودي وغالباً ما يُشار إليها «كدولة يهودية». يمنح قانون العودة في البلاد جميع اليهود وأولاد اليهود الحق في الجنسية الإسرائيلية. إن الإحتفاظ بعدد سكان إسرائيل منذ عام 1948 يكاد يكون أكثر أو أكبر، مقارنةً بالدول الأخرى التي لديها هجرة جماعية. توصف الهجرة اليهودية من إسرائيل (وتسمى يريدا باللغة العبرية)، في المقام الأول إلى الولايات المتحدة وكندا، بأنها متواضعة، ولكن في كثير من الأحيان يتم ذكرها من قبل وزارات الحكومة الإسرائيلية كتهديد رئيسي لمستقبل إسرائيل.

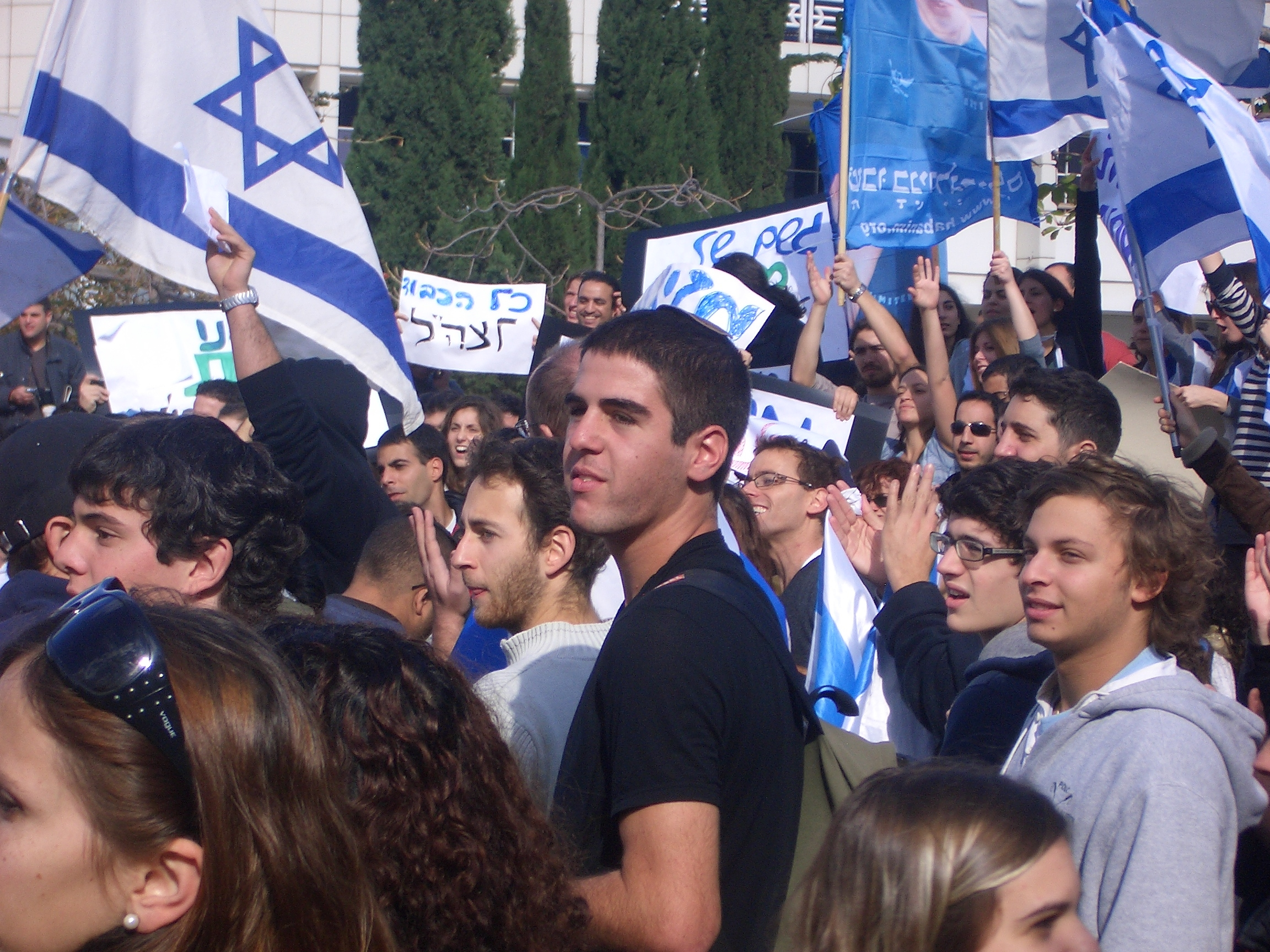
شباب إسرائيليون

ثلاثة أرباع السكان من اليهود من خلفيات يهودية متنوعة؛ ولد حوالي 75% من اليهود الإسرائيليين في إسرائيل، وحوالي 16% هم من المهاجرين من أوروبا والأمريكتين، وحوالي 7% من المهاجرين من آسيا وأفريقيا (بما في ذلك العالم العربي). يشكل اليهود القادمين من أوروبا والاتحاد السوفيتي السابق وذريتهم المولودين في إسرائيل، بمن فيهم اليهود الأشكناز، حوالي 50% من مجمل اليهود الإسرائيليين. في حين يشكل اليهود الذين غادروا أو هربوا من الدول العربية والإسلامية وذريتهم، بما في ذلك كل من اليهود المزراحيم والسفارديم، معظم بقية السكان اليهود. تبلغ معدلات الزواج المختلط بين اليهود أكثر من 35% وتشير الدراسات الحديثة إلى أن نسبة الإسرائيليين المنحدرين من كل من اليهود الشرقيين والأشكنازي تزداد بنسبة 0.5% كل عام، مع أكثر من 25%من أطفال المدارس لهم أصول غربية وشرقيّة. حوالي 4% من الإسرائيليين (300.000)، معرّفون عرقيًا على أنهم «آخرون»، هم من أصول روسية ويهودية أو من عائلة يهودية لكنهم لا يُعتبرون يهودًا وفقًا للشريعة الحاخامية، لكنهم كانوا مؤهلين للحصول على الجنسية الإسرائيلية بموجب قانون العودة.
عرب 48 أو المواطنون العرب في إسرائيل، ويُطلق عليهم أيضاً عرب الداخل أو فلسطينيو الداخل، هم الفلسطينيون الذين يعيشون داخل حدود إسرائيل (بحدود الخط الأخضر، أي خط الهدنة 1948). يُشار إليهم أيضاً في إسرائيل بمصطلحي «عرب إسرائيل» أو «الوسط العربي»، كما يُستخدم أحياناً مصطلح «الأقلية العربية» (خاصةً في الإعلانات الرسميَّة). هؤلاء العرب هم من العرب الذين بقوا في قراهم وبلداتهم بعد أن سيطرت إسرائيل على الأقاليم التي يعيشون بها وبعد إنشاء دولة إسرائيل بالحدود التي هي عليها اليوم. اللغة العربية هي اللغة الأم لمعظم عرب 48، بصرف النظر عن الدين، ويتحدثون اللهجة الشاميَّة، وتم استيعاب العديد من الكلمات والعبارات العبرية، ويتم تعريف اللهجة الحديثة للمواطنين العرب في إسرائيل على أنها لهجة عربية إسرائيلية. تعد اللغة العربية هي اللغة الأم لمعظم عرب 48، بصرف النظر عن الدين، ويتحدثون اللهجة الشاميَّة، وتم استيعاب العديد من الكلمات والعبارات العبرية، ويتم تعريف اللهجة الحديثة للمواطنين العرب في إسرائيل على أنها لهجة عربية إسرائيلية. يتحدث معظم عرب 48 لغتين على الأقل، ولغتهم الثانية هي اللغة العبرية الحديثة. دينياً، معظم عرب 48 من المسلمين، ولا سيّما من أهل السنة والجماعة. هناك أقلية عربية مسيحية مهمة من مختلف الطوائف إلى جانب أقلية من الموحدين الدروز.
يبلغ إجمالي عدد المستوطنين الإسرائيليين خارج الخط الأخضر أكثر من 600,000 أي حوالي 10% من السكان اليهود الإسرائيليين. في عام 2016، كان 399,300 إسرائيلي يعيشون في مستوطنات الضفة الغربية، بما في ذلك تلك التي سبقت إنشاء دولة إسرائيل والتي أعيد تأسيسها بعد حرب الأيام الستة، في مدن مثل كتلة الخليل وجوش عتصيون. بالإضافة إلى مستوطنات الضفة الغربية، كان هناك أكثر من 200,000 يهودي يعيشون في القدس الشرقية، وحوالي 22,000 مستوطن في مرتفعات الجولان. عاش حوالي 78,00 إسرائيلي في مستوطنات في قطاع غزة، والمعروفة باسم غوش قطيف، حتى يتم إجلائهم من قبل الحكومة كجزء من خطة فك الإرتباط لعام 2005.

### المدن والمناطق الحضرية
هناك أربع مناطق حضرية رئيسية: غوش دان (منطقة تل أبيب الحضرية؛ عدد السكان 3,854,000)، ومنطقة القدس الحضرية (يبلغ عدد سكانها 1,253,900)، ومنطقة حيفا الحضرية (يبلغ عدد سكانها 924,400)، ومنطقة بئر السبع الحضرية (عدد سكانها 377,100).
أكبر بلدية إسرائيل، من حيث عدد السكان والمنطقة، هي مدينة القدس والتي تضم حوالي 901,302 نسمة يقطنون في مساحة 125 كيلومتر مربع (48 ميل مربع). تشمل إحصاءات الحكومة الإسرائيلية المتعلقة بالقدس سكان القدس الشرقية ومساحتها، والتي يُعترف بها على نطاق واسع كجزء من الأراضي الفلسطينية الخاضعة للاحتلال الإسرائيلي. تصنف تل أبيب وحيفا كأكبر مدن إسرائيل اكتظاظًا بالسكان، حيث يبلغ عدد سكانها 443,939 وحوالي 281,087 نسمة، على التوالي.
يوجد في إسرائيل 16 مدينة يزيد عدد سكانها عن 100,000 نسمة. في المجمل، هناك 77 بلدة إسرائيلية مُنحت وضع «البلديات» (أو «المدينة») من قبل وزارة الداخلية، أربعة منها في الضفة الغربية. وتم التخطيط لمدينتين أخريين: كزيف، وهي مدينة مخططة سيتم بناؤها في النقب، وحريش، وهي في الأصل بلدة صغيرة يتم بناؤها كمدينة كبيرة منذ عام 2015.
| المدن والبلدات الكبرى في إسرائيل دائرة الإحصاء المركزية الإسرائيلية | المدن والبلدات الكبرى في إسرائيل دائرة الإحصاء المركزية الإسرائيلية | المدن والبلدات الكبرى في إسرائيل دائرة الإحصاء المركزية الإسرائيلية | المدن والبلدات الكبرى في إسرائيل دائرة الإحصاء المركزية الإسرائيلية | المدن والبلدات الكبرى في إسرائيل دائرة الإحصاء المركزية الإسرائيلية | المدن والبلدات الكبرى في إسرائيل دائرة الإحصاء المركزية الإسرائيلية | المدن والبلدات الكبرى في إسرائيل دائرة الإحصاء المركزية الإسرائيلية | المدن والبلدات الكبرى في إسرائيل دائرة الإحصاء المركزية الإسرائيلية | المدن والبلدات الكبرى في إسرائيل دائرة الإحصاء المركزية الإسرائيلية | المدن والبلدات الكبرى في إسرائيل دائرة الإحصاء المركزية الإسرائيلية |
|                                                                     | الترتيب                                                             | الاسم                                                               | مناطق إسرائيل                                                       | السكان                                                              | الترتيب                                                             | الاسم                                                               | مناطق إسرائيل                                                       | السكان                                                              |                                                                     |
| ------------------------------------------------------------------- | ------------------------------------------------------------------- | ------------------------------------------------------------------- | ------------------------------------------------------------------- | ------------------------------------------------------------------- | ------------------------------------------------------------------- | ------------------------------------------------------------------- | ------------------------------------------------------------------- | ------------------------------------------------------------------- | ------------------------------------------------------------------- |
| القدس تل أبيب                                                       | 1                                                                   | القدس                                                               | منطقة القدس                                                         | 936,425a                                                            | 11                                                                  | رمات غان                                                            | منطقة تل أبيب                                                       | 163,480                                                             | حيفا ريشون لتسيون                                                   |
| القدس تل أبيب                                                       | 2                                                                   | تل أبيب                                                             | منطقة تل أبيب                                                       | 460,613                                                             | 12                                                                  | عسقلان                                                              | المنطقة الجنوبية (إسرائيل)                                          | 144,073                                                             | حيفا ريشون لتسيون                                                   |
| القدس تل أبيب                                                       | 3                                                                   | حيفا                                                                | منطقة حيفا                                                          | 285,316                                                             | 13                                                                  | رحوفوت                                                              | المنطقة الوسطى (إسرائيل)                                            | 143,904                                                             | حيفا ريشون لتسيون                                                   |
| القدس تل أبيب                                                       | 4                                                                   | ريشون لتسيون                                                        | المنطقة الوسطى (إسرائيل)                                            | 254,384                                                             | 14                                                                  | بات يام                                                             | منطقة تل أبيب                                                       | 129,013                                                             | حيفا ريشون لتسيون                                                   |
| القدس تل أبيب                                                       | 5                                                                   | بتاح تكفا                                                           | المنطقة الوسطى (إسرائيل)                                            | 247,956                                                             | 15                                                                  | بيت شيمش                                                            | منطقة القدس                                                         | 124,957                                                             | حيفا ريشون لتسيون                                                   |
| القدس تل أبيب                                                       | 6                                                                   | أسدود                                                               | المنطقة الجنوبية (إسرائيل)                                          | 225,939                                                             | 16                                                                  | كفار سابا                                                           | المنطقة الوسطى (إسرائيل)                                            | 101,432                                                             | حيفا ريشون لتسيون                                                   |
| القدس تل أبيب                                                       | 7                                                                   | نتانيا                                                              | المنطقة الوسطى (إسرائيل)                                            | 221,353                                                             | 17                                                                  | هرتسليا                                                             | منطقة تل أبيب                                                       | 97,470                                                              | حيفا ريشون لتسيون                                                   |
| القدس تل أبيب                                                       | 8                                                                   | بئر السبع                                                           | المنطقة الجنوبية (إسرائيل)                                          | 209,687                                                             | 18                                                                  | الخضيرة (حيفا)                                                      | منطقة حيفا                                                          | 97,335                                                              | حيفا ريشون لتسيون                                                   |
| القدس تل أبيب                                                       | 9                                                                   | بني براك                                                            | منطقة تل أبيب                                                       | 204,639                                                             | 19                                                                  | موديعين-مكابيم-ريعوت                                                | المنطقة الوسطى (إسرائيل)                                            | 93,277                                                              | حيفا ريشون لتسيون                                                   |
| القدس تل أبيب                                                       | 10                                                                  | حولون                                                               | منطقة تل أبيب                                                       | 196,282                                                             | 20                                                                  | الناصرة                                                             | المنطقة الشمالية (إسرائيل)                                          | 77,445                                                              | حيفا ريشون لتسيون                                                   |

^a يشمل هذا العدد مناطق القدس الشرقية والضفة الغربية، والتي يبلغ عدد سكانها 573،330 نسمة في عام 2019. السيادة الإسرائيلية على القدس الشرقية غير معترف بها دوليًا.

### اللغات

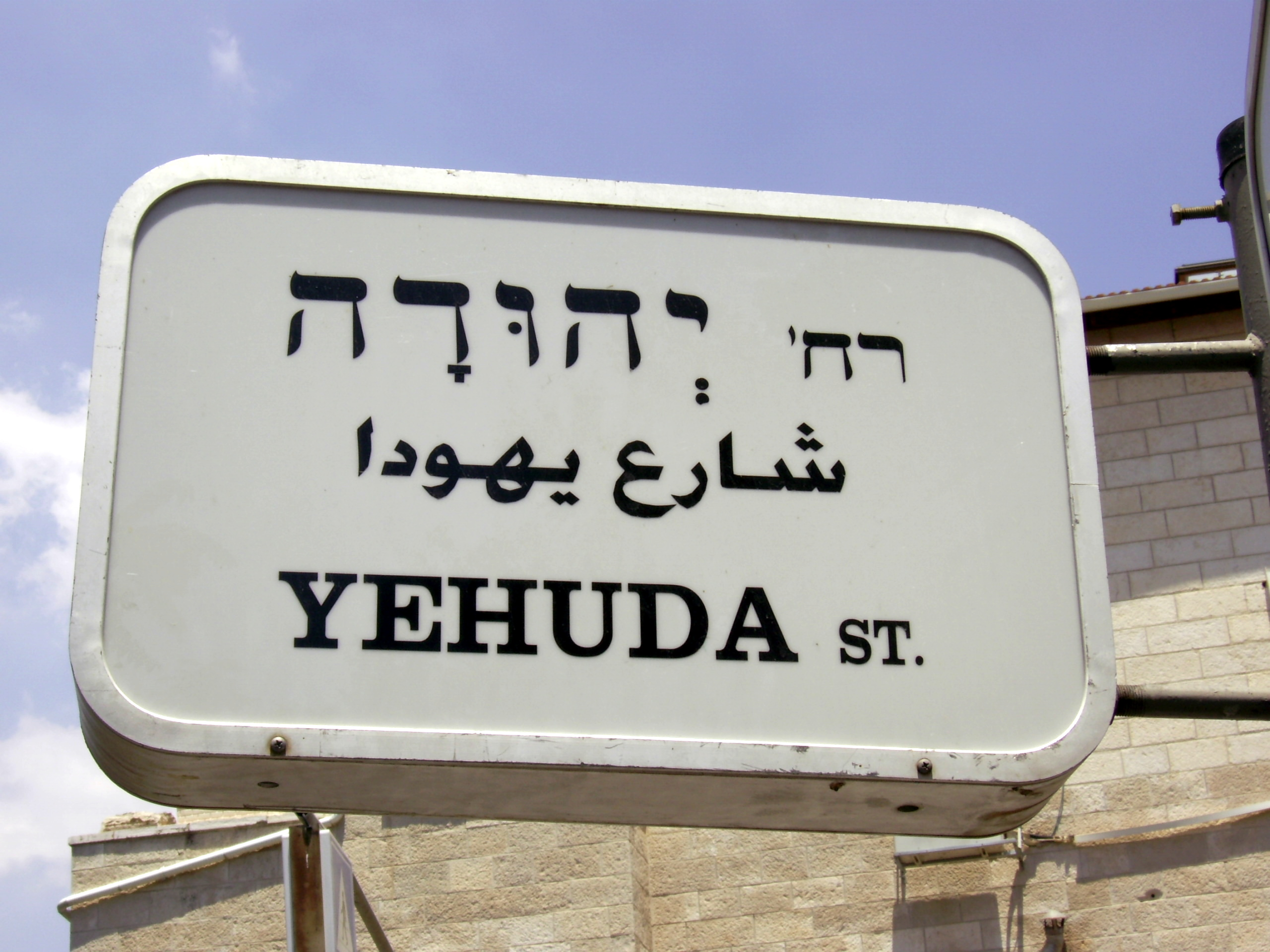
شارة طريق باللغة العبرية والعربية والإنجليزية في القدس.

لدى إسرائيل لغة رسمية واحدة، وهي اللغة العبرية. حتى عام 2018 كانت اللغة العربية من اللغات الرسمية لدولة إسرائيل؛ وفي عام 2018 تم تصنيفها على أنها "تتمتع بوضع خاص في الدولة" مع الحق باستخدامها من قبل مؤسسات الدولة ليتم تحديدها في القانون. العبرية هي اللغة الأساسية للدولة ويتحدث بها كل يوم غالبية السكان. يتحدث اللغة العربية من قبل الأقلية العربية من عرب 48، كما ويتم تدريس وتعليم اللغة العبرية في المدارس العربية.
كبلد مشكل من موجات مختلفة من المهاجرين، يُمكن سماع العديد من اللغات في الشوارع الإسرائيلية. بسبب الهجرة الجماعية من الاتحاد السوفيتي السابق وإثيوبيا (يعيش حوالي 130,000 يهودي إثيوبي في إسرائيل)، تنتشر اللغة الروسية والأمهرية على نطاق واسع. وصل أكثر من مليون مهاجر ناطق بالروسية إلى إسرائيل من دول الاتحاد السوفيتي السابق بين عام 1990 وعام 2004. ويتحدث اللغة الفرنسية حوالي 700,000 إسرائيلي، معظمهم قدموا من فرنسا وشمال إفريقيا. كانت اللغة الإنجليزية لغة رسمية خلال فترة الإنتداب. فُقد هذا الوضع بعد قيام دولة إسرائيل، لكنها ما تزال تحتفظ بدور مشابه لدور اللغة الرسمية، كما يمكن رؤيتها في إشارات الطرق والوثائق الرسمية. يتواصل العديد من الإسرائيليين بشكل جيد باللغة الإنجليزية، حيث يتم بث العديد من البرامج التلفزيونية باللغة الإنجليزية مع ترجمة الحوار، ويتم تدريسها في الصفوف المبكرة من المدرسة الابتدائية. بالإضافة إلى ذلك، تقدم الجامعات الإسرائيلية دورات في اللغة الإنجليزية حول مواضيع مختلفة.

### الديانة

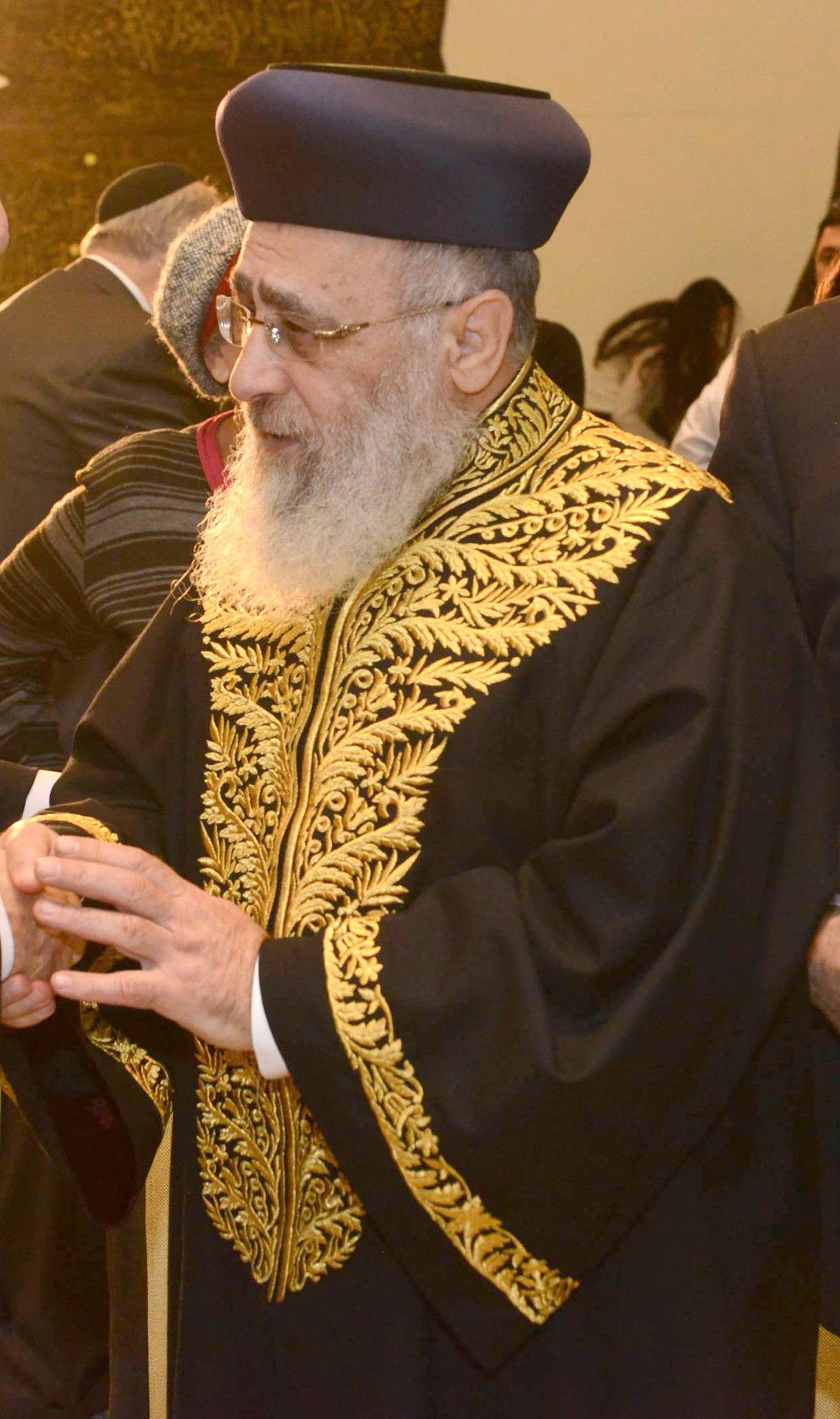
يتسحاق يوسف الحاخام الأكبر لليهود السفارديم.

التغير في نسبة الديانات في إسرائيل ما بين عام 1949 وعام 2010. الأزرق يمثل اليهود، والأخضر يمثل المسلمين، والأحمر يمثل المسيحيين، والأصفر يمثل الدروز.

لا يوجد دستور في إسرائيل يحدد نظام الدولة لتجنب الصراع الديني العلماني وللحفاظ علي وحدة الدولة القومية اليهودية، تضم إسرائيل جزءًا كبيرًا من الأراضي المقدسة، وهي منطقة ذات أهمية كبيرة لجميع الأديان الإبراهيمية - اليهودية والمسيحية والإسلام والموحدون الدروز والبهائية.

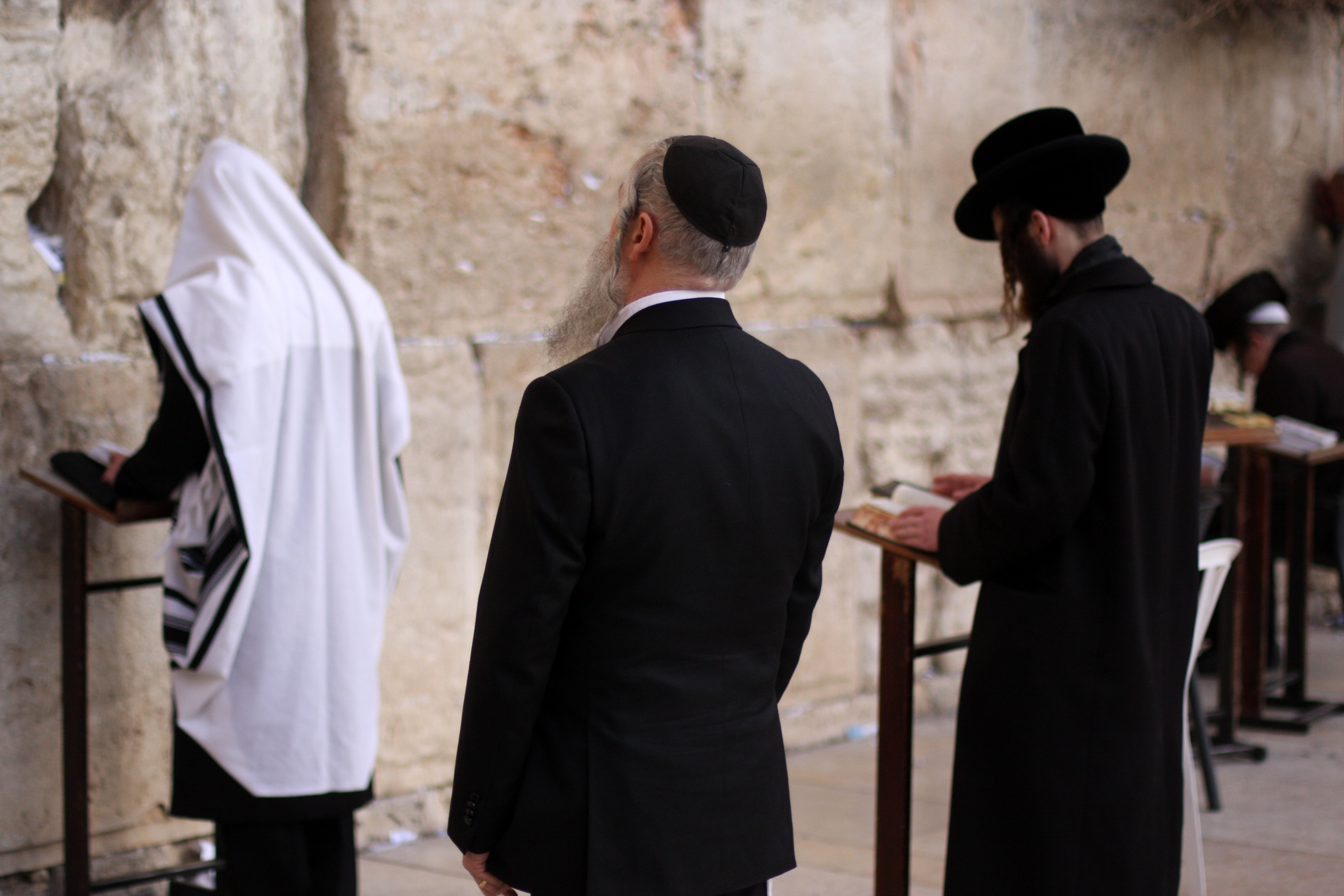
يهود يقرأون التوراة أمام حائط المبكي بالقدس، يُعد جبل الهيكل أو المسجد الأقصي أقدس موقع في اليهودية حيث أنه كان هيكل سليمان الذي دمره الرومان عام 70م، ثم بني الخليفة الأموي عبد الملك بن مروان المسجد الأقصي ومسجد قبة الصخرة فوق أنقاض هيكل سليمان في 691م.

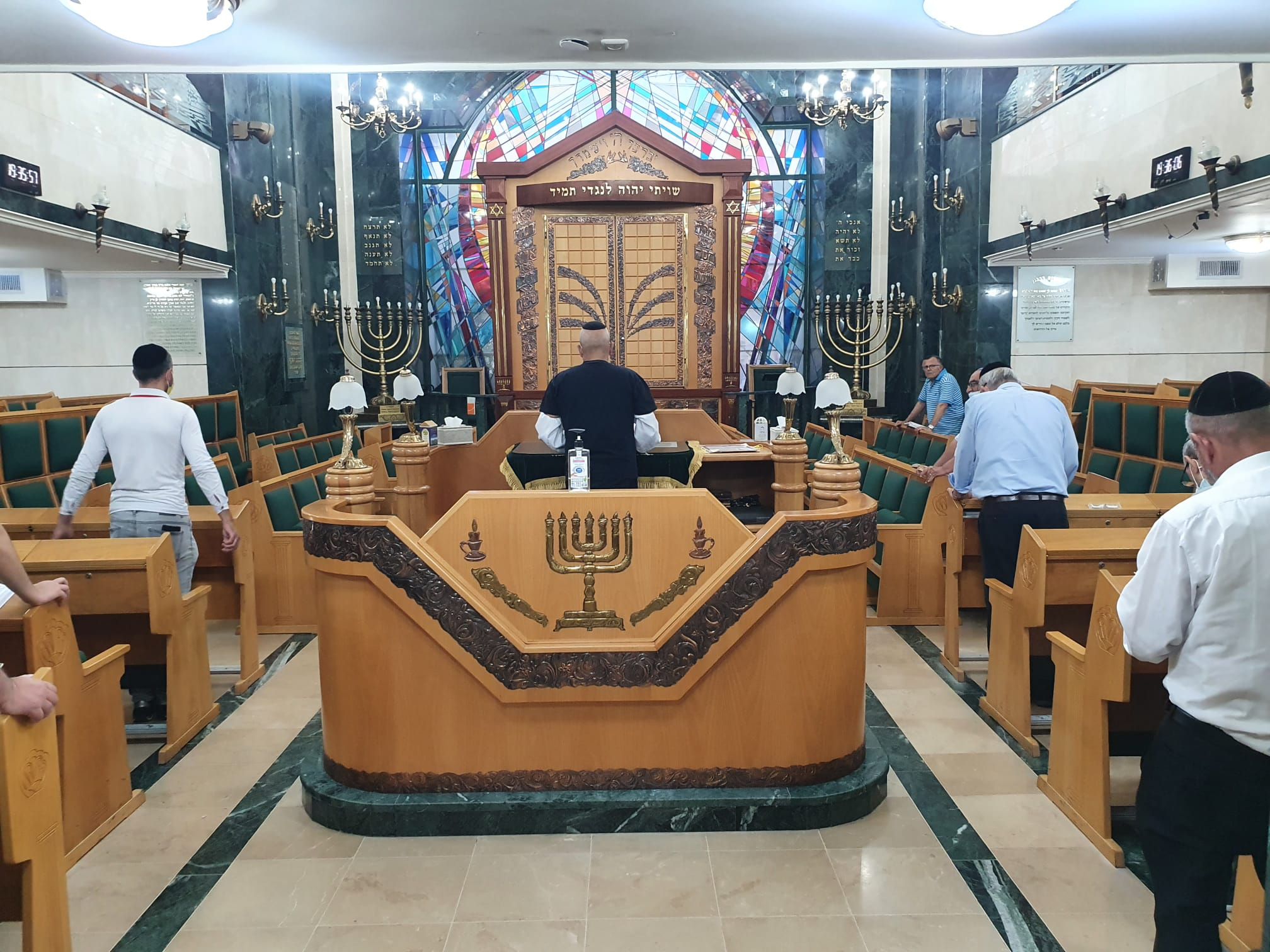
كنيس يهودي في إسرائيل.

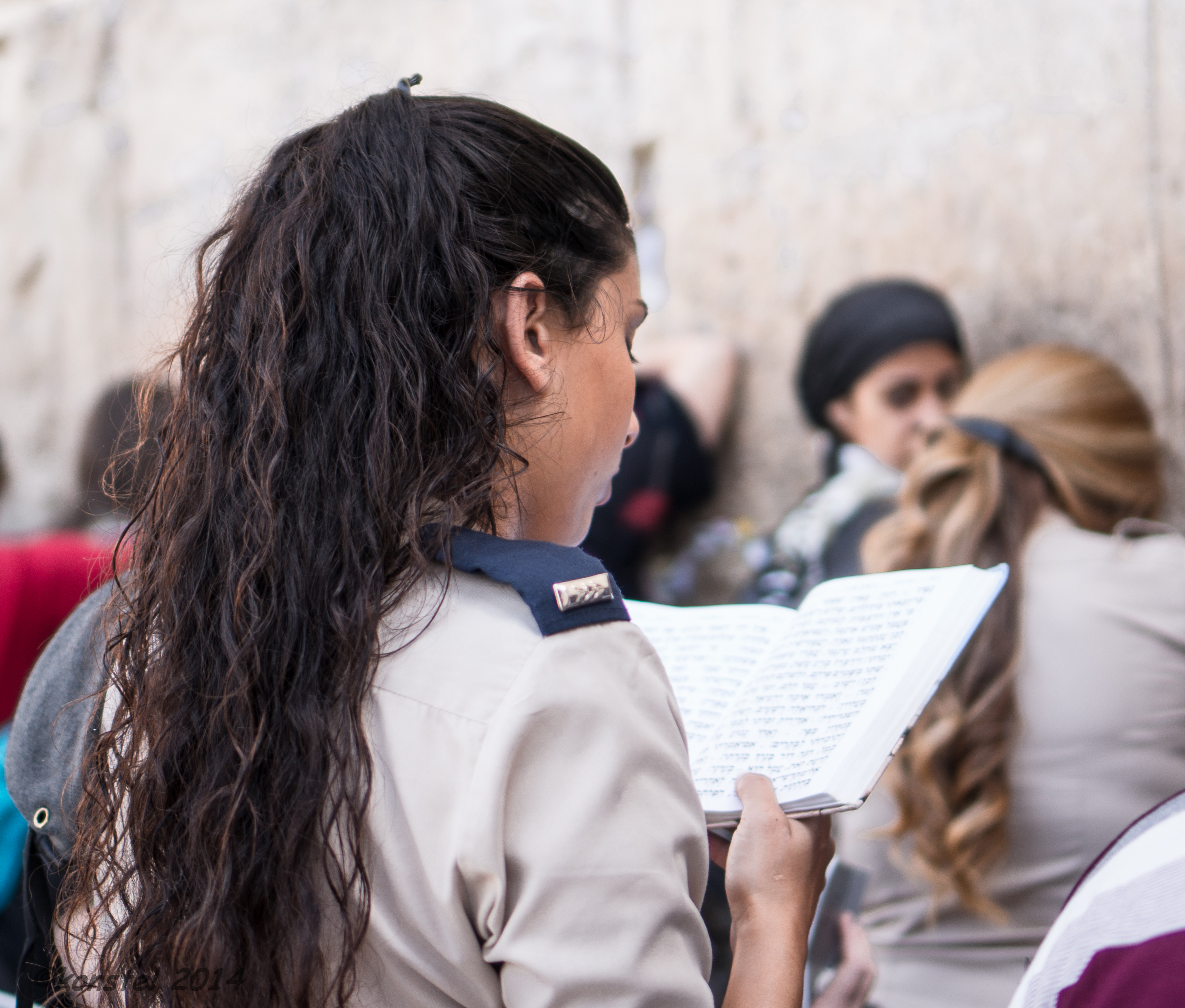
جنديات إسرائيليات يصلين بالقدس.

يتنوع الإنتماء الديني لليهود الإسرائيليين على نطاق واسع: تشير دراسة استقصائية اجتماعية أجراها مركز بيو للأبحاث في عام 2016 إلى أن 49% من يهود إسرائيل هم حيلونيم (علمانيون)، 20% من اليهود يصرحون أنهم لا يؤمنون بوجود إله، ويدعي حوالي 15% أنهم لا يتبعون أي ممارسات دينية. وحوالي 29% هم ماسورتيم (تقليديون)، وحوالي 13% داتييم (متدينون)، وحوالي 9% حريديم (المتشددين الأرثوذكس). من المتوقع أن يمثل اليهود الحريديم أكثر من 20% من سكان إسرائيل اليهود بحلول عام 2028. يعتقد العديد من اليهود الأرثوذكس أن إسرائيل يجب أن تكون دولة ثيوقراطية وتحكم بالشريعة اليهودية.

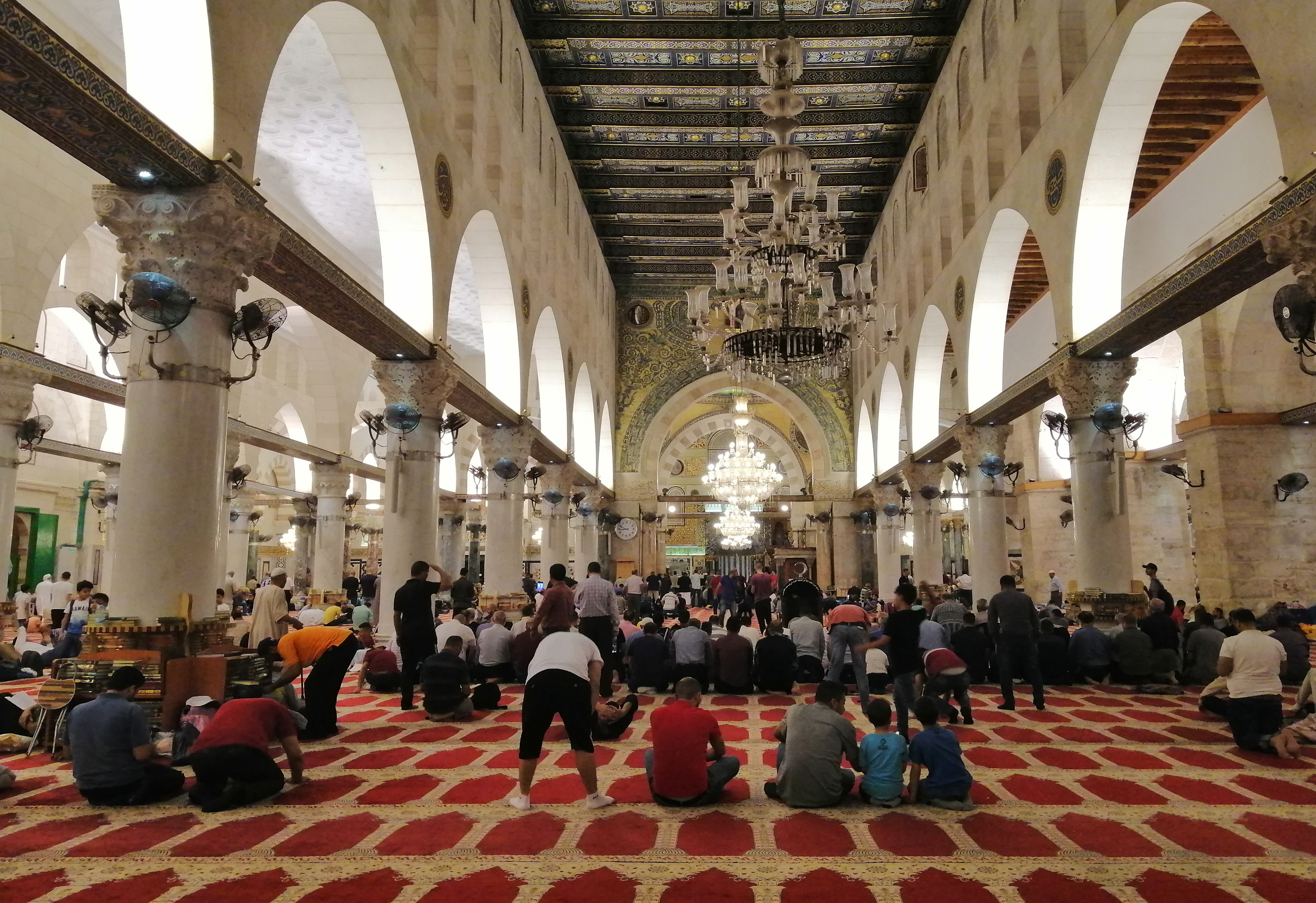
مسلمون يصلون داخل المسجد الأقصي.

يُشكل المسلمون أكبر أقلية دينية في إسرائيل، حيث يشكلون حوالي 17.6% من السكان، وحوالي 2% من السكان مسيحيون وحوالي 1.6% من السكان من الموحدون الدروز. يتألف السكان المسيحيون في المقام الأول من المسيحيين العرب، ويعدّ المستوى التعليمي لدى المواطنين المسيحيّين العرب الأعلى في إسرائيل مقارنة ببقية شرائح المجتمع الإسرائيلي، حيث أن 68% منهم هم من حملة الشهادات الجامعية. 
ويشمل المجتمع المسيحي الإسرائيلي أيضاً مهاجرين من دول الاتحاد السوفيتي السابق، والعمال الأجانب ذوي الأصول المتعددة الجنسيات، واليهود المسيانيون، والتي يعتبرهم معظم المسيحيين واليهود شكلاً من أشكال المسيحية. ويضاف إلى أبناء الطائفة الدرزية القاطنين في هضبة الجولان (المحتلَّة من إسرائيل منذ عام 1967 وتم ضمها رسمياً لها سنة 2019 بمباركة الرئيس ترامب)، وهم من المقيمين الدائمين بموجب قانون مرتفعات الجولان. وقد رفضت الأغلبية الساحقة من الدروز قبول الجنسية الإسرائيلية الكاملة، واختاروا الاحتفاظ بجنسيتهم وهويتهم السورية. لدى أعضاء العديد من الجماعات الدينية الأخرى، بما في ذلك البوذيين والهندوس في إسرائيل، وإن كان بأعداد صغيرة. من بين أكثر من مليون مهاجر من الاتحاد السوفيتي السابق، هناك حوالي 300,000 شخص لا يعترف فيهم كيهود من قبل الحاخامية الكبرى في إسرائيل.

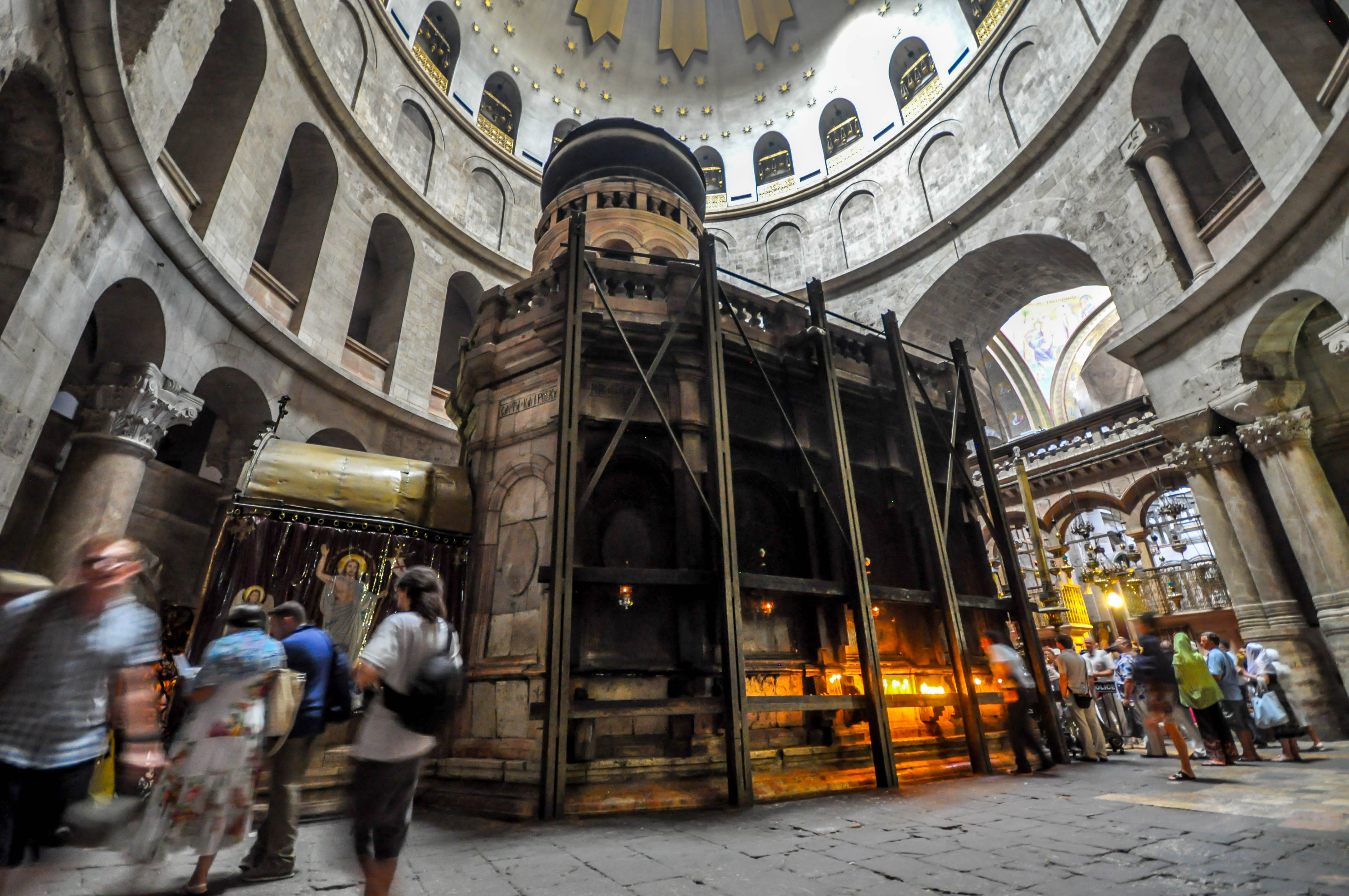
مسيحيون يحتفلون بعيد القيامة داخل كنيسة القيامة بالقدس.

تكتسي مدينة القدس أهمية دينية خاصة بالنسبة لليهود والمسيحيين والمسلمين، فهي موطن للمواقع المحورية لمعتقداتهم الدينية، مثل المدينة القديمة التي تضم الحائط الغربي وجبل الهيكل وكنيسة القيامة ومسجد الأقصى.

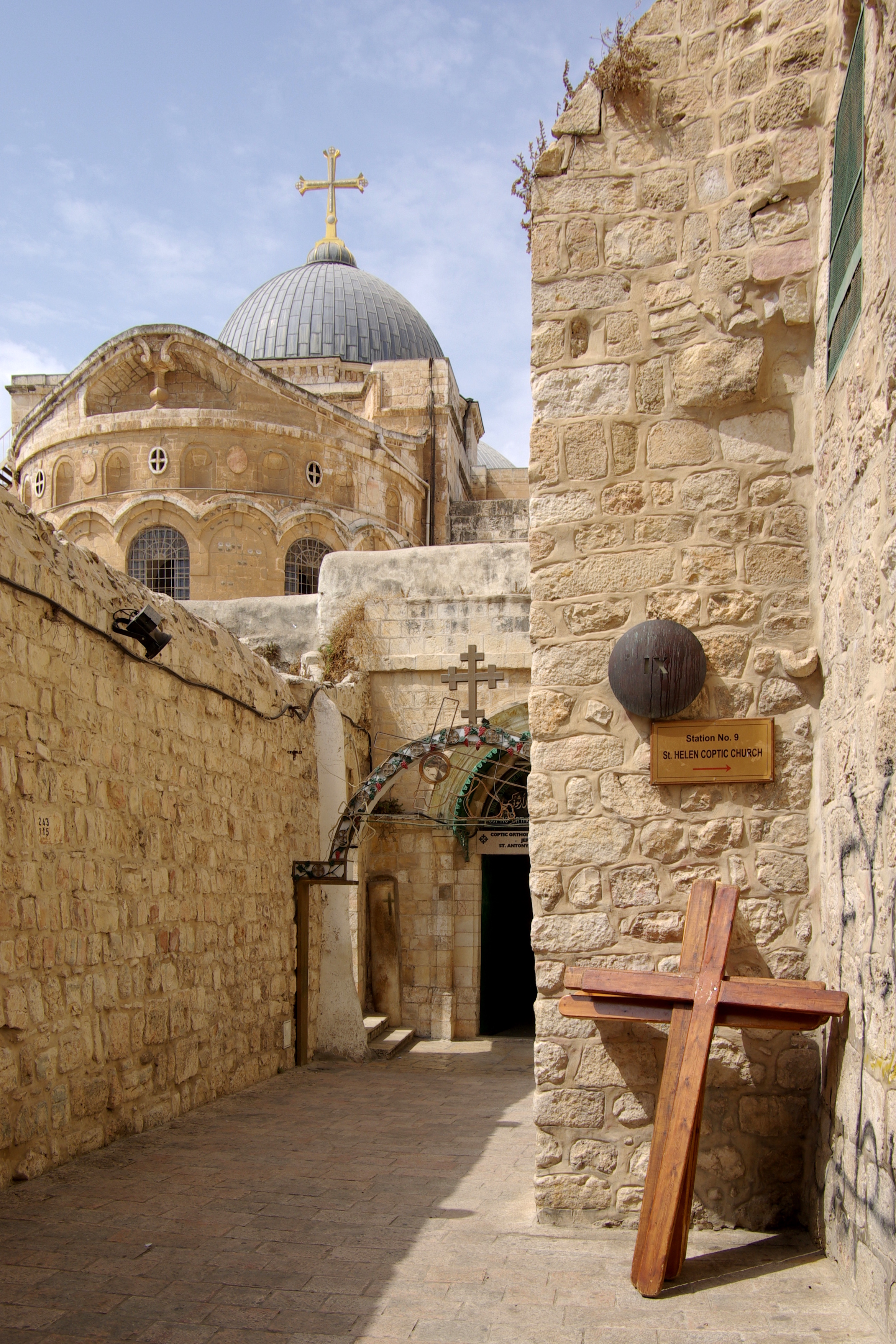
كنيسة القيامة في القدس.

ومن المواقع الأخرى ذات الأهمية الدينية في إسرائيل هي الناصرة (المقدسة في المسيحية كموقع تكريمي لمريم العذراء)، وطبريا وصفد (من المدن الأربع المقدسة في اليهودية)، والمسجد الأبيض في الرملة (المقدسة في الإسلام كمزار النبي صالح)، وكنيسة القديس جاورجيوس في اللد (المقدسة في المسيحية والإسلام كقبر القديس جرجس أو الخضر)، ومقام النبي شعيب في حطين (المقدسة في المذهب الدرزي كقبر النبي شعيب). يقع المركز الإداري للإيمان البهائي وضريح الباب في المركز البهائي العالمي في حيفا؛ وضريح زعيم الدين البهائي في عكا. وعلى بعد بضعة أميال جنوب مركز البهائي العالمي، يوجد مسجد محمود المرتبط بحركة الأحمدية الإصلاحية. حي الكبابير، وهو حي مختلط لليهود والعرب الأحمديين هو الوحيد من نوعه في البلاد.

### التعليم

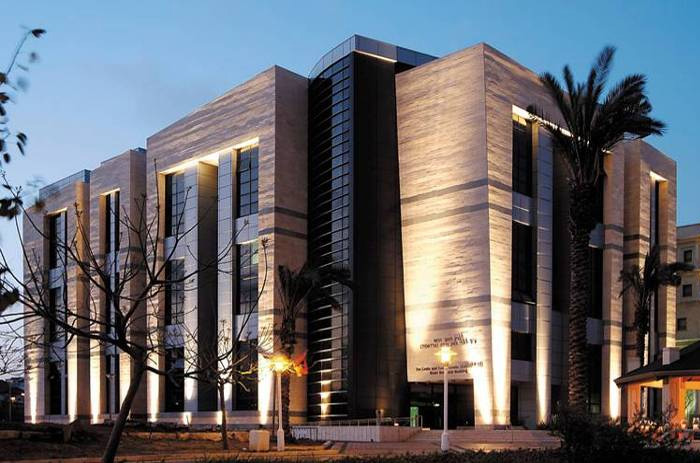
مركز أبحاث الدماغ المتعدد التخصصات في جامعة بار إيلان.

التعليم ذو قيمة عالية في الثقافة الإسرائيلية وكان ينظر وكان ينظر إليه بصفتة عنصرًا أساسيًّا لدى الإسرائيليين القدماء. كانت الجاليات اليهودية في المشرق أول من أدخل مفهوم التعليم الإلزامي الذي كان المجتمع المنظم مسؤولاً عنه، وليس فقط الوالدين. امتدح العديد من قادة الأعمال الدوليين، مثل بيل جيتس مؤسس شركة مايكروسوفت، إسرائيل لجودتها العالية في التعليم وفي المساعدة في تحفيز التنمية الاقتصادية والازدهار التكنولوجي في إسرائيل. في عام 2015، احتلت البلاد المرتبة الثالثة بين أعضاء منظمة التعاون الاقتصادي والتنمية (بعد كندا واليابان لنسبة السكان من عمر 25 إلى 64 عامًا الذين حصلوا على التعليم العالي، حيث وصلت النسبة إلى 49% مقارنة بمتوسط منظمة التعاون الاقتصادي والتنمية البالغ 35%. في عام 2012، احتلت البلاد المرتبة الثالثة في العالم من حيث عدد الشهادات الأكاديمية للفرد (20% من السكان).

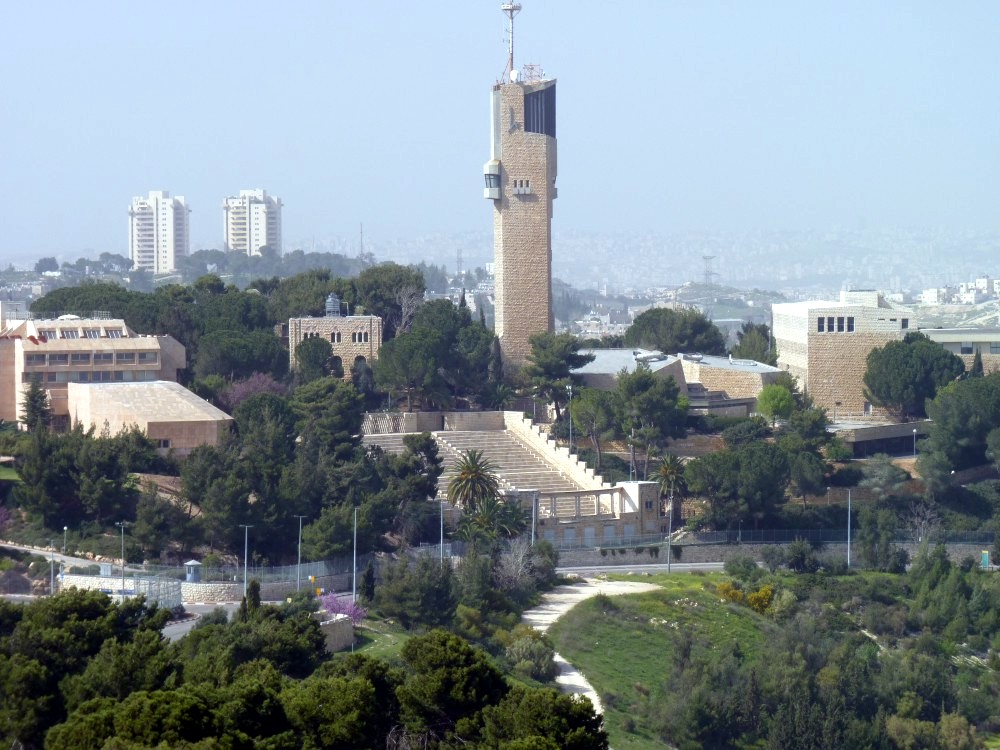
حرم جامعة القدس العبرية.

يبلغ متوسط العمر المتوقع في المدرسة في إسرائيل 16 عامًا ومعدل الإلمام بالقراءة والكتابة 97.8%. أنشأ قانون التعليم الحكومي، الصادر عام 1953، خمسة أنواع من المدارس: العلمانية الحكومية، والدينية الحكومية، والأرثوذكسية المشددة، ومدارس التسوية المجتمعية، والمدارس العربية. المدارس العلمانية العامة هي أكبر مجموعة مدرسية في إسرائيل، ويحضرها غالبية التلاميذ اليهود وغير العرب في إسرائيل. معظم العرب يرسلون أطفالهم إلى المدارس حيث اللغة العربية هي لغة التدريس. التعليم إلزامي في إسرائيل للأطفال الذين تتراوح أعمارهم بين ثلاثة وثمانية عشر عامًا. وينقسم التعليم إلى ثلاثة مستويات - المدرسة الابتدائية (الصفوف 1-6)، والمدرسة الإعدادية (الصفوف من سابع إلى تاسع)، والثانوية (الصفوف 10-12) - وتتوج باختبارات شهادة البجروت أو الثانوية العامة. يُعد إجادة المواد الأساسية مثل الرياضيات، واللغة العبرية، والأدب العبري، واللغة الإنجليزية، والتاريخ، والعلوم التوراتية ضروريًا للحصول على شهادة البحروت. لدى السكان اليهود في إسرائيل مستوى عالٍ نسبياً من التحصيل العلمي حيث يحمل أقل من نصف جميع اليهود الإسرائيليين (46%) درجات ما بعد الثانوية. ظل هذا الرقم مستقراً في مستويات التحصيل العلمي المرتفعة بالفعل على مدى الأجيال الأخيرة. لدى اليهود الإسرائيليين (من سن 25 وما فوق) متوسط 11.6 عامًا من التعليم، مما يجعلهم واحدة من أكثر المجموعات الدينية تعليماً على مستوى العالم.

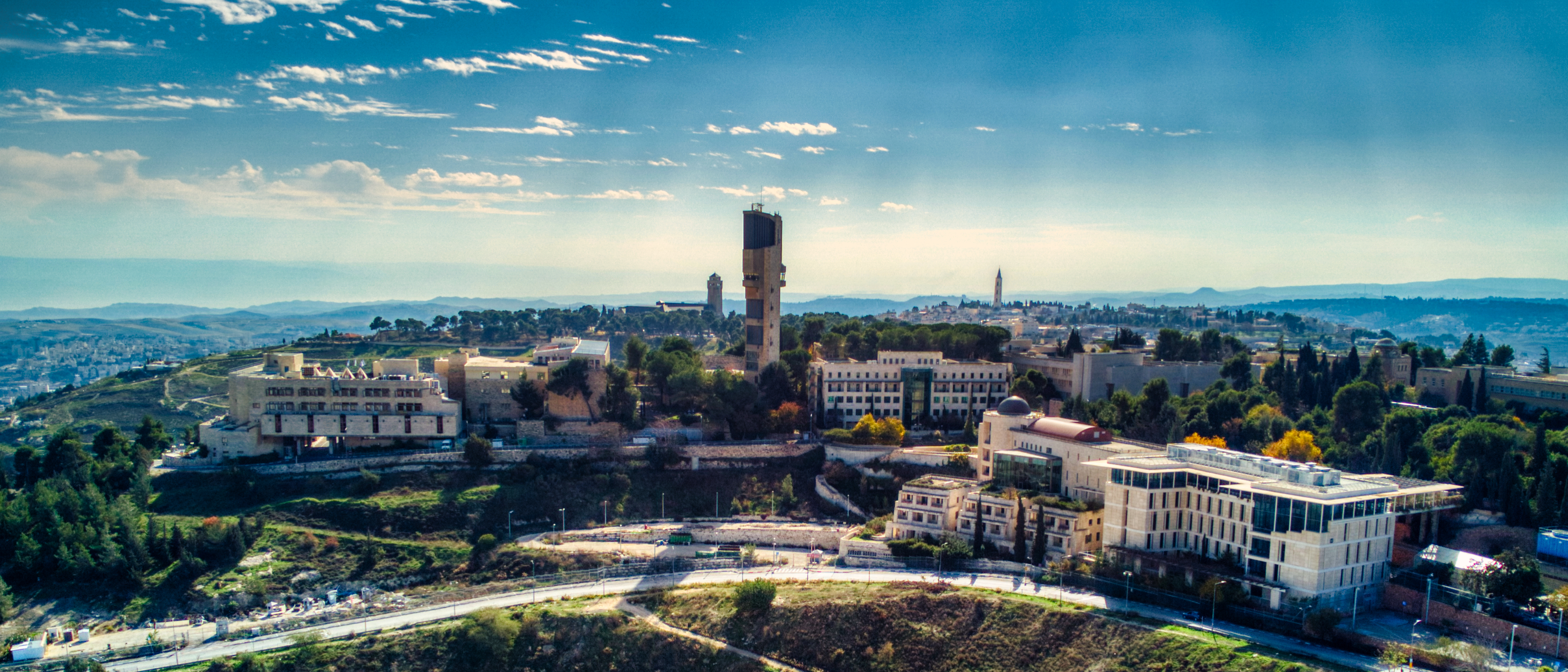
حرم جبل المشارف التابع للجامعة العبرية في القدس.

في المدارس العربية والمسيحية والدرزية، يتم استبدال امتحان الدراسات التوراتية بامتحان التربية والتراث الإسلامي أو المسيحي أو الدرزي. وصفت معاريف المجتمع المسيحي العربي بأنه «الأكثر نجاحًا في نظام التعليم» في إسرائيل، لأن المسيحيين حققوا أفضل النتائج في التعليم مقارنةً بأي جماعة دينية آخرى في إسرائيل. الأطفال الإسرائيليين من العائلات الناطقة باللغة الروسية لديهم معدل نجاح عالي في مستوى المدرسة الثانوية. بين الأطفال المهاجرين الذين ولدوا في الاتحاد السوفياتي السابق، فإن معدل نجاح البجروت كان أعلى بين تلك الأسر من دول الاتحاد السوفيتي السابق بنسبة 62.6% وأقل بين العائلات من دول آسيا الوسطى ومنطقة القوقاز. في عام 2014، حصل 61.5% من طلاب الصف الثاني عشر في إسرائيل على شهادة الثانوية العامة.
لدى إسرائيل تقاليد عريقة في التعليم العالي حيث كان التعليم الجامعي الجيد مسؤولاً إلى حد كبير عن حفز التنمية الاقتصادية الحديثة للأمم. يوجد في إسرائيل تسع جامعات عامة مدعومة من الدولة وحوالي 49 كلية خاصة. الجامعة العبرية في القدس، هي ثاني أقدم جامعة في إسرائيل بعد التخنيون، وتضم مكتبة إسرائيل الوطنية على أكبر مستودع في العالم لليهودية والعلوم العبرية. احتلت جامعة التخنيون والجامعة العبرية على مدار سنين المراتب الأولى بين أفضل 100 جامعة في العالم من خلال التصنيف الأكاديمي لجامعات العالم المرموق. ومن بين الجامعات الكبرى الأخرى في البلاد معهد وايزمان للعلوم وجامعة تل أبيب وجامعة بن غوريون في النقب وجامعة بار إيلان وجامعة حيفا وجامعة إسرائيل المفتوحة. جامعة أرئيل في الضفة الغربية، هي أحدث مؤسسة جامعية، تمت ترقيتها من حالة الكلية، وهي الأولى منذ أكثر من ثلاثين عامًا.

## الاقتصاد

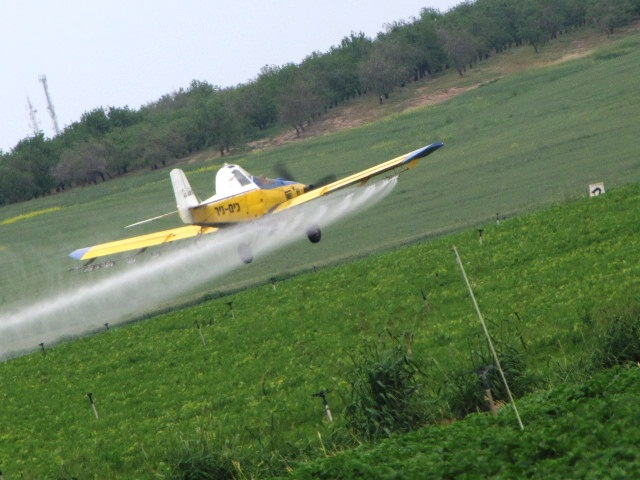
تقنية الري بالتنقيط للحقول الزراعية.

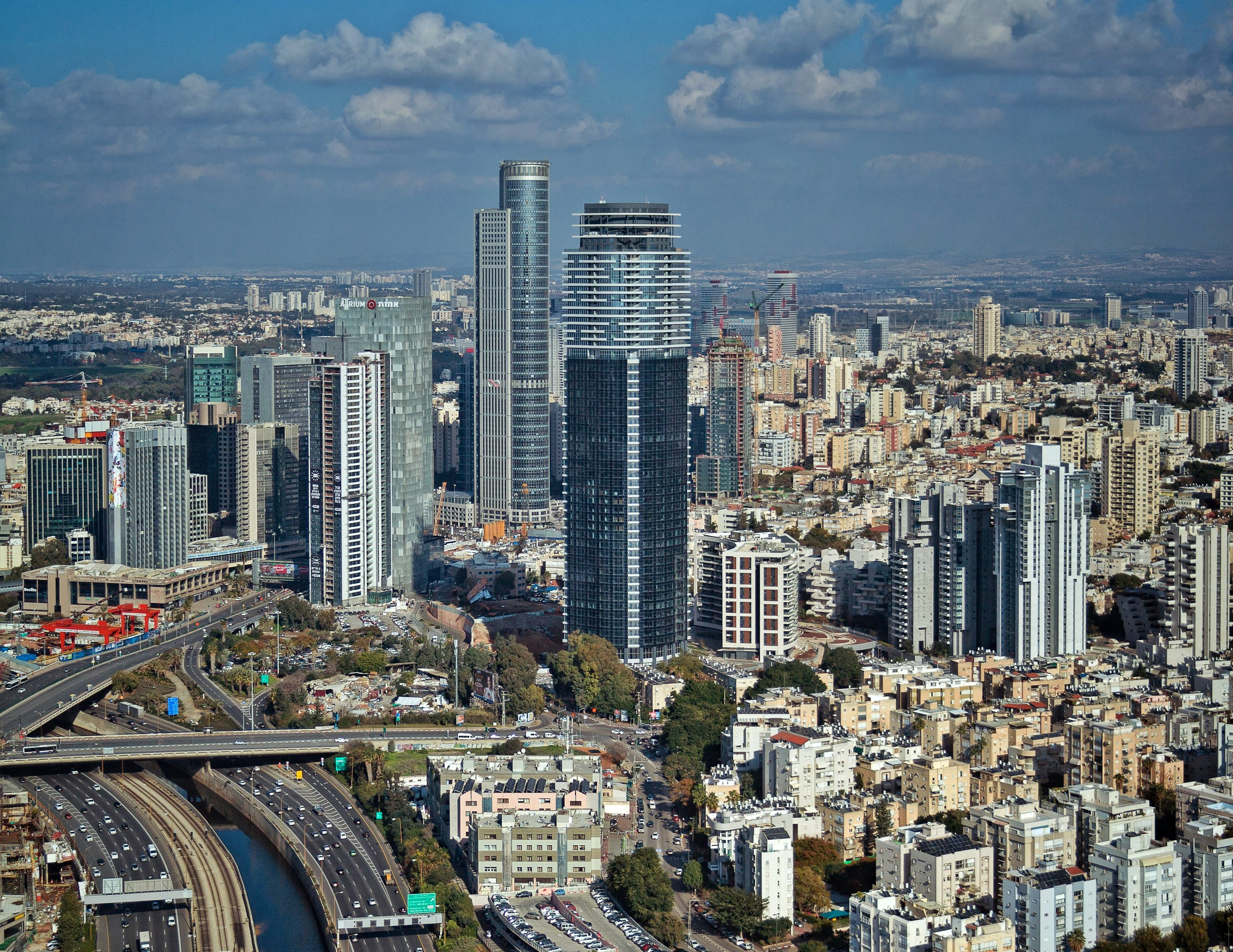
منطقة بورصة الماس في رامات جان.

تعتبر إسرائيل الدولة الأكثر تقدماً في جنوب غرب آسيا والشرق الأوسط في التنمية الاقتصادية والصناعية. ويُعد التعليم الجامعي الجيد في إسرائيل وإنشاء مجتمع ذو دوافع عالية ومتعلمين، من الأسباب المسؤولة إلى حد كبير عن تحفيز الطفرة التكنولوجية العالية في البلاد والتنمية الاقتصادية السريعة. في عام 2010، انضمت البلاد إلى منظمة التعاون الاقتصادي والتنمية. احتلت البلاد المرتبة 16 في تقرير التنافسية العالمي الصادر عن المنتدى الاقتصادي العالمي، والمرتبة 54 في مؤشر سهولة ممارسة الأعمال الصادر عن البنك الدولي. احتلت إسرائيل أيضاً المرتبة الخامسة في العالم من حيث نصيب الأشخاص في الوظائف عالية المهارة. وتغطي البيانات الاقتصادية الإسرائيلية الأراضي الاقتصادية في إسرائيل، بما في ذلك مرتفعات الجولان والقدس الشرقية والمستوطنات الإسرائيلية في الضفة الغربية.

قاعة في بورصة تل أبيب.

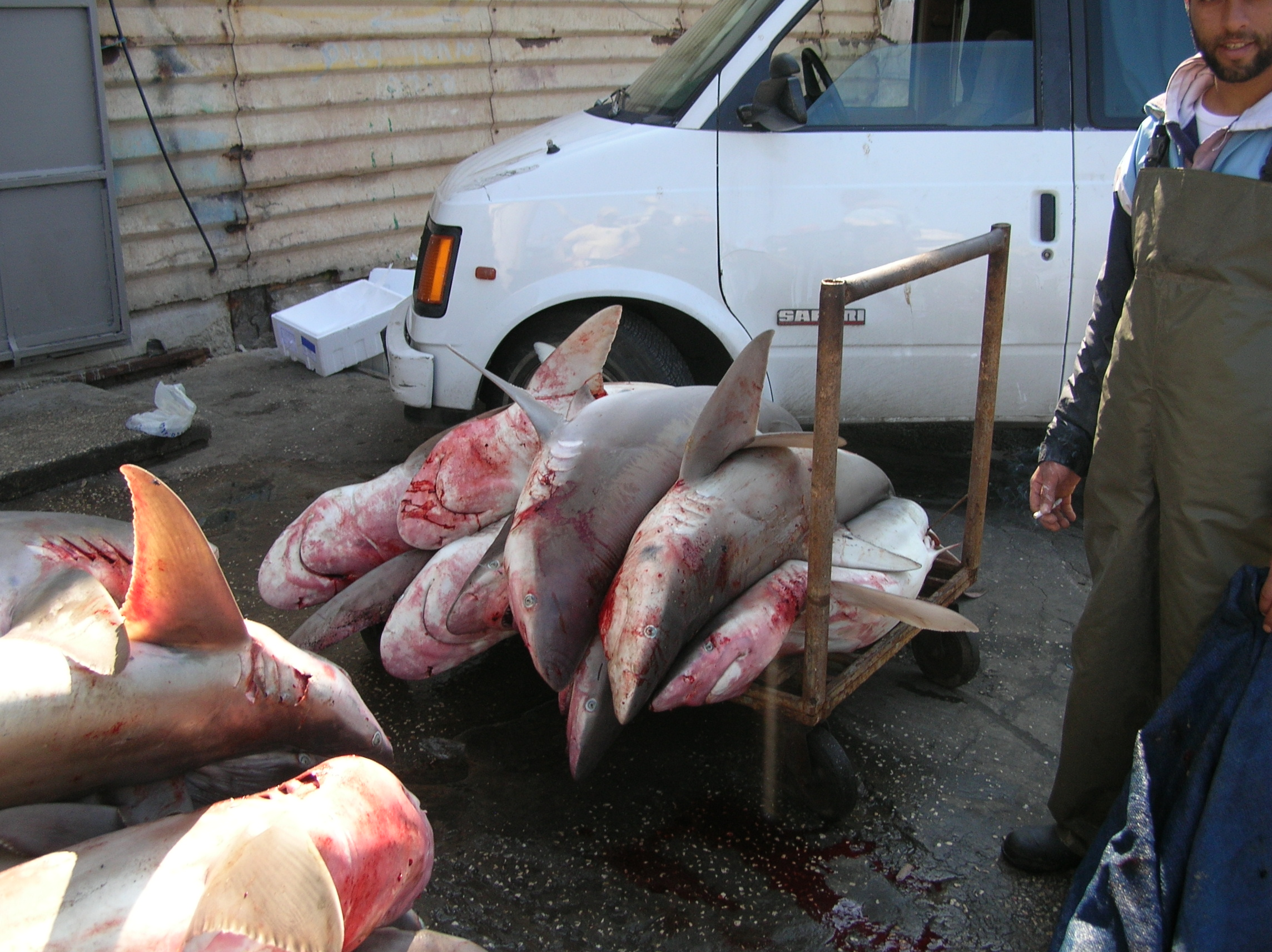
الثروة السمكية في إسرائيل.

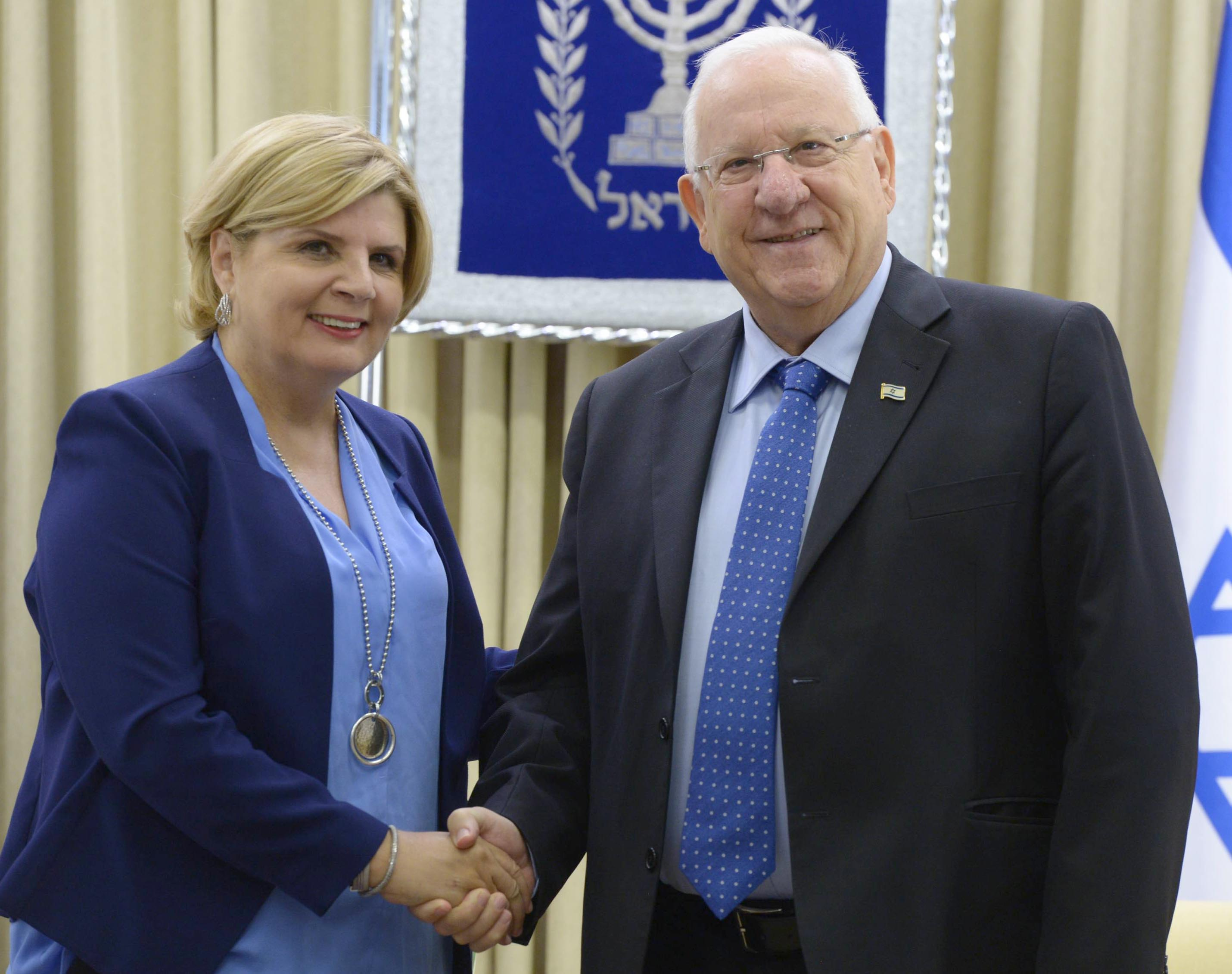
أورنا باربيفاي وزيرة الاقتصاد السابقة، وهي لواء متقاعد في الجيش الإسرائيلي.

على الرغم من محدودية الموارد الطبيعية، فإن التطوير المكثف للقطاعين الزراعي والصناعي على مدار العقود الماضية جعل إسرائيل تتمتع بالاكتفاء الذاتي إلى حد كبير في إنتاج الغذاء، باستثناء الحبوب ولحوم البقر. تشمل الواردات إلى إسرائيل، والتي بلغ مجموعها 66.76 مليار دولار في عام 2017، المواد الخام والمُعدات العسكرية والسلع الاستثمارية والألماس الخام والوقود والحبوب والسلع الإستهلاكية. وتشمل الصادرات الرائدة الآلات والمعدات والبرمجيات والألماس المقطوع والمنتجات الزراعية والمواد الكيميائية والمنسوجات والملابس؛ وفي عام 2017، بلغت الصادرات الإسرائيلية بحوالي 60.6 مليار دولار. يحتفظ بنك إسرائيل بمبلغ 113 مليار دولار من احتياطي النقد الأجنبي. منذ عقد 1970، تلقت إسرائيل مساعدات عسكرية من الولايات المتحدة، فضلاً عن مساعدات اقتصادية في شكل ضمانات قروض، والتي تشكل الآن ما يقرب من نصف ديون إسرائيل الخارجية. لدى إسرائيل واحدة من أقل الديون الخارجية في العالم المتقدم، وهي مقرض من حيث صافي الديون الخارجية، والتي بلغت في عام 2015 فائضاً قدره 69 مليار دولار.

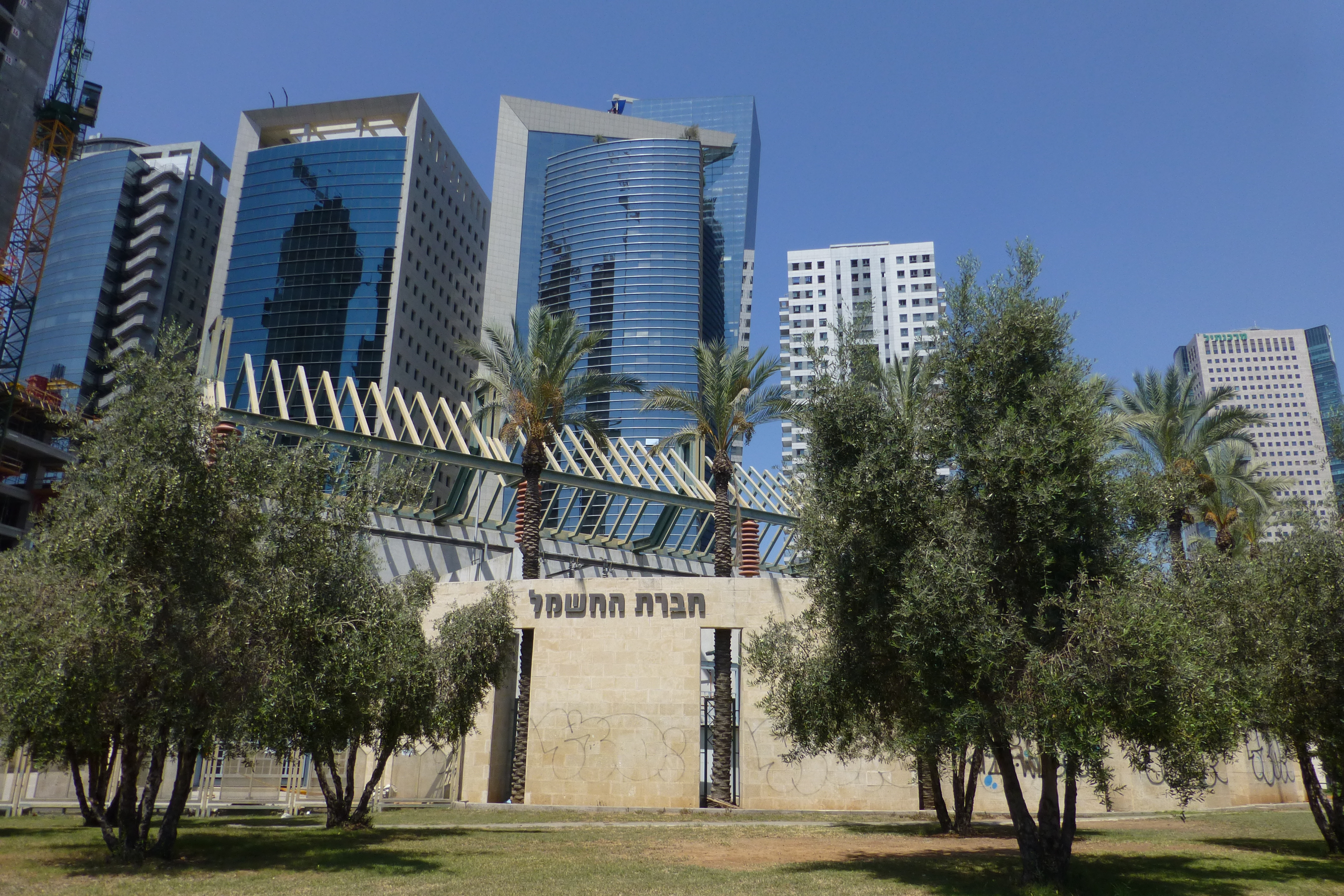
شركات في إسرائيل.

تمتلك إسرائيل ثاني أكبر عدد من الشركات الناشئة في العالم بعد الولايات المتحدة، وثالث أكبر عدد من الشركات المدرجة في بورصة نازداك بعد الولايات المتحدة والصين. قامت شركات مثل إنتل ومايكروسوفت ببناء أول منشآت بحث وتطوير في الخارج في إسرائيل، كما افتتحت شركات أخرى متعددة الجنسيات وعالية التقنية، مثل آي بي إم، وجوجل، وأبل، وهوليت-باكارد، وسيسكو سيستمز، وفيسبوك، وموتورولا مراكز البحث والتطوير في البلاد. في عام 2007، قامت شركة بيركشير هاثاواي القابضة التابعة للمستثمر الأمريكي وارن بافت بشراء الشركة الإسرائيلية إيسكار، وهي أول عملية استحواذ لها خارج الولايات المتحدة، مقابل 4 مليارات دولار.
أيام العمل في إسرائيل هي من يوم الأحد إلى يوم الخميس (العمل أسبوعياً يستمر لمدة خمسة أيام)، أو يوم الجمعة (العمل أسبوعياً يستمر لمدة ستة أيام). وفي مناسبة يوم السبت، في الأماكن التي يكون يوم الجمعة فيها يوم عمل وأغلب السكان من اليهود، يكون يوم الجمعة هو «يوم قصير»، ويستمر عادةً حتى الساعة 2:00 ظهراً في فصل الشتاء، أو 16:00 في فصل الصيف. تم طرح العديد من المقترحات لضبط أسبوع العمل مع غالبية العالم، وجعل يوم الأحد يوم عطلة، مع تمديد وقت العمل في أيام أخرى أو استبدال يوم الجمعة بيوم الأحد كيوم عمل.

### العلوم والتكنولوجيا

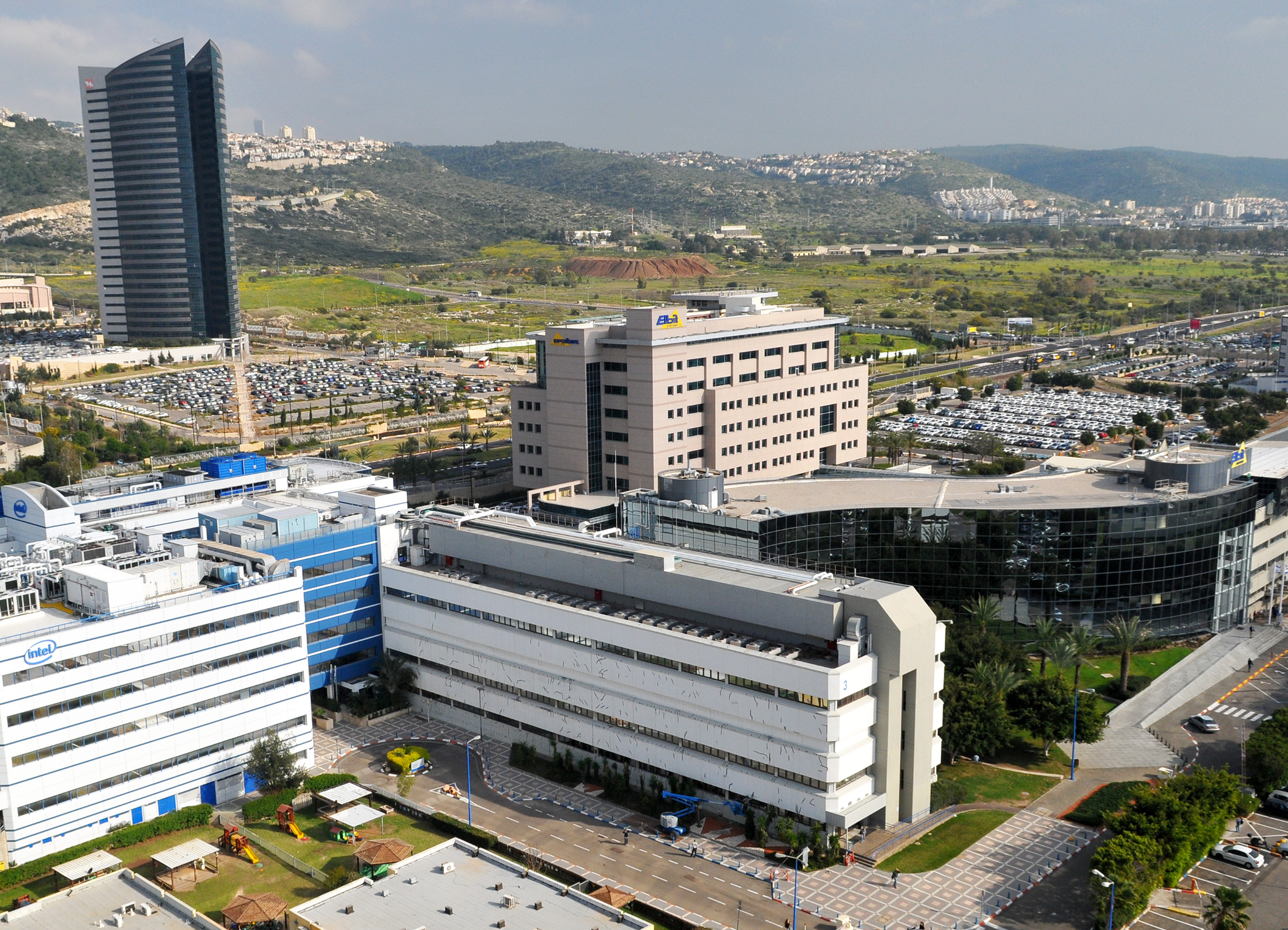
بارك ماتام للتكنولوجيا في حيفا.

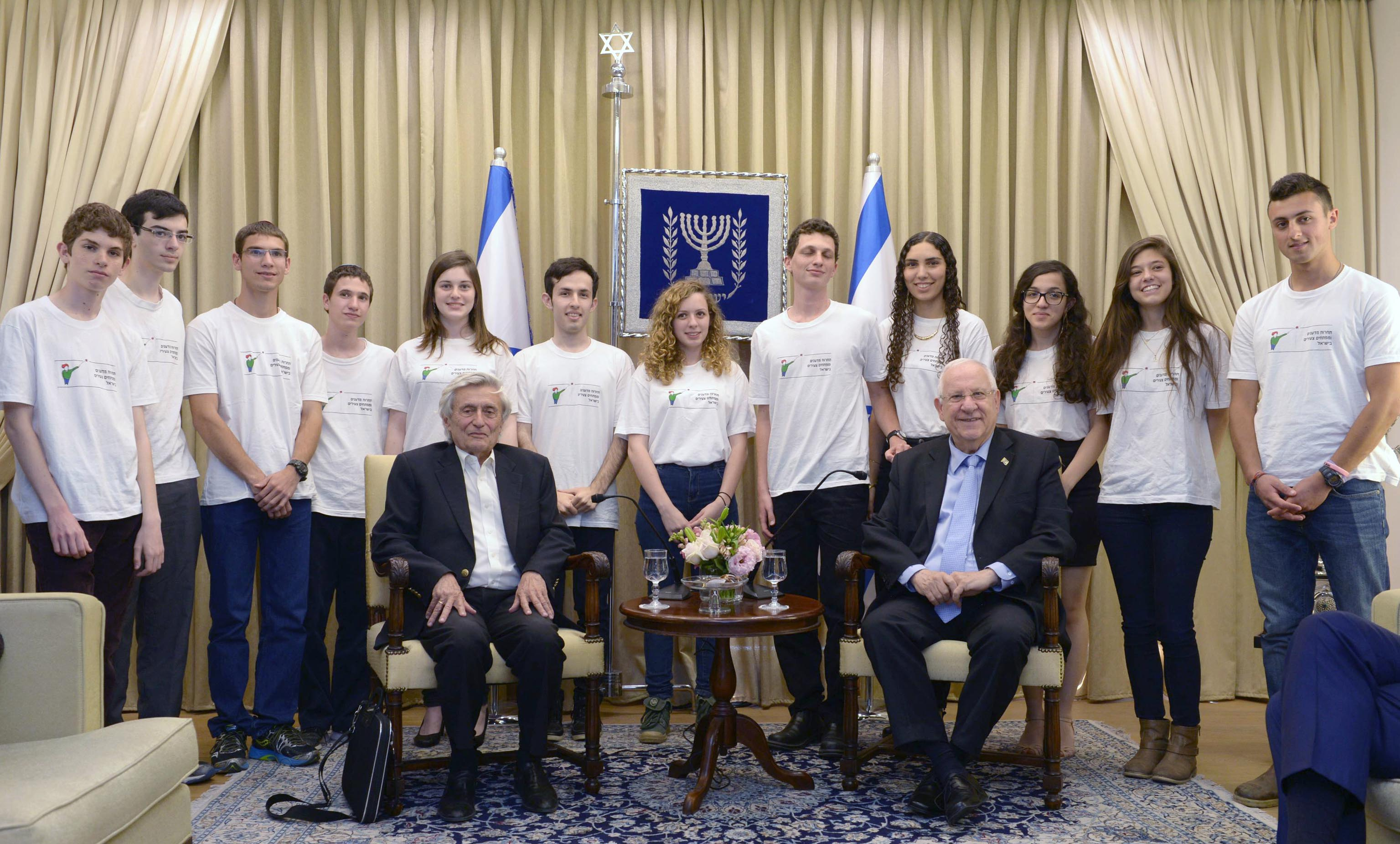
مسابقة العلماء والمطورين الشباب في إسرائيل، 2015

طوّرت إسرائيل التقنيات الحديثة في البرمجيات والاتصالات وعلوم الحياة لتتم مقارنتها مع وادي السيليكون.

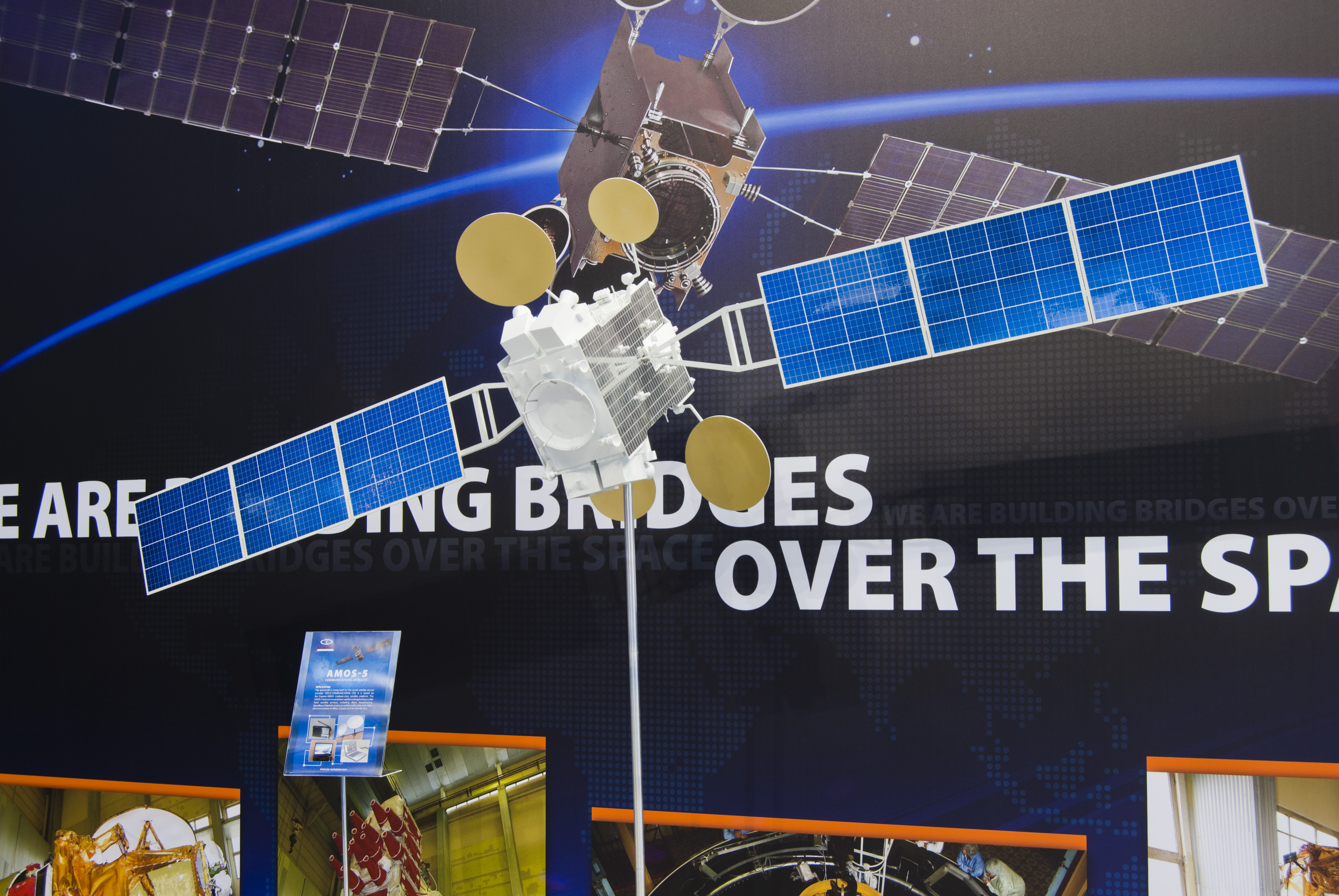
"عاموس" أقمار صناعية إسرائيلية الصنع منخفضة التكلفة.

تحتل إسرائيل المرتبة الخامسة في مؤشر بلومبيرغ للإبتكار لعام 2019، وهي الأولى في العالم من ناحية الإنفاق على البحث والتطوير كنسبة مئوية من الناتج المحلي الإجمالي. تفخر إسرائيل بوجود 140 عالماً وفنياً ومهندساً لكل 10,000 موظف، وهو أعلى رقم في العالم (مقارنةً بحوالي 85 في الولايات المتحدة). وأنجبت إسرائيل ستة علماء حائزين على جائزة نوبل منذ عام 2004، وقد صنفت في كثير من الأحيان كواحدة من الدول التي لديها أعلى نسب من الأوراق العلمية للفرد الواحد في العالم. وقادت إسرائيل العالم في أبحاث الخلايا الجذعية للفرد الواحد منذ عام 2000. وتم تصنيف الجامعات الإسرائيلية بين أفضل 50 جامعة في العالم في علوم الكمبيوتر (التخنيون - معهد إسرائيل للتكنولوجيا وجامعة تل أبيب) والرياضيات (الجامعة العبرية في القدس) والكيمياء (معهد وايزمان للعلوم).

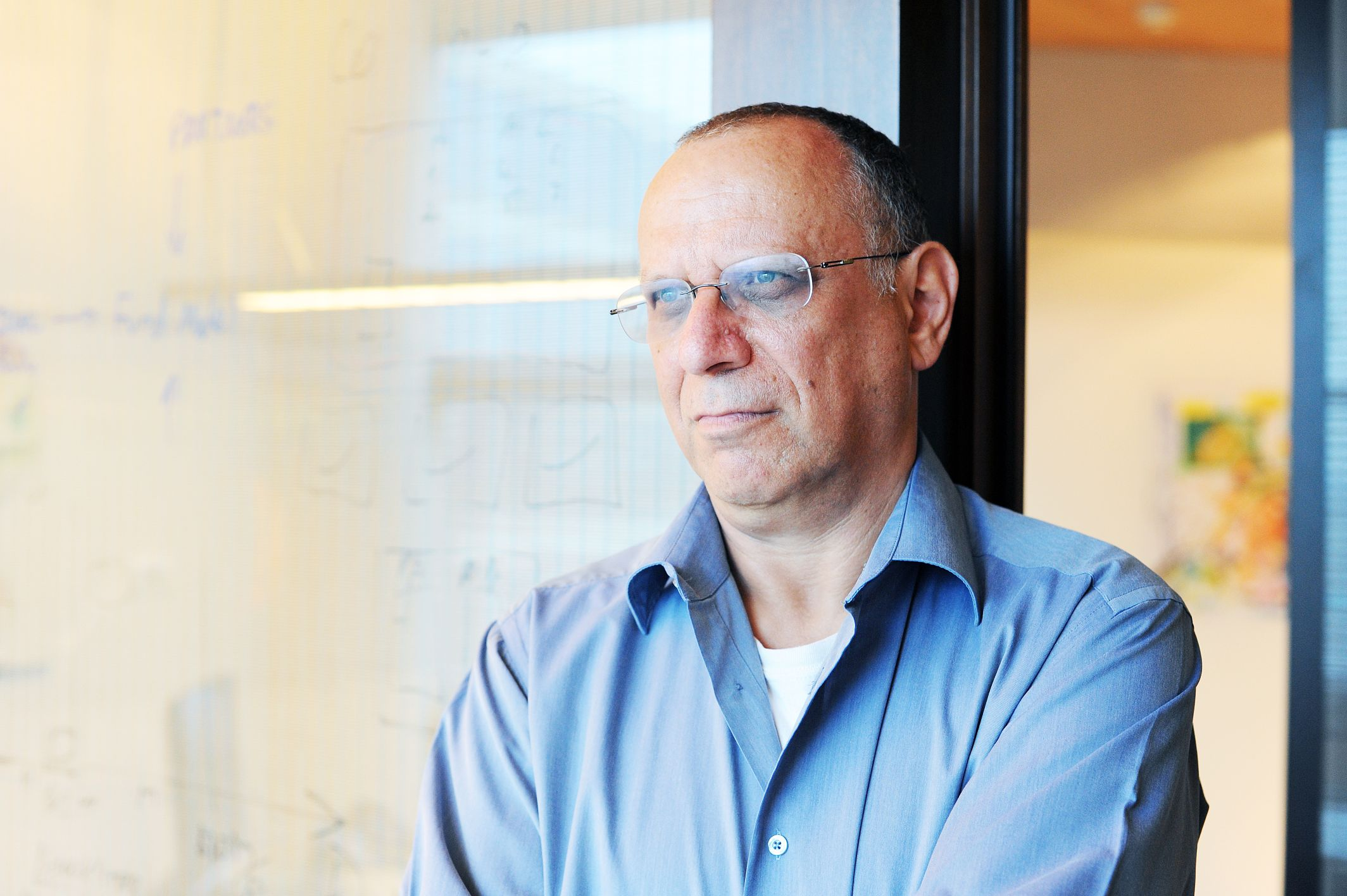
دوف موران مخترع الفلاشة يو آس بي لنقل البيانات بين أجهزة الكمبيوتر.

في عام 2012، احتلت إسرائيل المرتبة التاسعة في العالم من خلال مؤشر التنافسية الفضائية في فوترون. تنسق وكالة الفضاء الإسرائيلية جميع برامج أبحاث الفضاء الإسرائيلية مع أهداف علمية وتجارية، وصممت وصنعت على الأقل 13 من الأقمار الصناعية التجارية والبحثية والتجسسية. وتم تصنيف بعض الأقمار الصناعية الإسرائيلية بين أكثر أنظمة الفضاء تطوراً في العالم. وتعد شافيت مركبة إطلاق فضائية أنتجتها إسرائيل لإطلاق أقمار صناعية صغيرة في المدار الأرضي المنخفض. وتم إطلاقه لأول مرة في عام 1988، مما جعل إسرائيل الدولة الثامنة التي تمتلك قدرة إطلاق فضائية. في عام 2003، أصبح ايلان رامون أول رائد فضاء إسرائيلي، يعمل كخبير متخصص في الحمولة الناقلة STS-107، المهمة التي أودت إلى كارثة مكوك الفضاء كولومبيا.

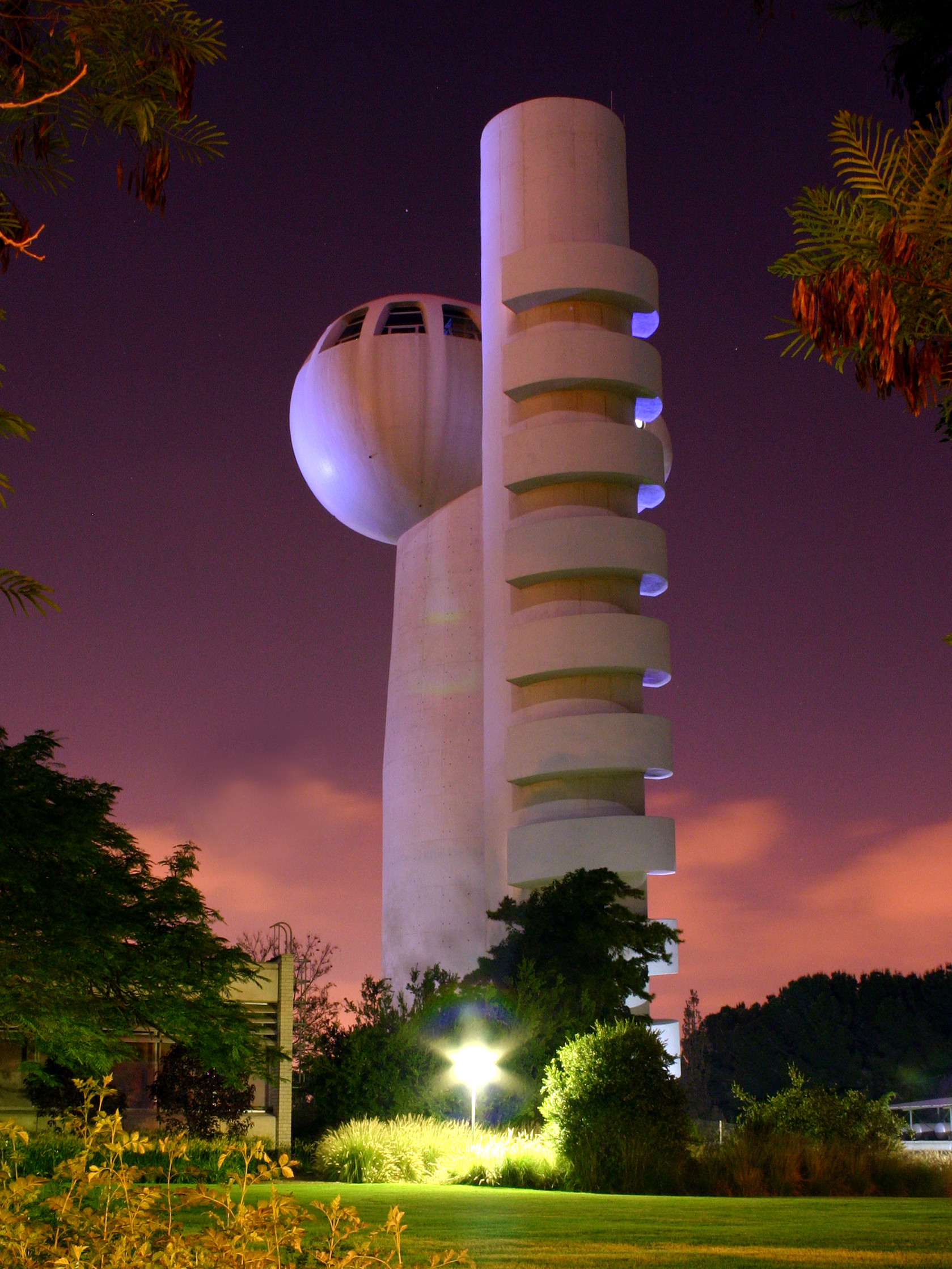
معهد وايزمان للعلوم.

وقد أدى النقص المستمر في المياه في البلاد إلى تشجيع الإبتكار في تقنيات الحفاظ على المياه، وتم ابتكار تحديث زراعي كبير، وهو الري بالتنقيط في إسرائيل. إسرائيل هي أيضاً في طليعة التكنولوجيا لتحلية المياه وإعادة تدوير المياه. تعد محطة سوريك لتحلية المياه أكبر منشأة لتحلية مياه البحر بالتناضح العكسي في العالم. وبحلول عام 2014، قدمت برامج تحلية المياه في إسرائيل حوالي 35% من مياه الشرب في إسرائيل، ومن المتوقع أن توفر 40% بحلول عام 2015 وحوالي 70% بحلول عام 2050. واعتباراً من عام 2015، يتم إنتاج أكثر من 50% من المياه للأسر الإسرائيلية والزراعة والصناعة بشكل مصطنع. وتستضيف البلاد معرض ومؤتمر سنوي لتكنولوجيا المياه والتحكم البيئي والذي يستقطب آلاف الأشخاص من جميع أنحاء العالم. في عام 2011، بلغت قيمة صناعة تكنولوجيا المياه في إسرائيل حوالي 2 مليار دولار سنويًا مع صادرات سنوية من المنتجات والخدمات بعشرات الملايين من الدولارات. نتيجة للإبتكارات في تقنية التناضح العكسي، من المقرر أن تصبح إسرائيل مصدراً صافياً للمياه في السنوات القادمة.

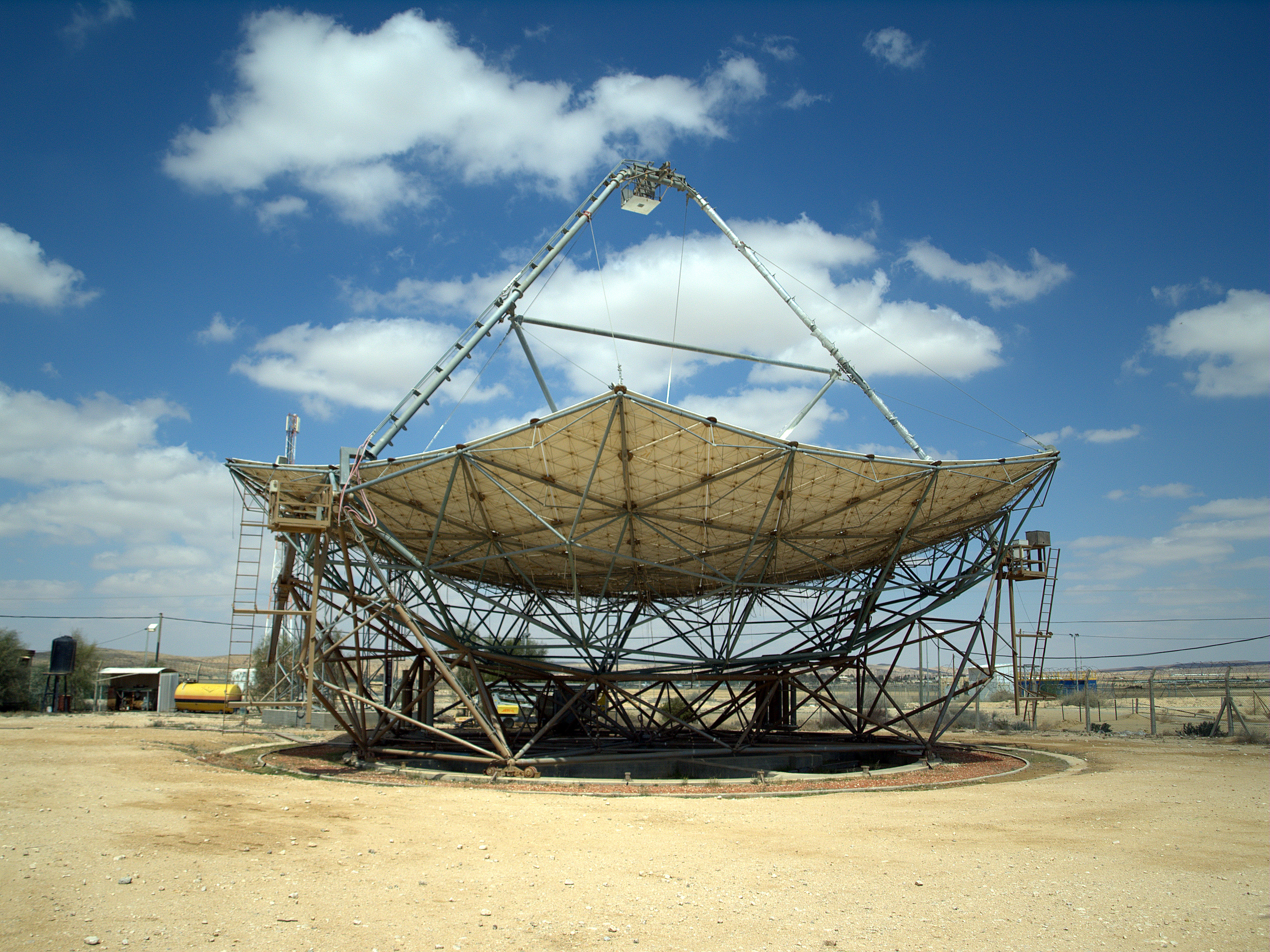
أكبر طبق شمسي مكافئ في العالم في مركز بن غوريون الوطني للطاقة الشمسية.

لقد احتضنت إسرائيل الطاقة الشمسية؛ وتمت هندستها على أحدث تقنيات الطاقة الشمسية، حيث تعمل شركات الطاقة الشمسية الإسرائيلية في مشاريع حول العالم. وتستخدم أكثر من 90% من المنازل الإسرائيلية الطاقة الشمسية للحصول على المياه الساخنة، وهي أعلى نسبة للفرد في العالم. وفقا للأرقام الحكومية، توفر البلاد 8% من استهلاكها للكهرباء سنوياً بسبب استخدامها للطاقة الشمسية في التدفئة. ويخلق الإشعاع الشمسي المتصاعد السنوي المرتفع في خط العرض الجغرافي ظروفاً مثالية لما يُعرف بصناعة البحث والتطوير الشمسي المشهورة عالميًا في صحراء النقب. وتمتلك إسرائيل بنية تحتية حديثة للسيارات الكهربائية وتضم شبكة من محطات الشحن في جميع أنحاء البلاد لتسهيل شحن وتبادل بطاريات السيارات. كان يُعتقد أن هذا كان من شأنه أن يقلل من اعتماد إسرائيل على النفط وخفض تكاليف الوقود لمئات من سائقي السيارات في إسرائيل الذين يستخدمون السيارات التي تعمل فقط بواسطة البطاريات الكهربائية. وتم دراسة النموذج الإسرائيلي من قبل عدة دول ويجري تنفيذه في الدنمارك وأستراليا. ومع ذلك، أغلقت شركة السيارات الكهربائية الإسرائيلية بيتر بليس الرائدة في عام 2013.
حلّت إسرائيل في المركز 14 في مؤشر الابتكار العالمي عام 2023،  وتراجعت للمركز 15 في مؤشر عام 2024.
 كما حلّت في المركز الخامس في بلومبيرغ إل بي 2019.

### المواصلات والنقل

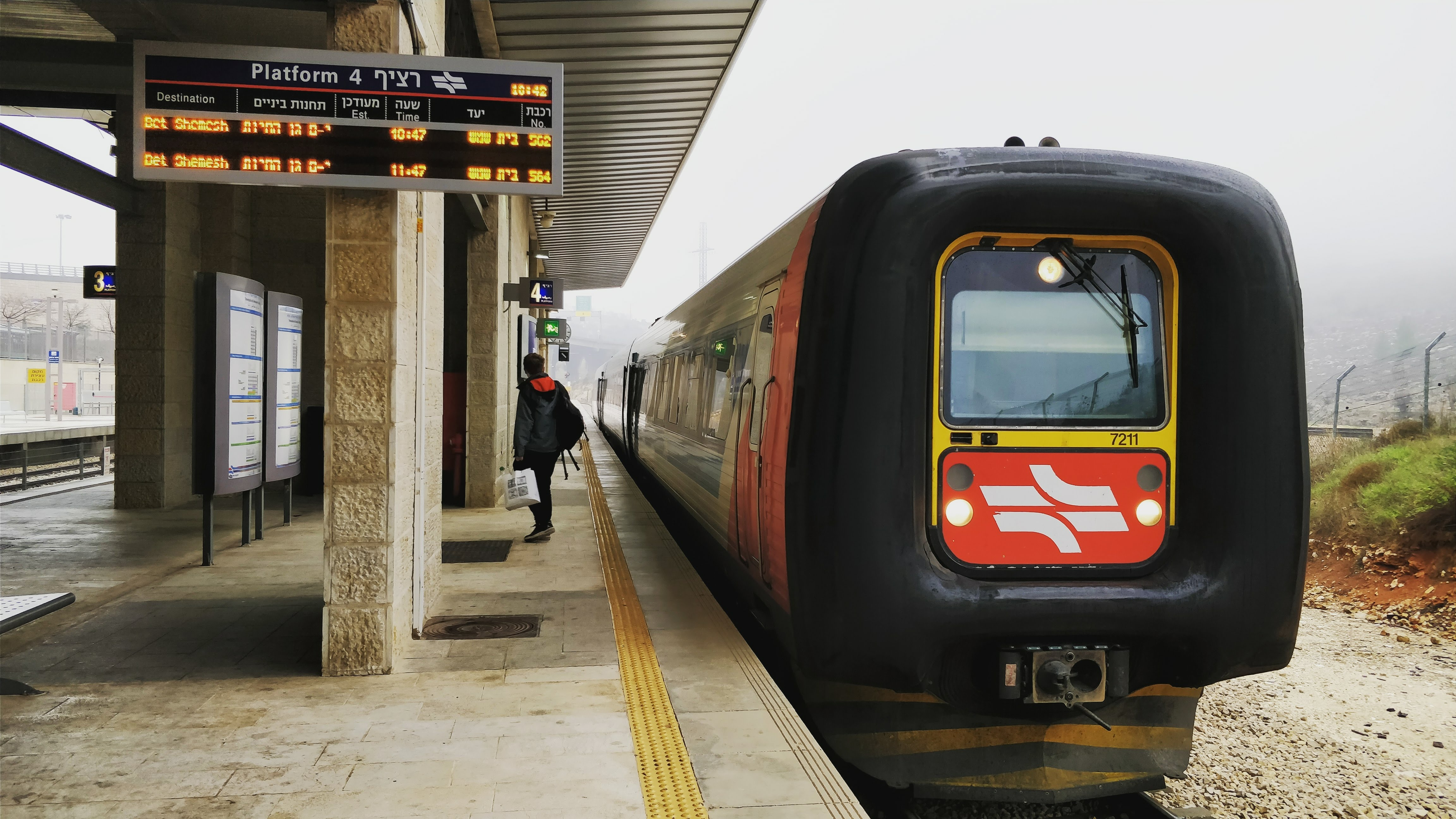
قطار إسرائيلي.

البنية التحتية لقطاع النقل والمواصلات في إسرائيل متطورة وتستمر بالتطور والتوسع اعتمادا على النمو السكاني والعوامل السياسية والكثافة المرورية وتدير هذا القطاع وزارة النقل والمواصلات الإسرائيلية ويبلغ طول شبكة الطرق المعبدة في إسرائيل حوالي 17,870 كم ويوجد في إسرائيل 1924 كيلومتراً (11,945 ميل) من الطرق المعبدة، وثلاثة ملايين سيارة. عدد السيارات لكل 1,000 شخص هو 365، وهي منخفضة نسبياً فيما يتعلق بالبلدان المتقدمة. يوجد في إسرائيل 5,715 حافلة على خطوط مجدولة، تديرها عدة شركات نقل، أكبرها شركة إيجد، والتي تخدم معظم أنحاء البلاد. تمتد السكك الحديدية عبر 1,277 كيلومتراً (793 ميل) ويتم تشغيلها فقط بواسطة خطوط السكك الحديدية الإسرائيلية المملوكة للحكومة. بعد الاستثمارات الكبيرة التي بدأت في أوائل إلى منتصف عقد 1990، زاد عدد ركاب القطارات سنويًا من 2.5 مليون في عام 1990 إلى 53 مليون في عام 2015؛ وتنقل السكك الحديدية أيضًا 7.5 مليون طن من البضائع سنويًا.

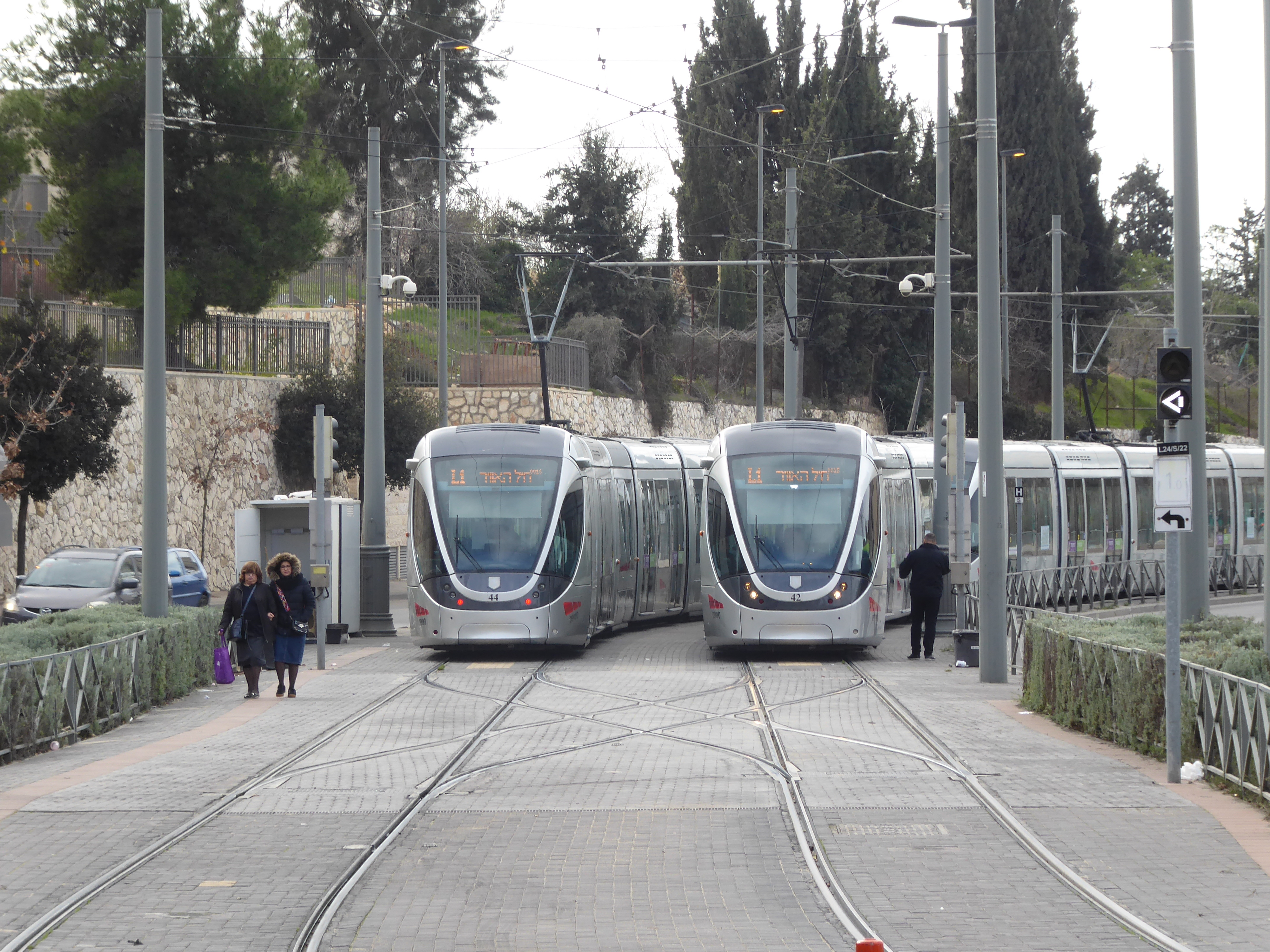
ترام القدس.

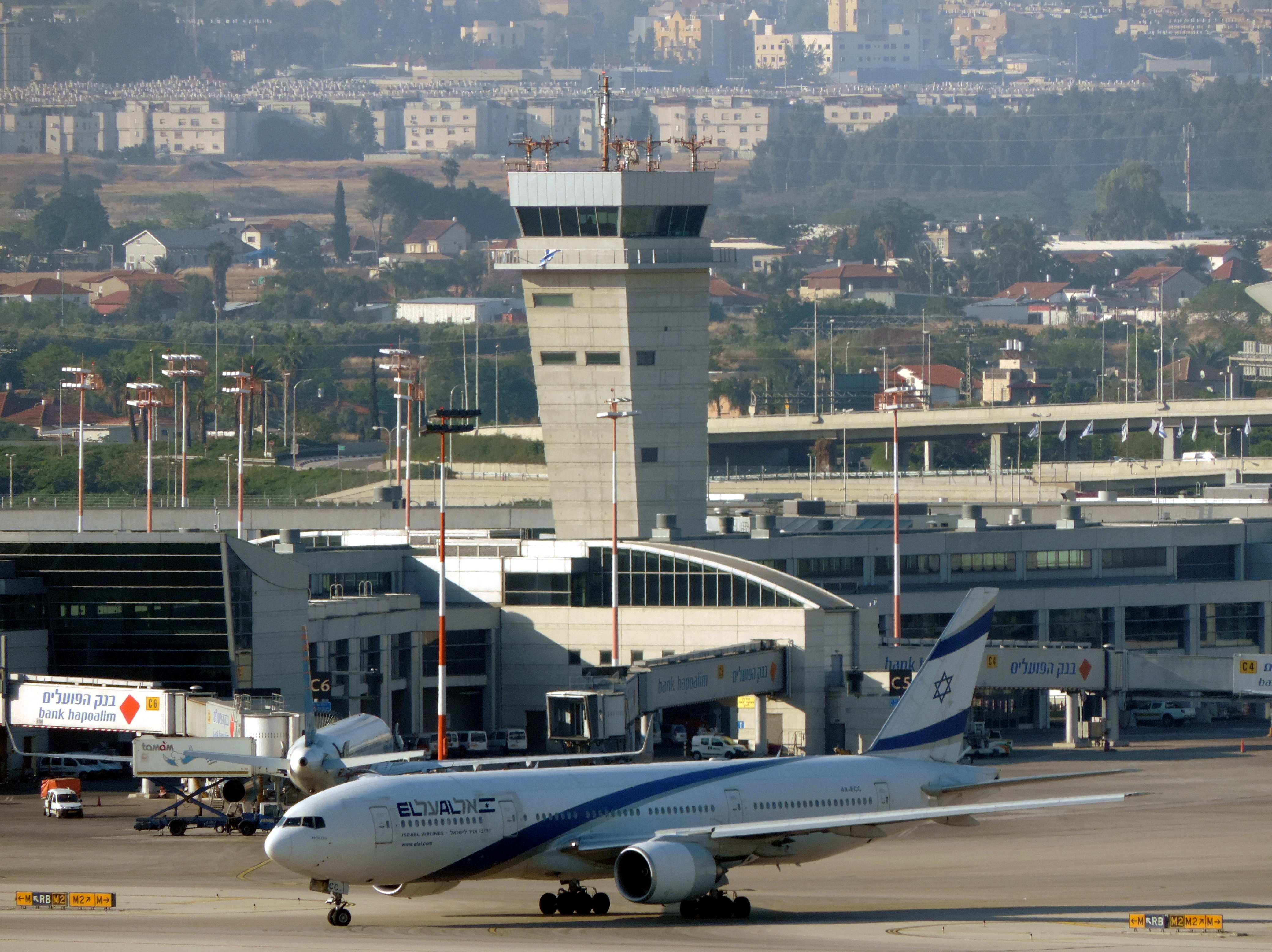
مطار بن غوريون الدولي.

ويعد قطاع النقل البري في إسرائيل من أكثر القطاعات تطوراً تدير شركة ايغيد التعاونية للباصات شبكة حافلات النقل في إسرائيل. يخدم إسرائيل مطاران دوليان، مطار بن غوريون، وهو المركز الرئيسي للبلاد للسفر الجوي الدولي ويقع بالقرب من تل أبيب، ومطار رامون، الذي يخدم مدينة إيلات الساحلية في أقصى الجنوب. هناك العديد من المطارات المحلية الصغيرة أيضًا. بن غوريون، وهو أكبر مطار في إسرائيل، ويتعامل مع أكثر من 15 مليون مسافر في عام 2015. يُعد ميناء حيفا على ساحل البحر الأبيض المتوسط، أقدم وأكبر ميناء في البلاد، في حين أن ميناء أشدود هو واحد من الموانئ المائية العميقة القليلة في العالم التي بنيت على البحر المفتوح. بالإضافة إلى ذلك، يقع ميناء إيلات الأصغر على البحر الأحمر، ويُستخدم بشكل رئيسي للتداول مع دول الشرق الأقصى.

### السياحة

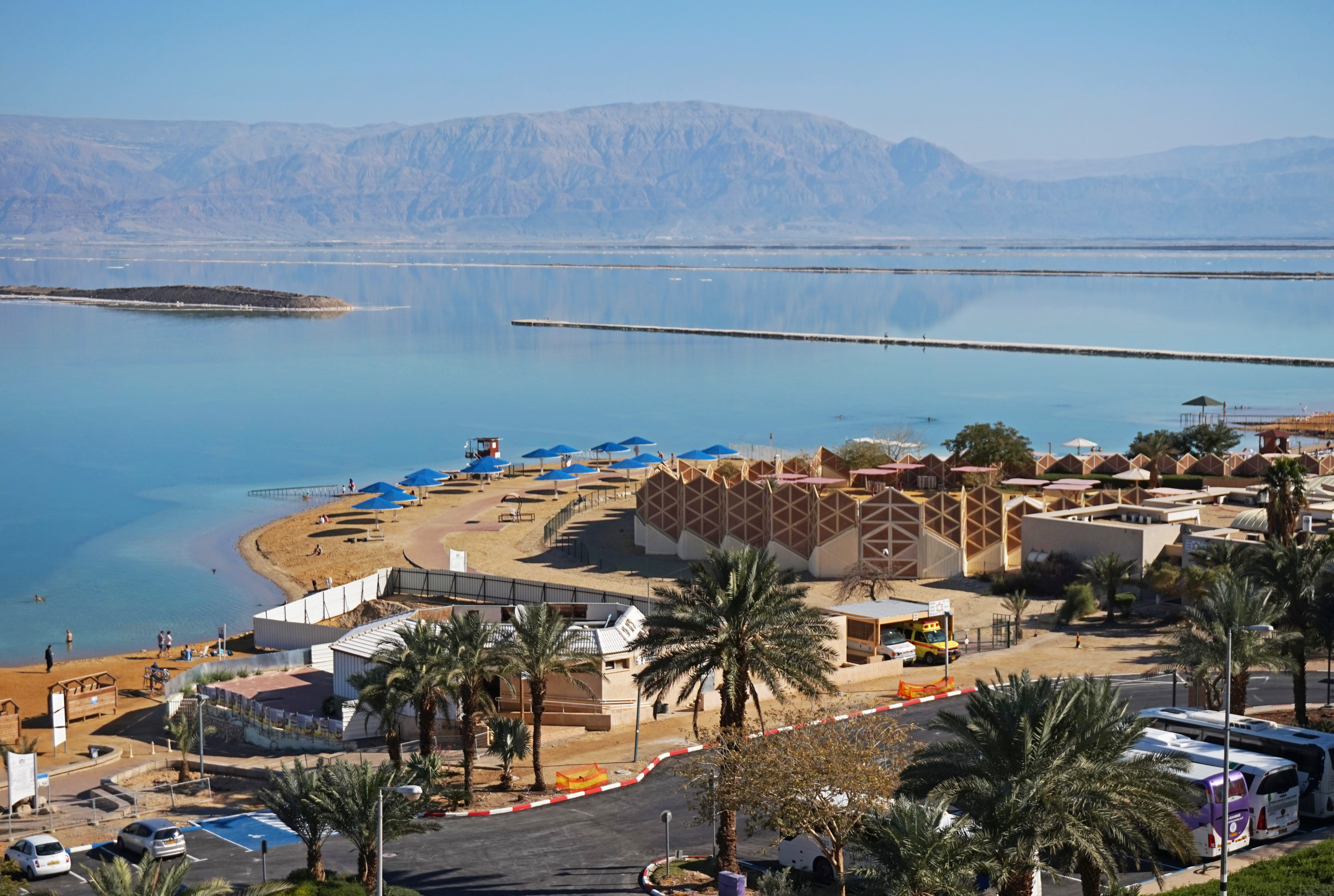
منتجع عين بوكيك على شاطئ البحر الميت.

تعتبر السياحة، وخاصةً السياحة الدينيَّة، صناعة مهمة في إسرائيل، حيث أنّ المناخ المعتدل والشواطئ والمواقع الأثرية والمواقع التاريخية والكتابيَّة الأخرى في البلاد، والجغرافية الفريدة تجذب السياح أيضًا. لقد أثرت المشاكل الأمنية في إسرائيل على هذه الصناعة، لكن عدد السياح الوافدين آخذ في الارتفاع. في عام 2017، زار إسرائيل 3.6 مليون سائح، مما حقق نمواً بنسبة 25% منذ عام 2016 وساهم بمبلغ 20 مليار شيكل في الاقتصاد الإسرائيلي.

### الطاقة

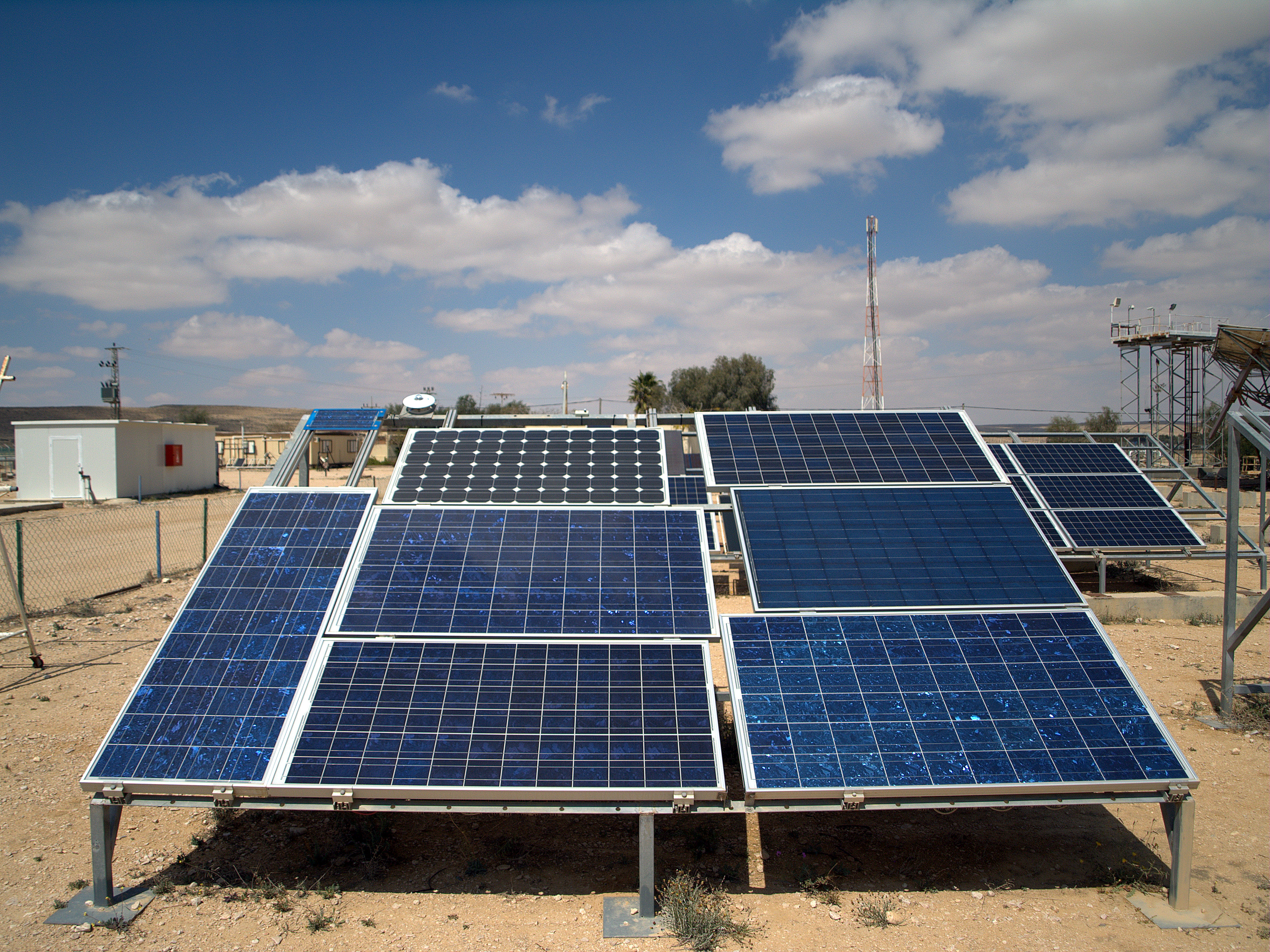
الواح توليد الطاقة الشمسية التابعة للمركز الوطني للطاقة الشمسية.

بدأت إسرائيل إنتاج الغاز الطبيعي من حقول الغاز البحرية الخاصة بها في عام 2004. بين عام 2005 وعام 2012، كانت إسرائيل قد استوردت الغاز من مصر عبر خط أنابيب العريش - عسقلان، والذي تم إغلاقه بسبب الأزمة المصرية في 2011-2011. في عام 2009، عُثِر على محمية للغاز الطبيعي، في تمر، بالقرب من ساحل إسرائيل. تم اكتشاف احتياطي ثان للغاز الطبيعي، وهو حقل ليفياثان للغاز في عام 2010. إن احتياطيات الغاز الطبيعي في هذين الحقلين (يبلغ مساحة حقل ليفياثان للغاز حوالي 19 تريليون قدم مكعب) يُمكن أن تجعل إسرائيل آمنة للطاقة لأكثر من 50 عامًا. في عام 2013، بدأت إسرائيل بالإنتاج التجاري للغاز الطبيعي من حقل غاز تمر. في عام 2014، أنتجت إسرائيل أكثر من 7.5 مليار متر مكعب من الغاز الطبيعي سنويًا. وامتلكت إسرائيل 199 مليار متر مكعب من الإحتياطيات المؤكدة من الغاز الطبيعي اعتبارًا من بداية عام 2016.

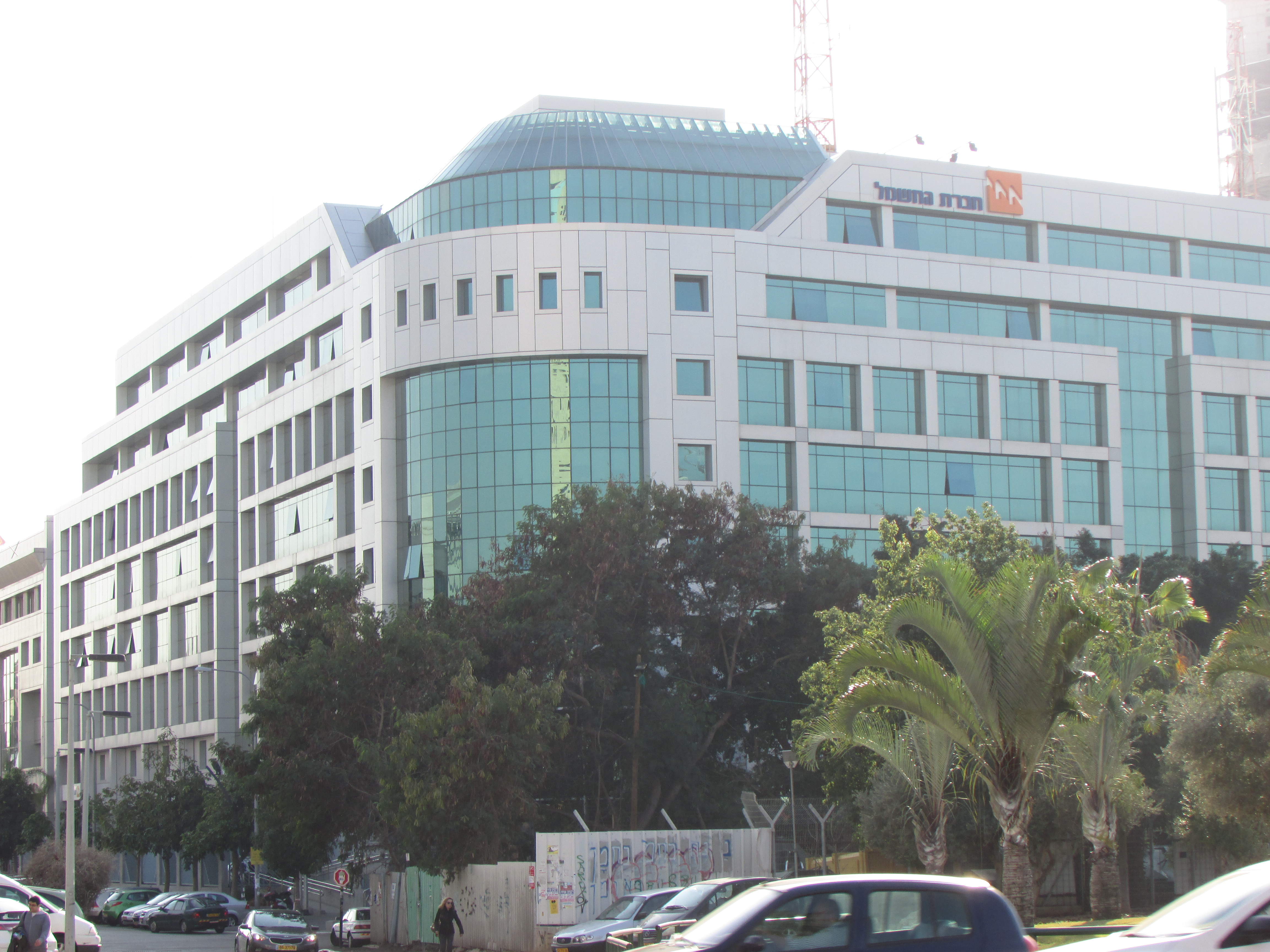
مبني شركة الكهرباء الإسرائيلية.

كيتورا صن هو أول حقل شمسي تجاري في إسرائيل. بنيت في أوائل عام 2011 من قبل شركة أرافا للطاقة في كيبوتس كيتورا، تغطي كيتورا صن عشرين فدانًا ومن المتوقع أن تنتج طاقة خضراء تصل إلى 4.95 ميجاوات. يتكون الحقل من 185,00 لوحة ضوئيّة من إنتاج شركة صن تيك، والتي ستنتج حوالي 9 جيجاوات / ساعة من الكهرباء سنويًا. في العشرين سنة القادمة، سيوفر الحقل إنتاج حوالي 125,000 طن متري من ثاني أكسيد الكربون. وتم افتتاح الحقل في 15 يونيو من عام 2011. في 22 مايو من عام 2012، أعلنت شركة شركة أرافا للطاقة أنها قد وصلت إلى إقفال مالي على 58.5 ميجاوات إضافية لثمانية مشاريع سيتم بناؤها في آفرا والنقب بقيمة 780 مليون شيكل أو حوالي 204 مليون دولار.

## الثقافة

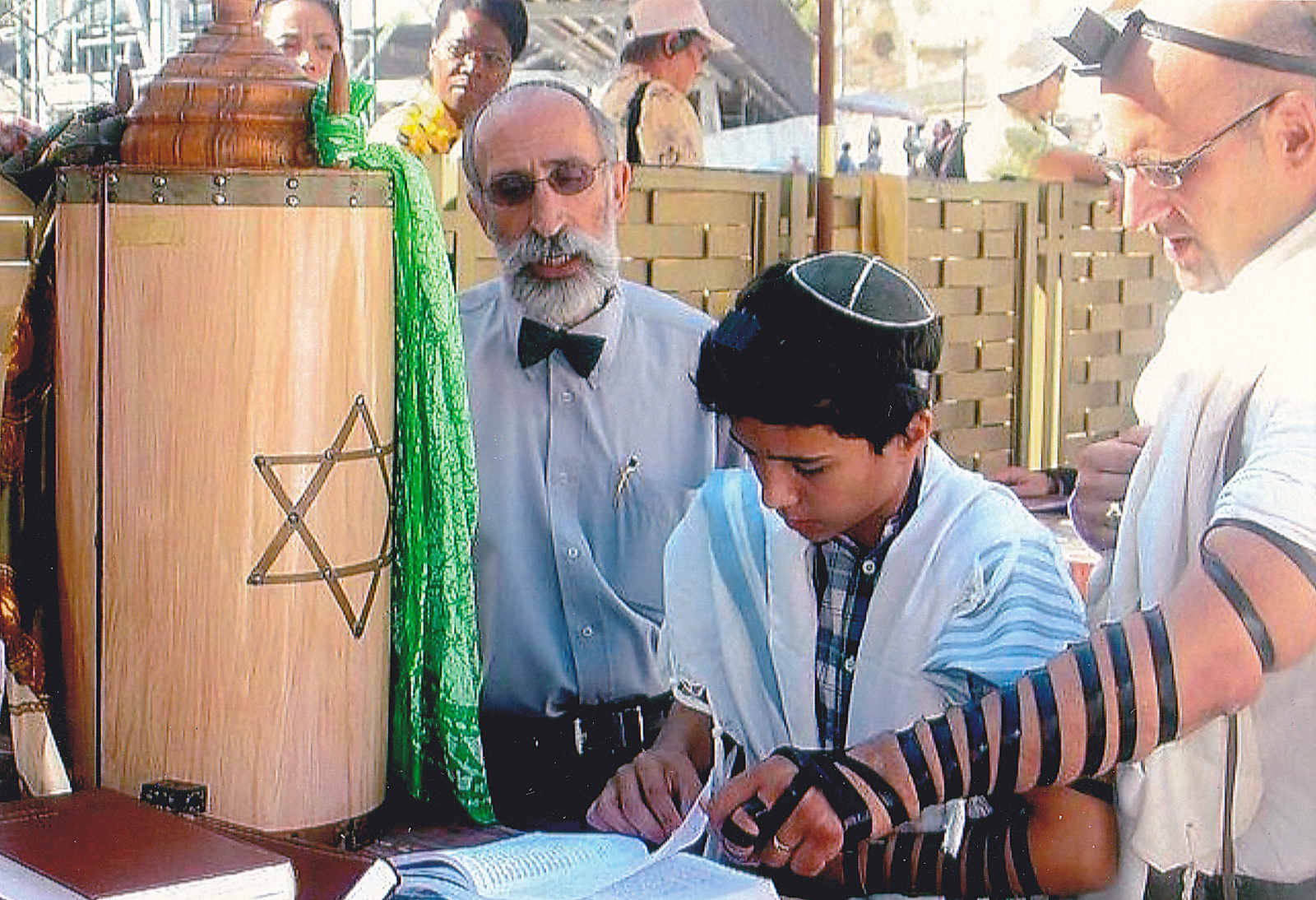
الثقافة اليهودية في إسرائيل.

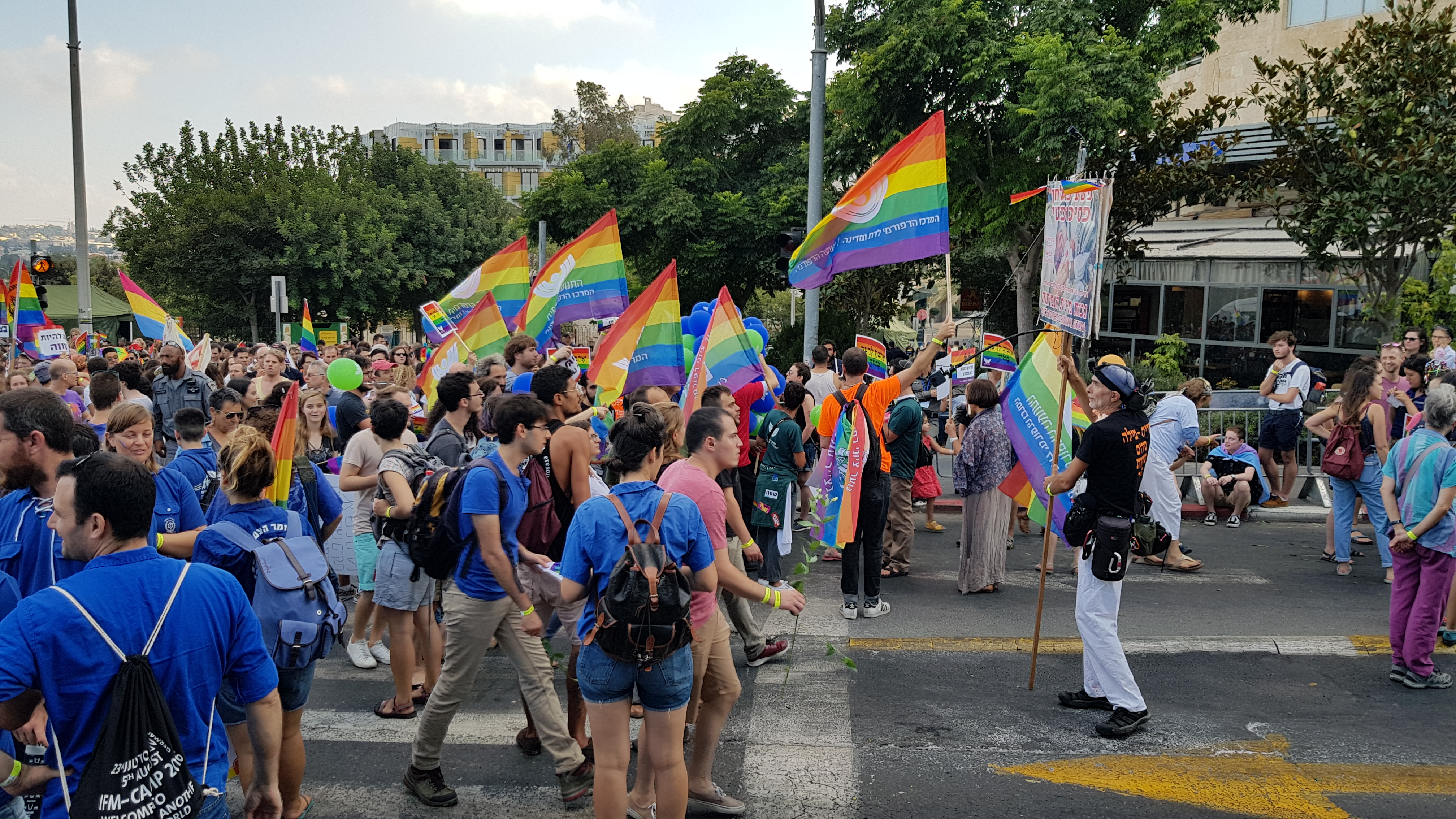
مسيرة فخر المثليين في القدس. تعتبر إسرائيل أكثر دول الشرق الأوسط انفتاحا تجاه مجتمع المثليين والمتحوِّلين جنسيا حيث يقبل 55% من الإسرائيليين بزواج المثليين، على الرغم من ذلك لازال زواج المثليين غير معترف به إلا الذي تم عقده خارج إسرائيل.

تنبع ثقافة إسرائيل المتنوعة من تنوع سكانها. أعاد اليهود من مجتمعات الشتات في جميع أنحاء العالم تقاليدهم الثقافية والدينية معهم، وخلقوا بوتقة تنصهر فيها العادات والمعتقدات اليهودية. التأثيرات العربية موجودة في العديد من المجالات الثقافيّة، مثل الهندسة المعمارية، والموسيقى، والمطبخ. إسرائيل هي الدولة الوحيدة في العالم التي تدور فيها الحياة حول التقويم العبري. يتم تحديد أيام العمل والعطلات المدرسية اليهودية بحسب الأعياد اليهودية، واليوم الرسمي للراحة في الدولة هو يوم السبت؛ السبت اليهودي.

### الأدب

شموئيل يوسف عجنون؛ حاز على جائزة نوبل في الآداب في 1966.

الأدب الإسرائيلي هو في المقام الأول شعر ونثر مكتوب باللغة العبرية، كجزء من نهضة اللغة العبرية كلغة منطوقة منذ منتصف القرن التاسع عشر، وعلى الرغم من نشر مجموعة صغيرة من الأدب بلغات أخرى، مثل اللغة الإنجليزية. بموجب القانون، يجب إيداع نسختين من جميع المطبوعات المنشورة في إسرائيل في المكتبة الوطنية في إسرائيل في الجامعة العبرية في القدس. في عام 2001، تم تعديل القانون ليشمل التسجيلات الصوتية والمرئية، وغيرها من الوسائط غير المطبوعة. في عام 2016 كان 89% من الكتب التي تم نقلها إلى المكتبة والتي يبلغ عددها 7,300 كتاباً باللغة العبرية. ويُعتبر أبراهام مابو أول مؤلف حقق نجاحاً كبيراً بفضل روايته المكتوبة باللغة العبرية؛ كان ذلك في العام 1853. كما تُدين النهضة العبرية إلى إليعيزر بن يهودا والذي قدم الكثير للغة العبرية وساهم في إثرائها كثيرًا مما جعلها لغة منطوقة ومكتوبة لأغراض أخرى غير النصوص المقدسة ودراسة التوراة.
في عام 1966، شارك شموئيل يوسف عجنون جائزة نوبل في الأدب مع المؤلفة اليهودية الألمانية نيلي زاكس. وكان من أبرز الشعراء الإسرائيليين يهودا عميحاي، وناتان الترمان، وليئا غولدبرغ، وريتشيل بلوستين. الروائيون الإسرائيليون المعاصرون المشهورون دولياً هم عاموس عوز وإيتجار كيرت وديفيد غروسمان. كما أن الكاتب سيد قشوع من عرب 48 معروف أيضًا دوليًا. إسرائيل أيضًا كانت موطن للسياسي والأديب إميل حبيبي، وقام بكتابه عدد من الروايات منها «الوقائع الغريبة في اختفاء سعيد أبي النحس المتشائل» وغيرها من الكتابات، وحاز على جائزة إسرائيل للأدب العربي.

### الموسيقى والرقص

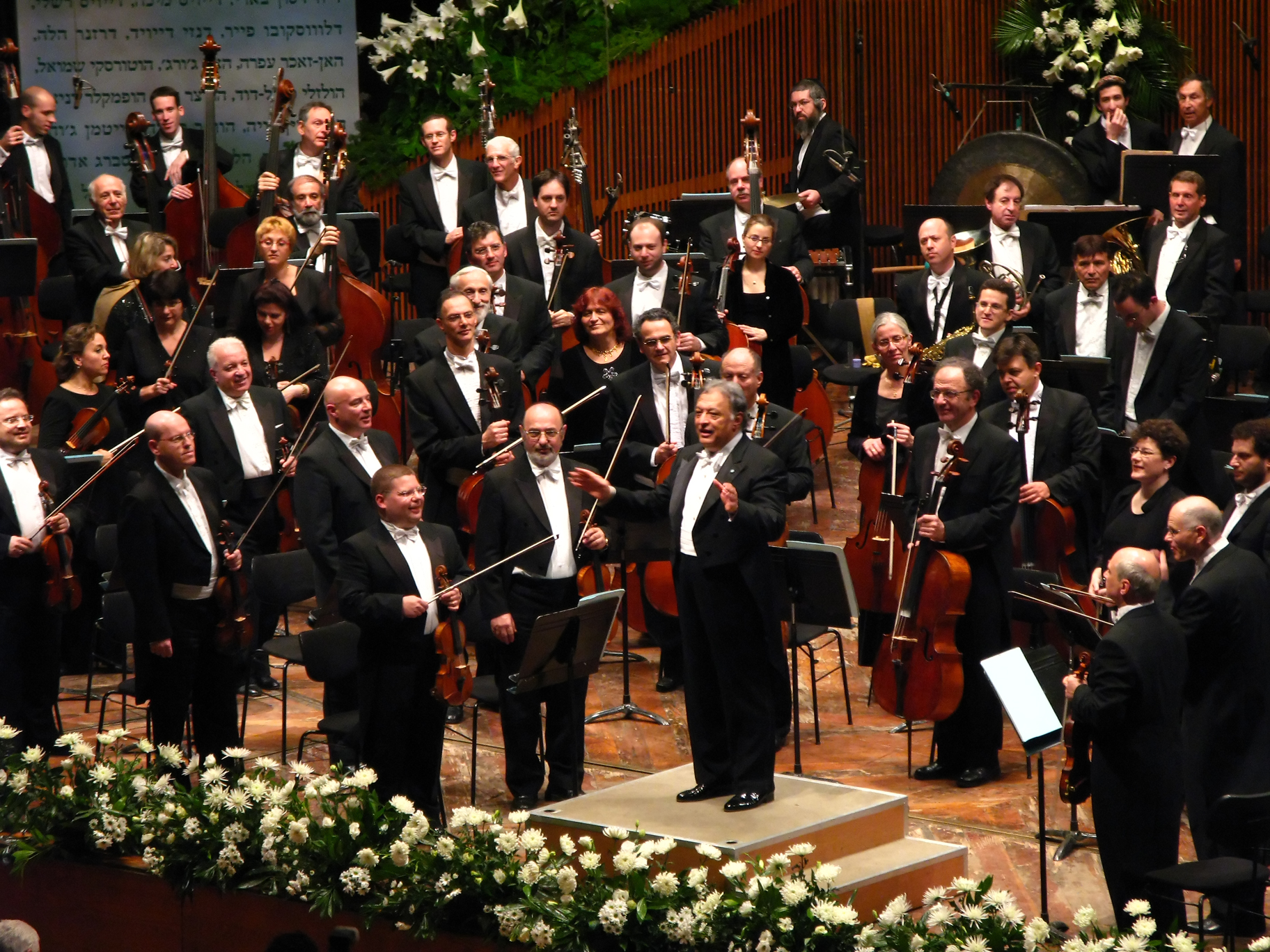
الأوركسترا الإسرائيلية بقيادة زوبين مهتا.

تحتوي الموسيقى الإسرائيلية على تأثيرات موسيقية من جميع أنحاء العالم؛ تُعد الموسيقى الشرقية والسفاردية، والألحان الحسيدية، والموسيقى اليونانية، والجاز، وموسيقى البوب روك جزءًا من المشهد الموسيقي. ومن بين الفرق الإسرائيلية ذات الشهرة العالمية، الأوركسترا الإسرائيلية، والتي تعمل منذ أكثر من سبعين عامًا وتقوم اليوم بأداء أكثر من مائتي حفلة كل عام. ويعد كل من إسحاق بيرلمان، وبنحاس تسوكرمان وعوفرة حازة من الموسيقيين المشهود لهم دولياً ومن المولودون في إسرائيل. شاركت إسرائيل في مسابقة الأغنية الأوروبية كل عام تقريبًا منذ عام 1973، وفازت في المسابقة أربع مرات واستضافت الحفل مرتين. تقام في إسرائيل العديد من المهرجانات الموسيقية والغنائية كمهرجان البحر الأحمر للجاز والذي يقام سنوياً في إيلات منذ عام 1987. وتتعامل الأغاني الشعبية التوراتية في البلاد، والمعروفة باسم «أغاني أرض إسرائيل»، مع تجارب الرواد في بناء الوطن اليهودي.

### السينما والمسرح
رُشِّحَتْ عشرة أفلام إسرائيلية لأفضل فيلم بلغة أجنبية في حفل توزيع جوائز الأوسكار منذ تأسيس إسرائيل. كان فيلم عجمي في عام 2009 هو الترشيح الثالث على التوالي لفيلم إسرائيلي. وقام المخرجون الفلسطينيون الإسرائيليون بصنع عدد من الأفلام التي تتناول الصراع العربي الإسرائيلي ووضع الفلسطينيين داخل إسرائيل، مثل أفلام محمد بكري 2002: جنين وجنين والعروس السورية.
استمرارًا للتقاليد المسرحية القوية للمسرح اليديشيي في أوروبا الشرقية، تحتفظ إسرائيل بمشهد مسرحي نابض بالحياة. تأسست مسرح هبيما في تل أبيب عام 1918، وهي أقدم شركة مسرحية ومرجع وطني في إسرائيل.

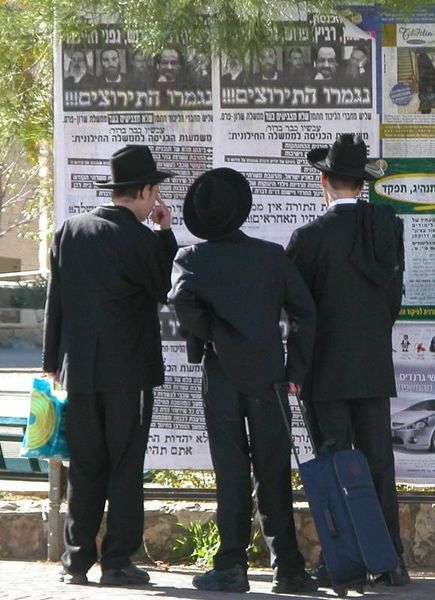
شبان حريديون بلباس تقليدي يطالعون لائحة إعلانات في القدس.

### وسائل الإعلام

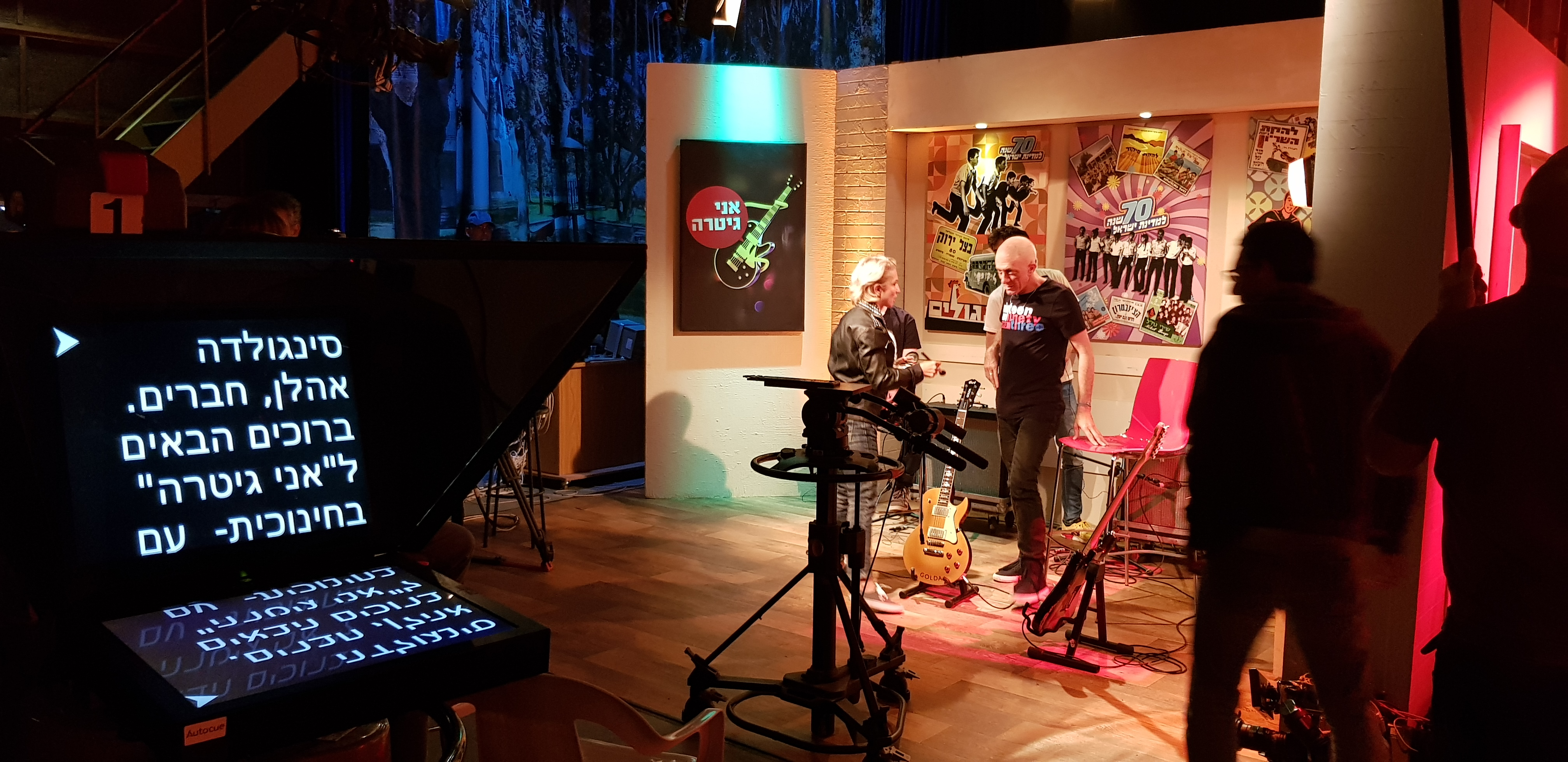
التليفزيون الإسرائيلي.

صنف التقرير السنوي لحرية الصحافة لعام 2017 الصادر عن مؤسسة فريدوم هاوس إسرائيل كدولة حرة في الشرق الأوسط وشمال أفريقيا، والمرتبة 64 عالمياً. في مؤشر حرية الصحافة لعام 2017 الصادر عن منظمة مراسلون بلا حدود، وضعت إسرائيل في المرتبة 91 من بين 180 دولة، وفي المرتبة الأولى في منطقة الشرق الأوسط وشمال أفريقيا. هناك أكثر من 10 لغات مختلفة في وسائل الإعلام الإسرائيلية، مع اللغة العبرية باعتبارها السائدة. الصحافة باللغة العربية تلبي احتياجات المواطنين العرب في إسرائيل، مع انشارها في المناطق التي تحكمها السلطة الوطنية الفلسطينية. خلال عقد 1980 وعقد 1990، خضعت الصحافة الإسرائيلية لعملية تغيير كبير حيث أصبحت وسائل الإعلام تتحكم تدريجياً في عدد محدود من المنظمات، في حين أن الصحف التي نشرتها الأحزاب السياسية بدأت تختفي. اليوم، تهيمن ثلاث تكتلات كبيرة ومملوكة ملكية خاصة في تل أبيب على وسائل الإعلام الجماهيرية في إسرائيل.

### المتاحف

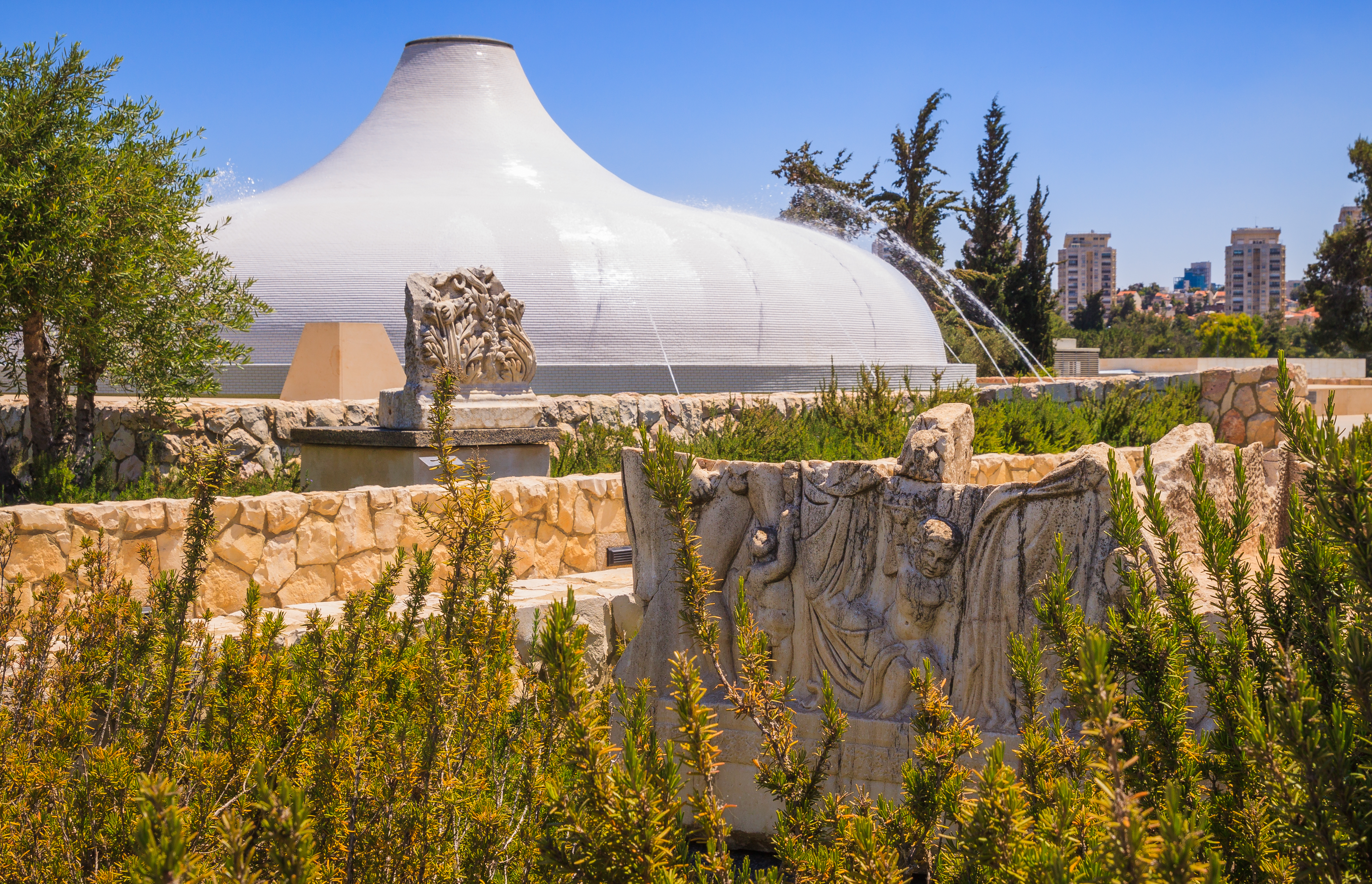
مبنى صحن الكتاب في متحف إسرائيل حيث توجد مخطوطات البحر الميت.

يعد متحف إسرائيل في القدس أحد أهم المؤسسات الثقافية في إسرائيل، ويضم مخطوطات البحر الميت، إلى جانب مجموعة واسعة من الآثار يهودية والفن الأوروبي. متحف ياد فاشيم الوطني للذكرى المحرقة، هو الأرشيف المركزي العالمي للمعلومات المتعلقة بالهولوكوست. ويعد متحف الشعب اليهودي في بيت التفشي في حرم جامعة تل أبيب، متحف تفاعلي مكرس لتاريخ المجتمعات اليهودية في جميع أنحاء العالم. وبصرف النظر عن المتاحف الكبرى في المدن الكبيرة، توجد مساحات فنية عالية الجودة في العديد من المدن والكيبوتسات. ميشكان لومانوت في كيبوتس عين هارود مهاد هو أكبر متحف فني في شمال البلاد.

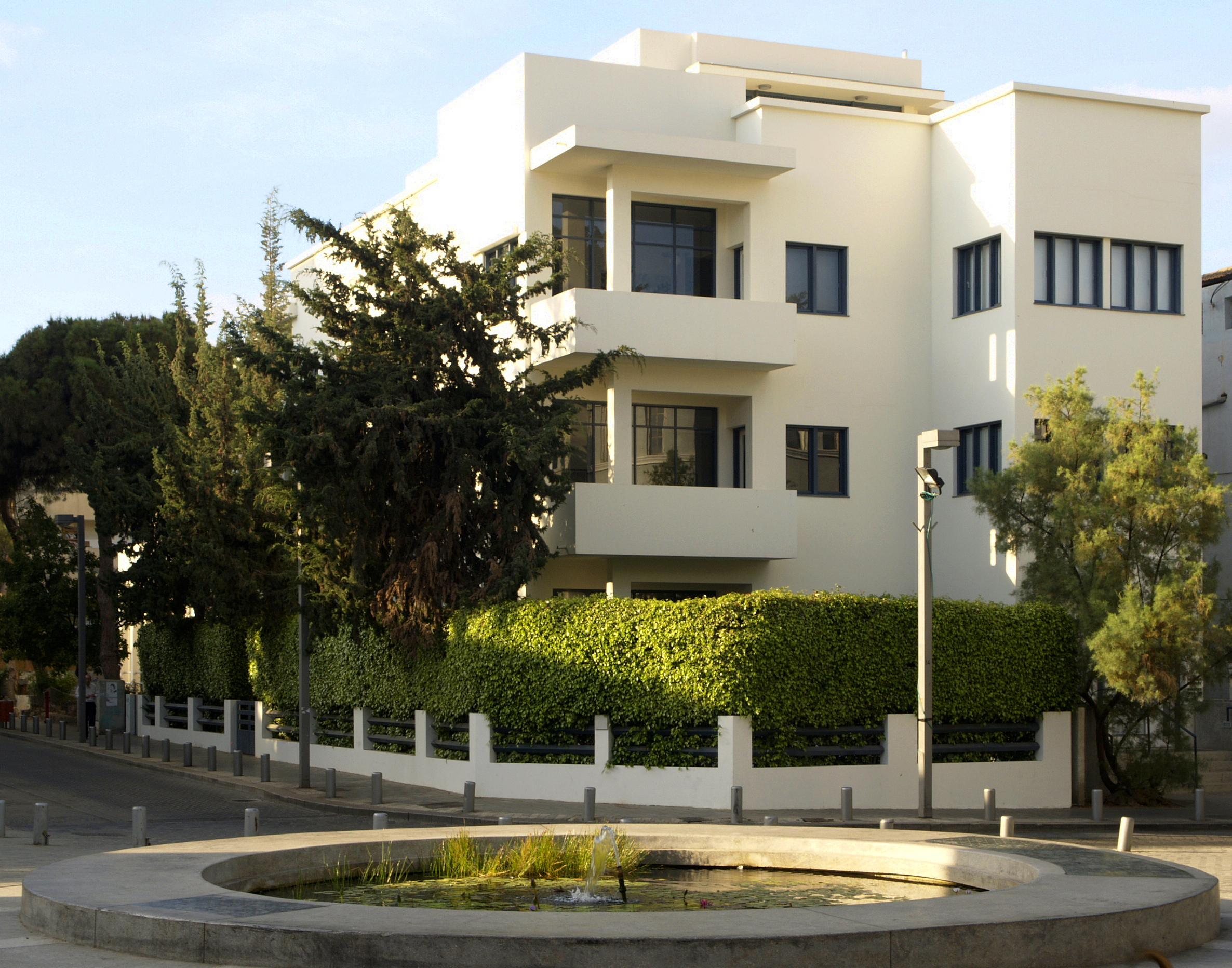
متحف باوهاوس، تل أبيب.

تمتلك إسرائيل أكبر عدد من المتاحف للفرد في العالم. كما أنّ العديد من المتاحف الإسرائيلية مكرسة للثقافة الإسلامية، بما في ذلك متحف روكفلر ومعهد إل ماير للفن الإسلامي، وكلاهما في القدس. يتخصص متحف روكفلر في البقايا الأثرية من الفترات العثمانية وغيرها من تاريخ الشرق الأوسط. كما أنها موطن أول جمجمة أحفورية متجانسة موجودة في غرب آسيا. ويتم عرض مجموعة من الجمجمة في متحف إسرائيل.

### المطبخ
تشمل المأكولات الإسرائيلية الأطباق المحليَّة بالإضافة إلى المأكولات اليهودية التي أتى بها المهاجرون من الشتات إلى البلاد. منذ إنشاء الدولة في عام 1948، وخاصةً منذ أواخر عقد 1970، تطور مطبخ فيوجين الإسرائيلي. لقد تبنى المطبخ الإسرائيلي، ولا يزال، عناصر من أساليب الطهي المزراحي والسفاردي والأشكنازي. كما إنه استحوذ على العديد من الأطعمة التقليدية العربية خاصةً الشامية والمغربية، مثل الفلافل والحمص والشكشوكة والكسكس والزعتر. كما أن الشنيتزل والبيتزا والهامبرغر والبطاطا المقلية والأرز والسلطة هي أيضا مأكولات شائعة في إسرائيل.
اعتماد المطبخ الاسرائيلي على اطعمة كثيرة وعديدة تعود اصولها للثقافة العربية ومن أبرزها الحمص الذي يعتبره اليهود داخل وخارج اسرائيل "طبق إسرائيل الوطني" بسبب شعبيته وأهميته الثقافية العالية لدى جميع الإسرائيليين، جعل الخبراء يتهمون الاسرائيليين بالاستيلاءً على الثقافة اللبنانية والفلسطينية والعربية. حيث أكد كلا من عوفرا تيني ودفنا هيرش على الأهمية القومية لطبق الحمص لدى الاسرائيليين ودوره في تطوير صناعة الغذاء الإسرائيلية وتصديرها خارج إسرائيل خاصة في عام 1958. وبالرغم من ان يهود المزراهي كانوا يتناولون الحمص عندما كانوا يعيشون بين العرب الا ان هذا الطبق اكتسب شعبيته من خلال اليهود الاوروبيين الذين صدروه لأوروبا والعالم الغربي في القرنين الـ19 والـ20. وفي السنوات الاخيرة اصبح طبق الحمص رمزًا للهوية العربية خاصة في القرى العربية الاسرائيلية مثل أبو غوش وكفير ياصيف.
ما يقرب من نصف السكان الإسرائيليين اليهود يحافظون على الكوشر في المنازل. مطاعم الكُوشر، على الرغم من ندرتها في عقد 1960، تُشكل حوالي 25% من إجمالي المطاعم اعتباراً من عام 2015، وربما تعكس القيم العلمانية إلى حد كبير لأولئك الذين لا يتناولون الكوشر. ومن المرجح أن تقدم مطاعم الفنادق طعام الكوشر. كان سوق التجزئة غير متوافق مع الشريعة اليهودية التقليدية، لكنه نما بسرعة وبشكل كبير بعد تدفق المهاجرين من دول الاتحاد السوفيتي السابق خلال عقد 1990. وجنباً إلى جنب مع الأسماك غير المتوافقة مع الشريعة اليهودية، والأرانب والنعام، ولحم الخنزير يتم إنتاجها واستهلاكها في إسرائيل بشكل متزايد، وذلك على الرغم من القيود من قبل كل من اليهودية والإسلام.

### الرياضة

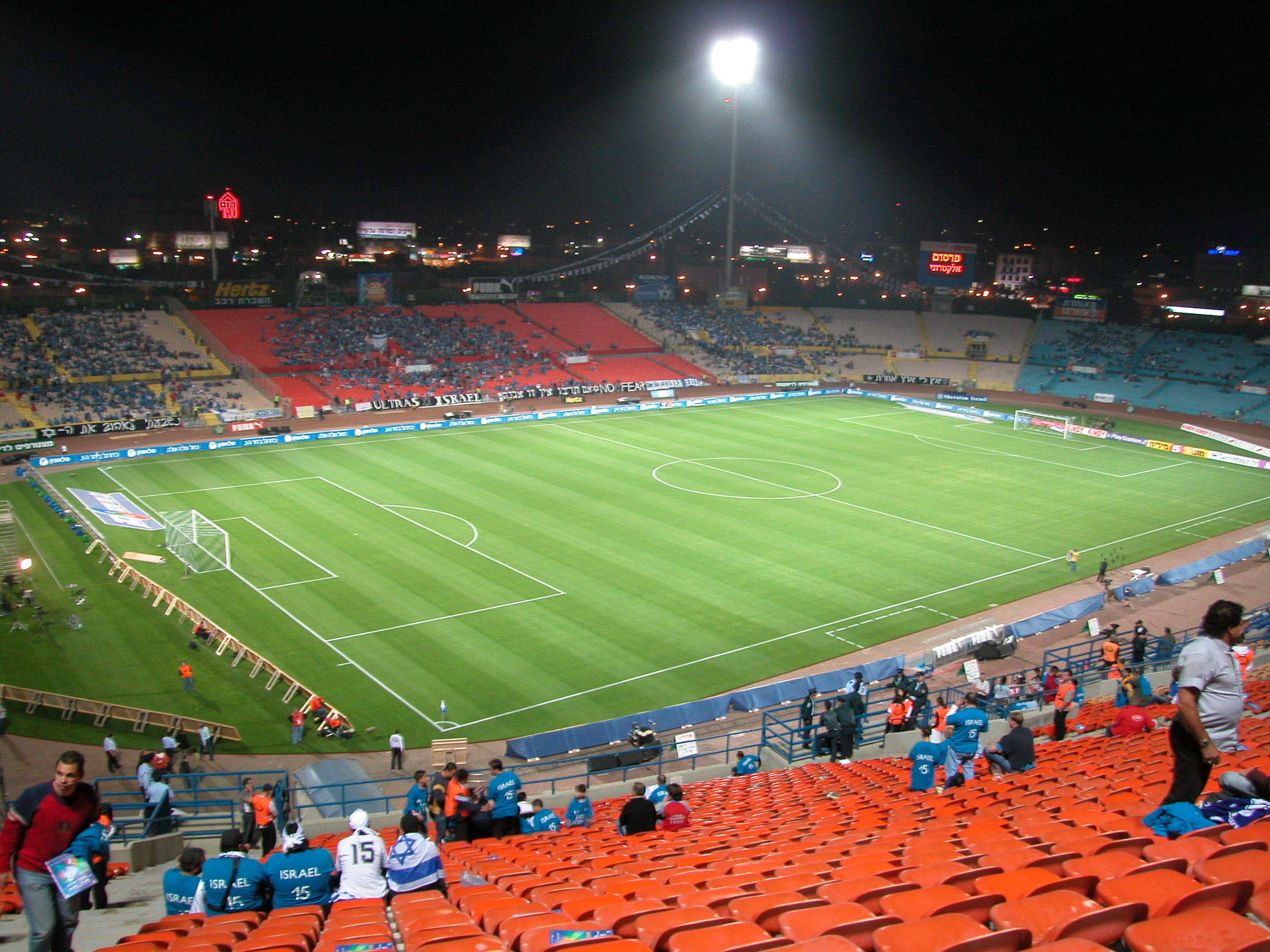
ملعب رامات غان، أكبر ملعب في إسرائيل.

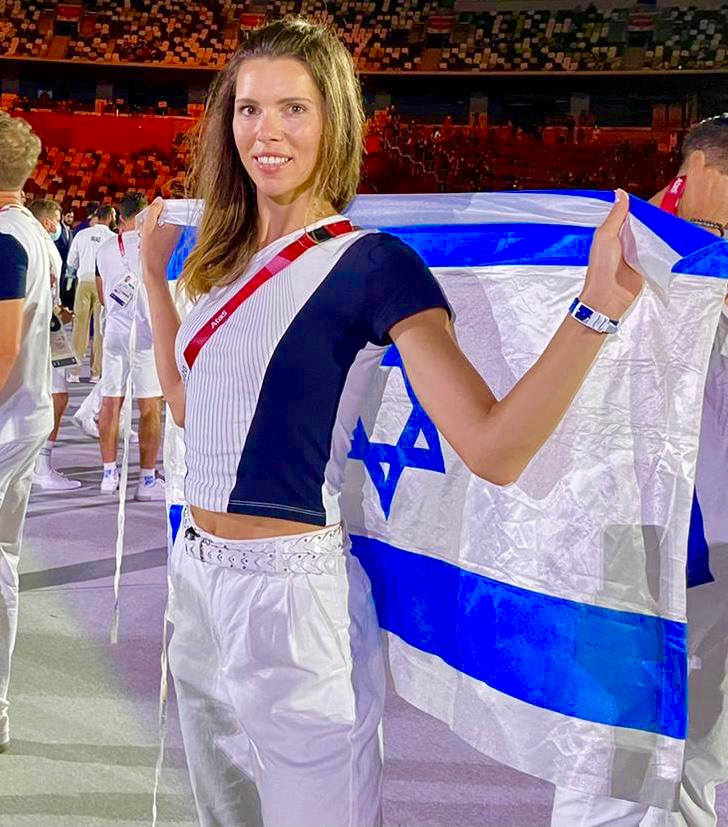
لاعبة كرة سلة إسرائيلية بعد فوزها في مبارة في طوكيو، اليابان.

تنتشر في إسرائيل العديد من الرياضات أشهرها رياضتي كرة القدم وكرة السلة اللتان تحظيان بشهرة شعبية واسعة، يتنافس على كأس الدوري الممتاز لكرة القدم 12 فريقا أشهرهم فريقا مكابي حيفا وبيتار أورشليم وتشارك إسرائيل في دوري أبطال أوروبا لكرة القدم وكذلك بالنسبة لكأس أوروبا لكرة السلة فالمنتخب الإسرائيلي يشارك بشقية النسائي والرجالي في هذه البطولة. بالإضافة لكرة السلة وكرة القدم ففي إسرائيل تمارس العديد من الرياضات التي تحظى بشعبية واسعة منها التنس وكرة اليد والطائرة وكذلك الرياضات الشاطئية والماراثونات كماراثون طبريا السنوي بالإضافة إلى الرياضات الحديثة كالبيسبول وكرة القدم الأمريكية والكريكت مع ذكر الرياضات القتالية وألعاب القوى، ويعد معهد فينغيت في نتانيا أحد أعمدة تدريب وتخريج الرياضيين وهو الأشهر على مستوى إسرائيل.[وفقًا لِمَن؟]

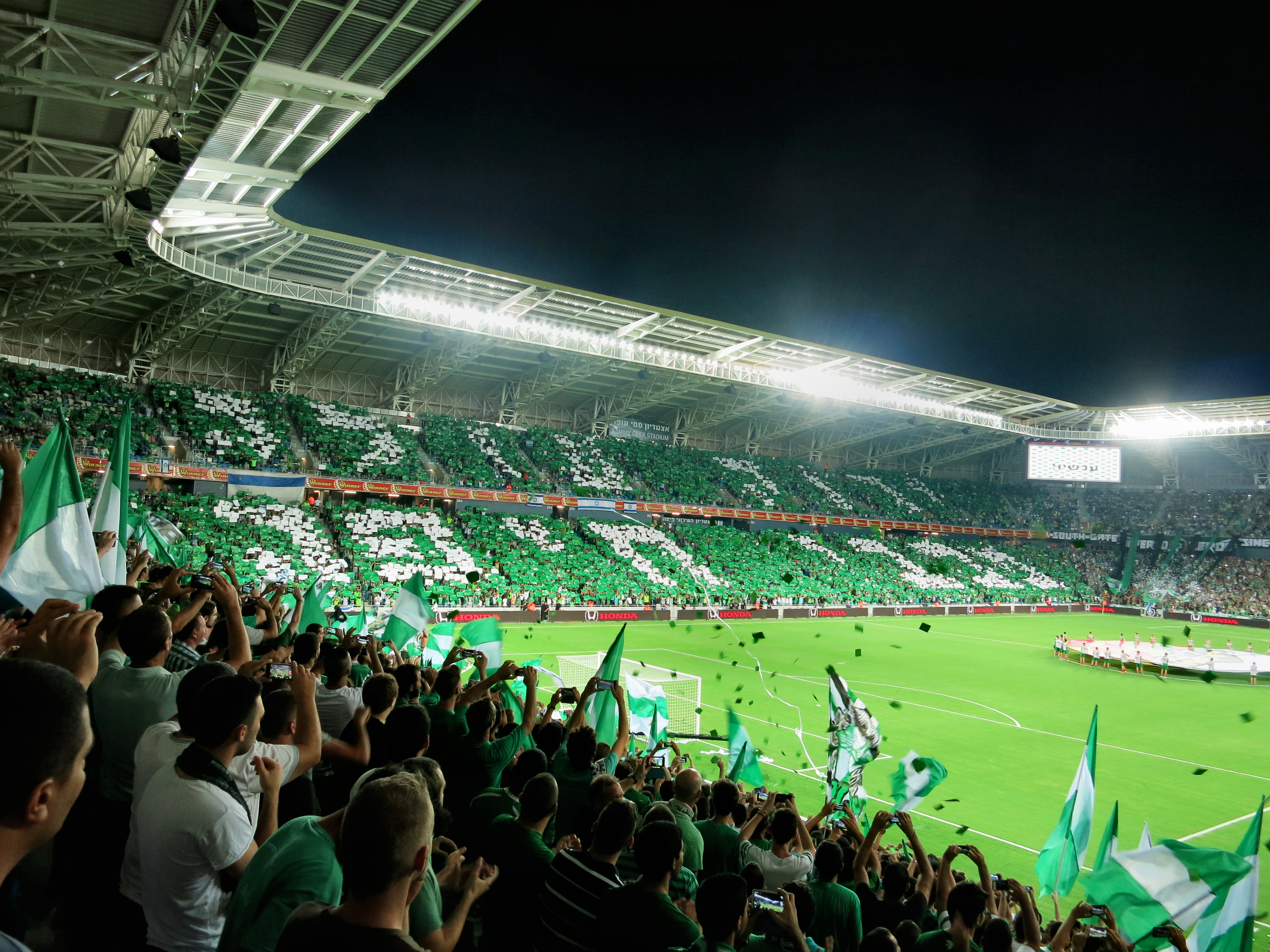
جماهير نادي مكابي حيفا في ملعب سامي عوفر في مدينة حيفا.

تشارك إسرائيل في دورة الألعاب الأولمبية منذ منتصف القرن الماضي كما تحتضن إسرائيل نسختها الخاصة باليهود من هذه الدورة والتي تعرف باسم المكابياه والتي تقام مره كل 4 سنوات منذ عام 1932، وقد اعتبر الفلسطينيون مهرجان المكابياه (الماكابياد) الذي أقيم عام 1932 عنصريًا فهو بحسب رأيهم كان هدفه تهميش الفلسطينين العرب وجعل اليهود مهيمنين على الساحة الرياضية دون تمكين السكان العرب من المشاركة.

## معرض الصور

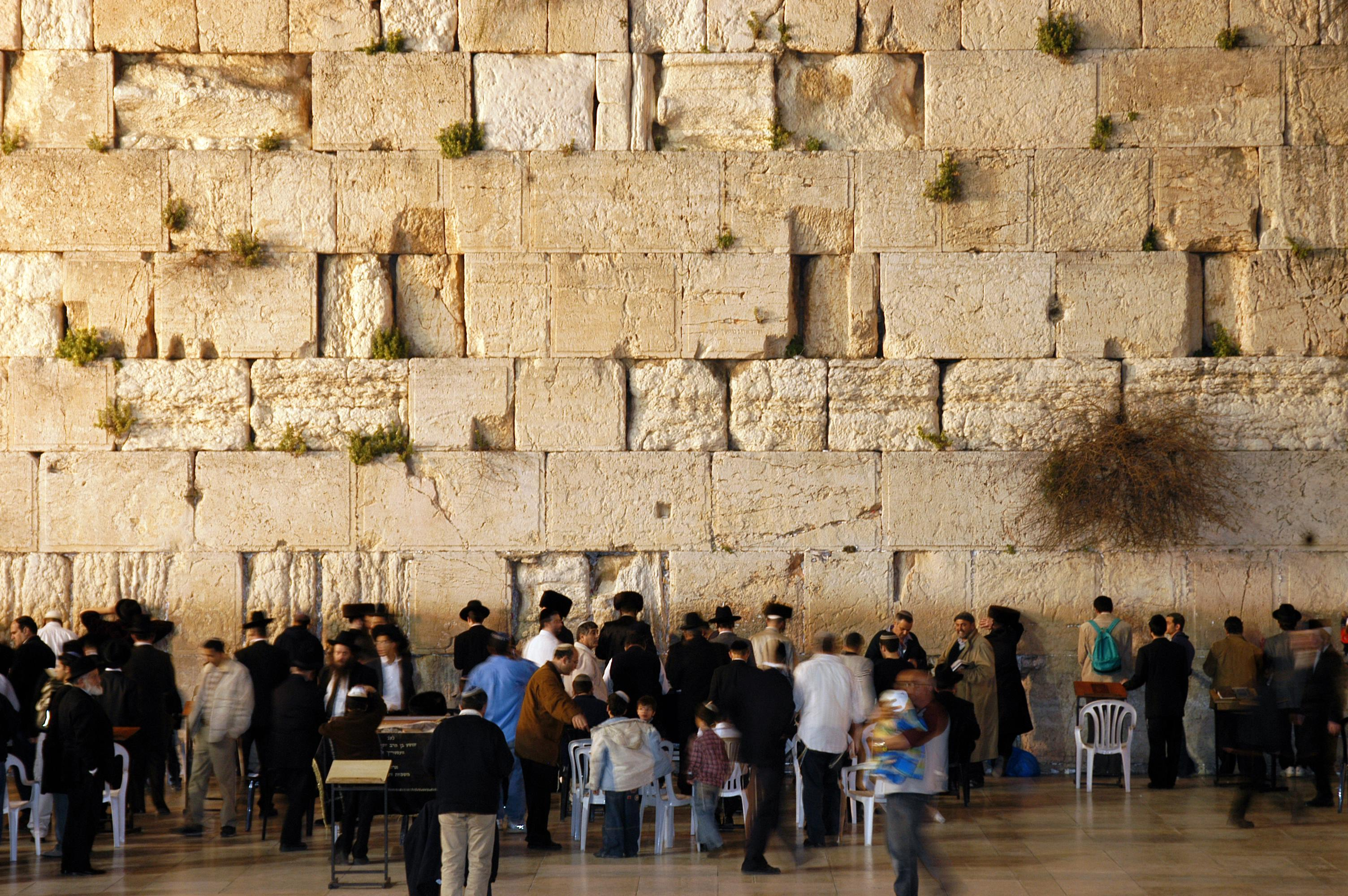
حائط البراق (الاسم الإسلامي) أو المبكى (الاسم اليهودي) في القدس
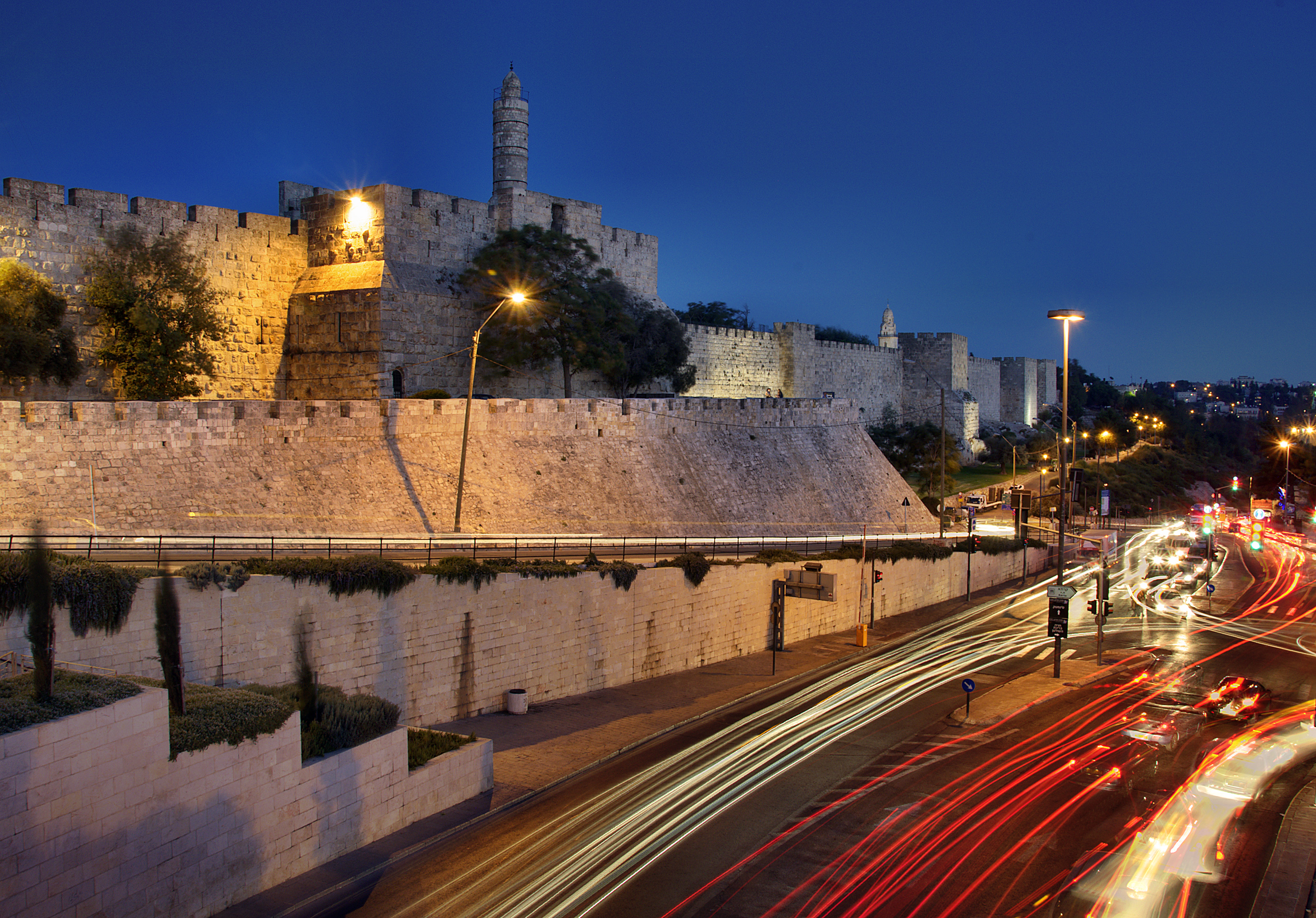
قلعة داوود
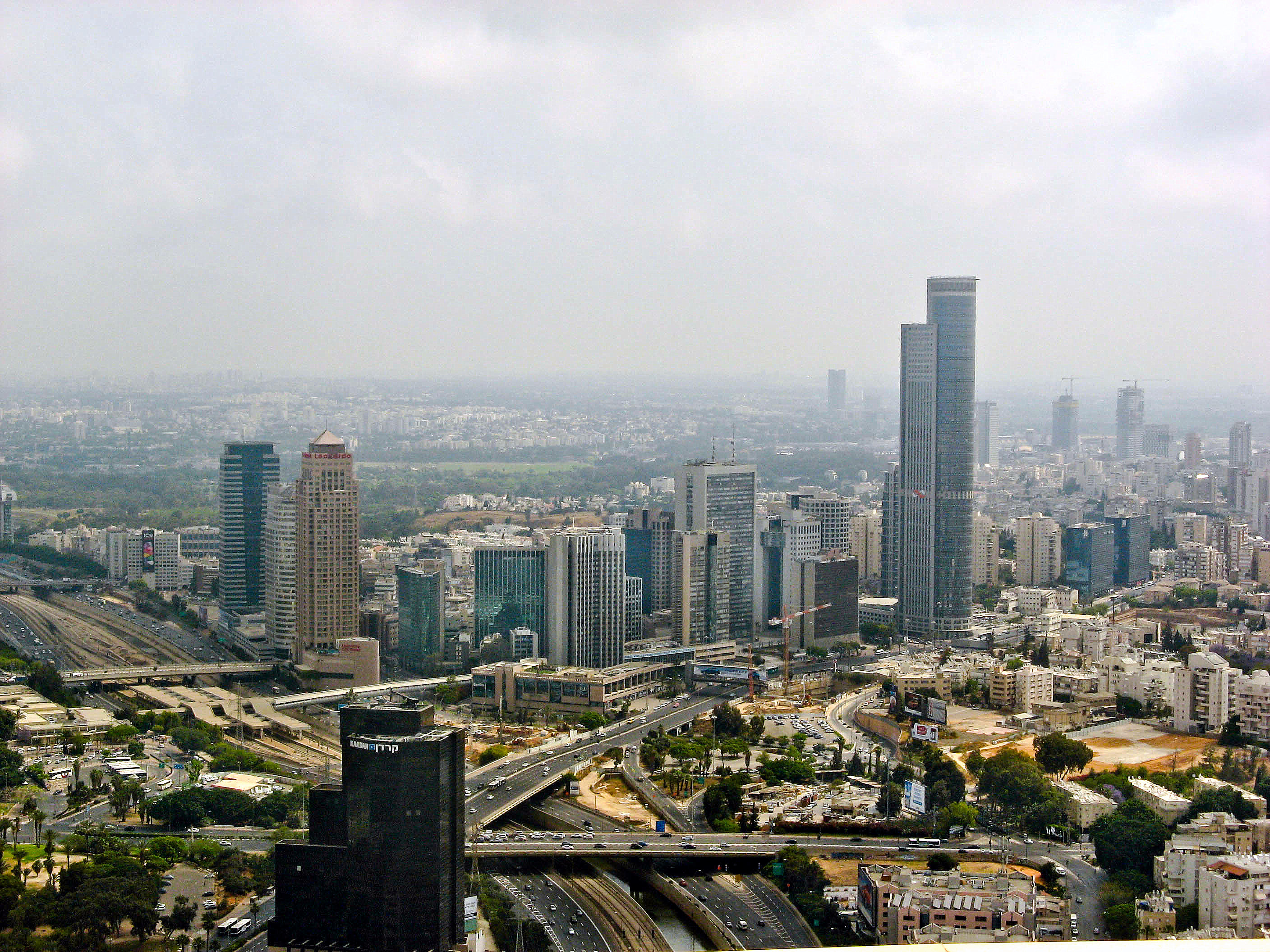
البنية التحتية في مدينة رمات غان
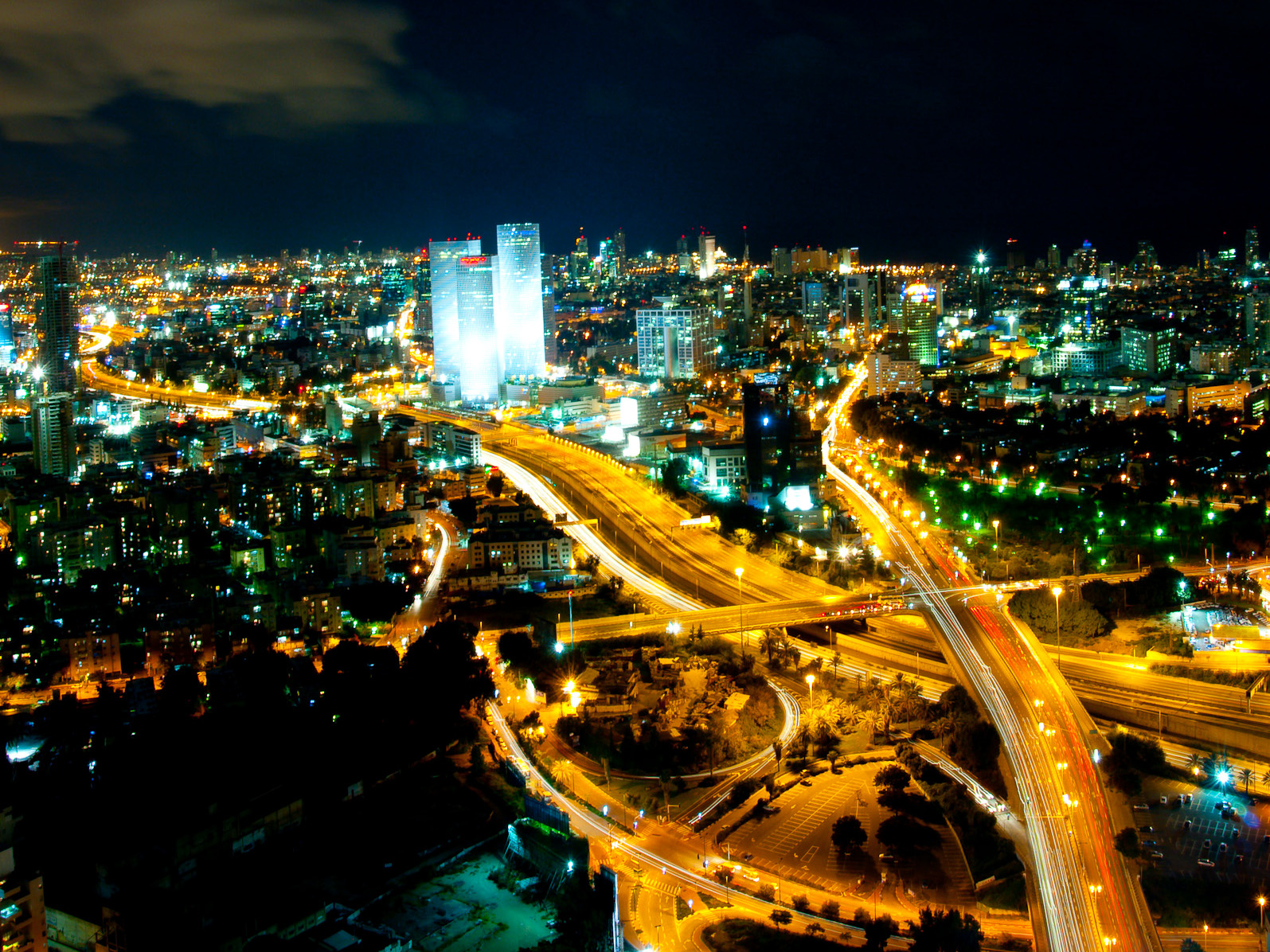
تل أبيب ليلاً
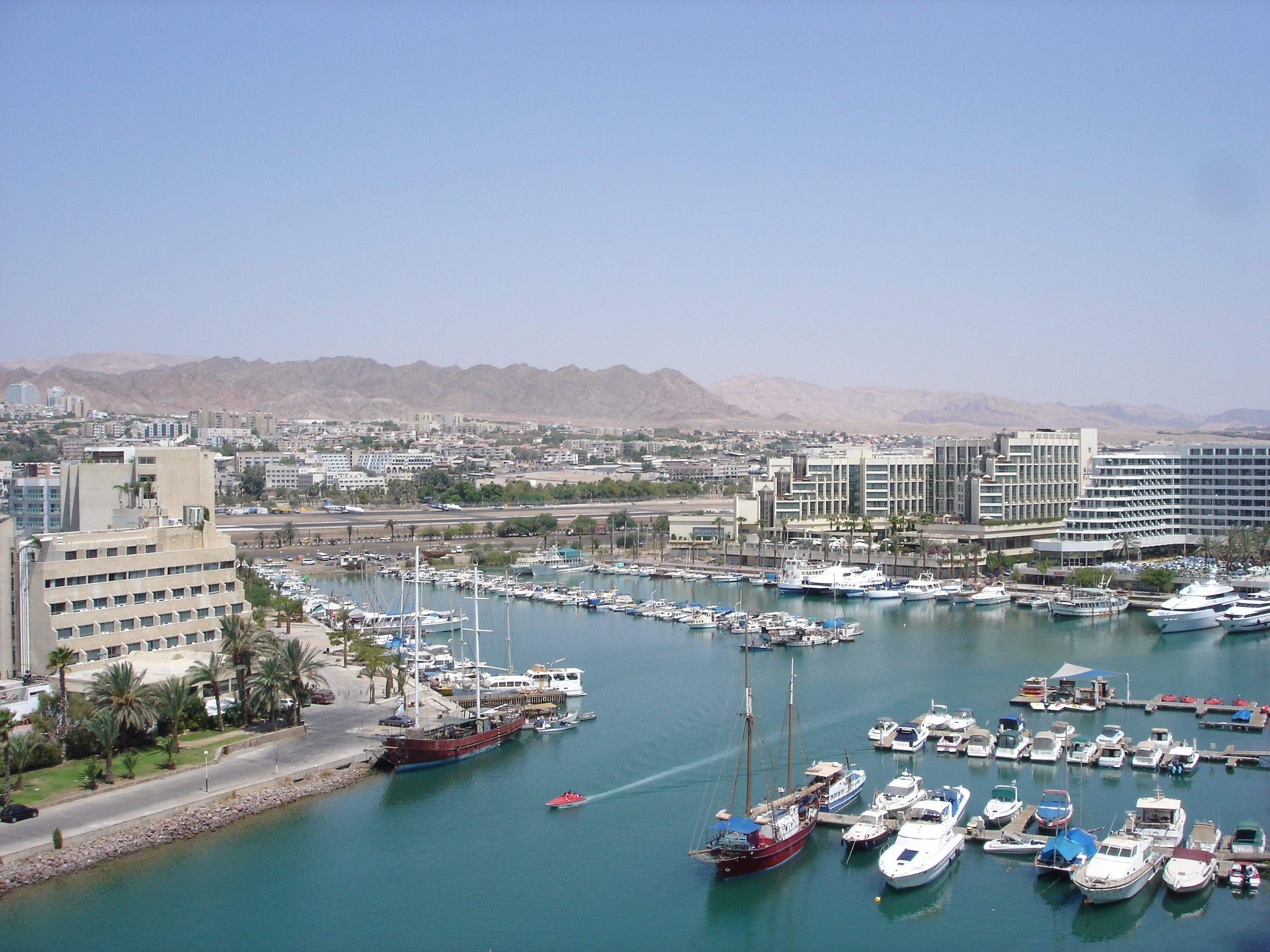
مارينا إيلات
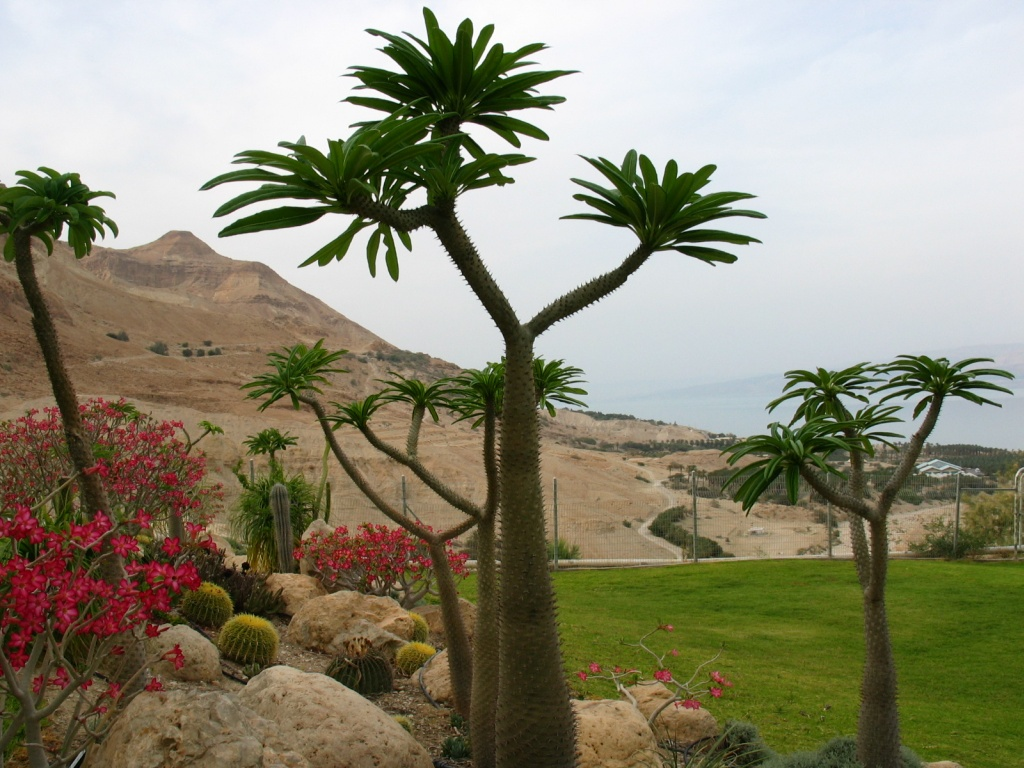
الحديقة النباتية في عين جدي
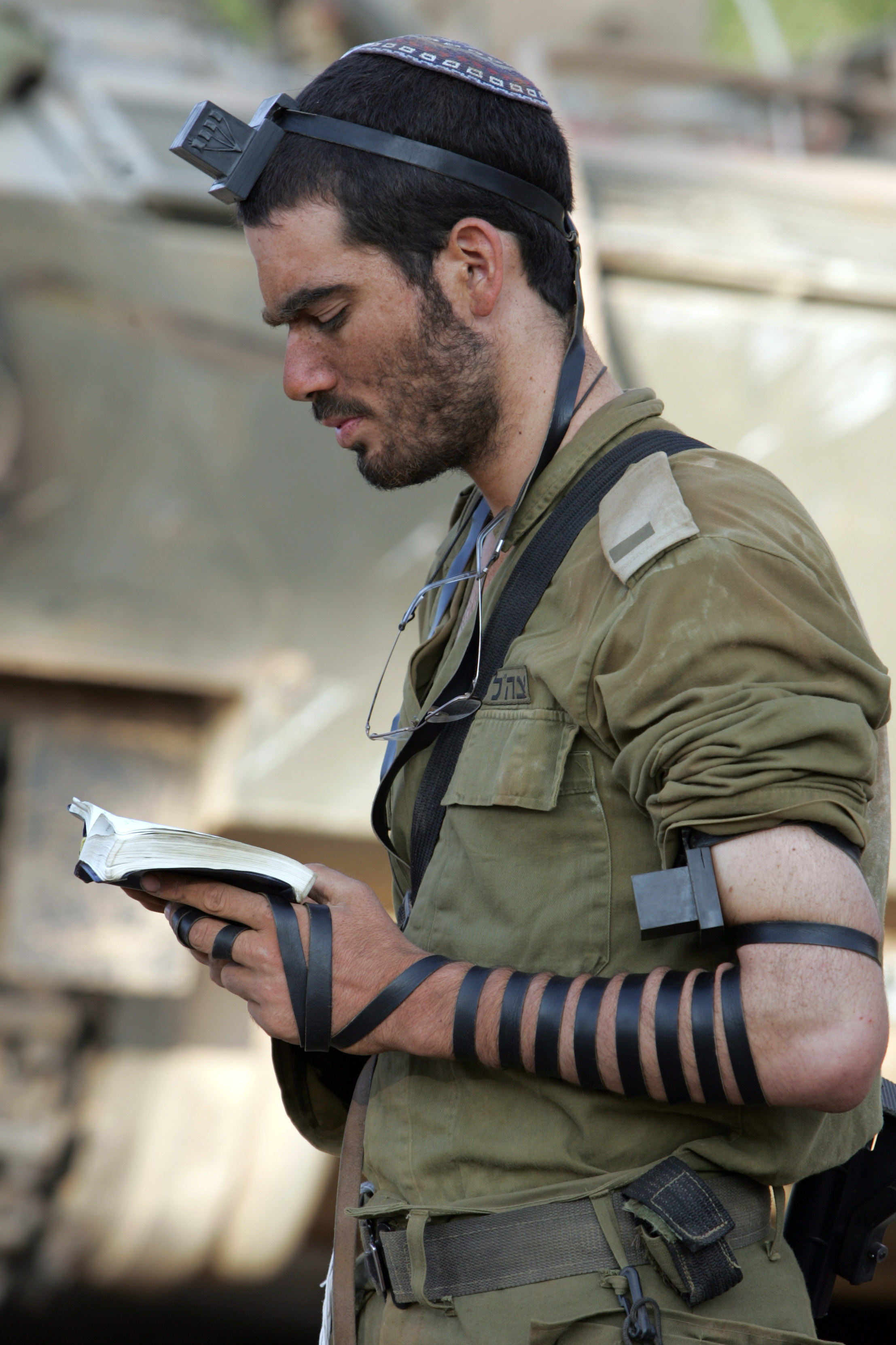
جندي إسرائيلي يضع التيفيلن ويرتدي الكيباه يصلي.
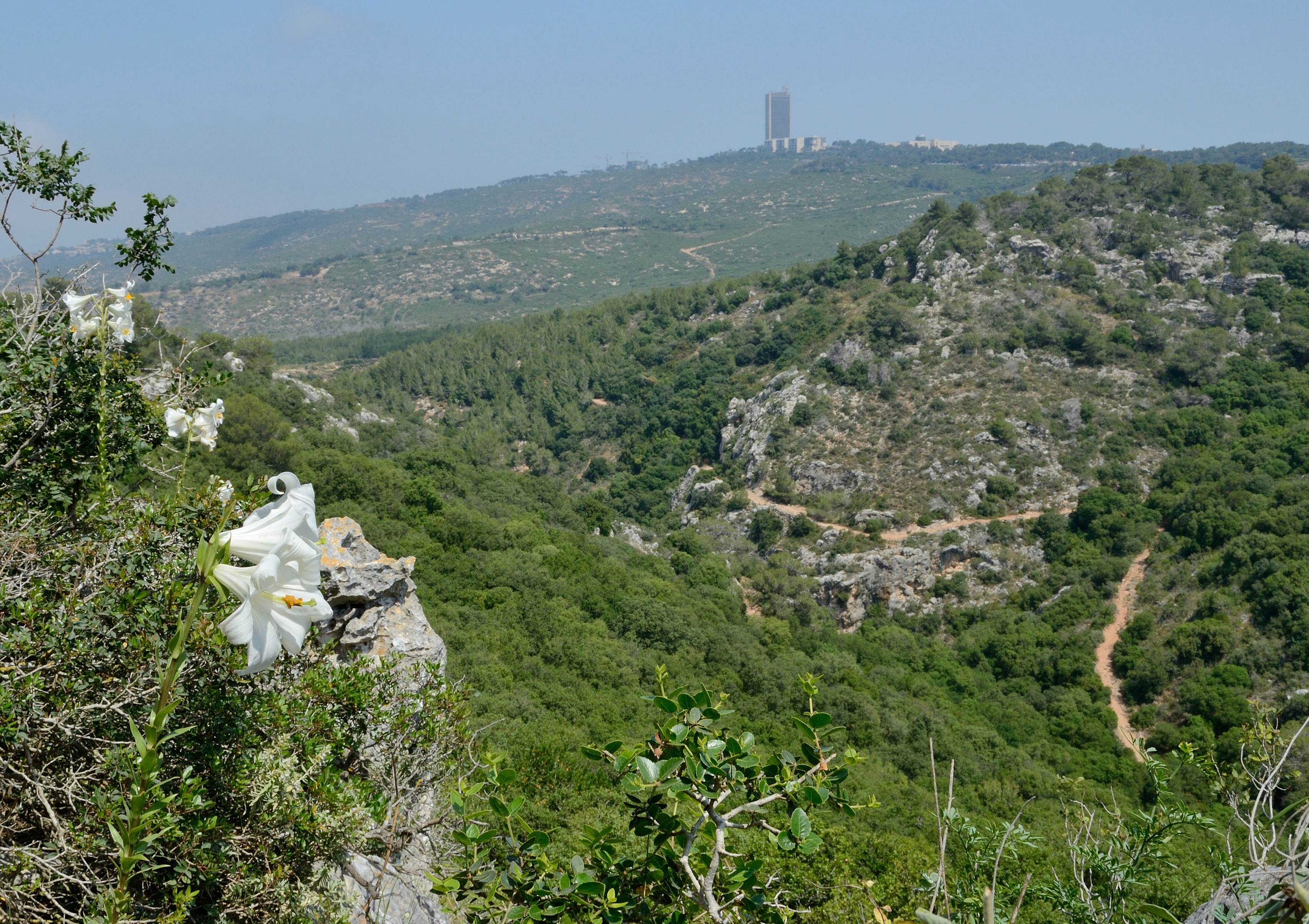
جبل الكرمل
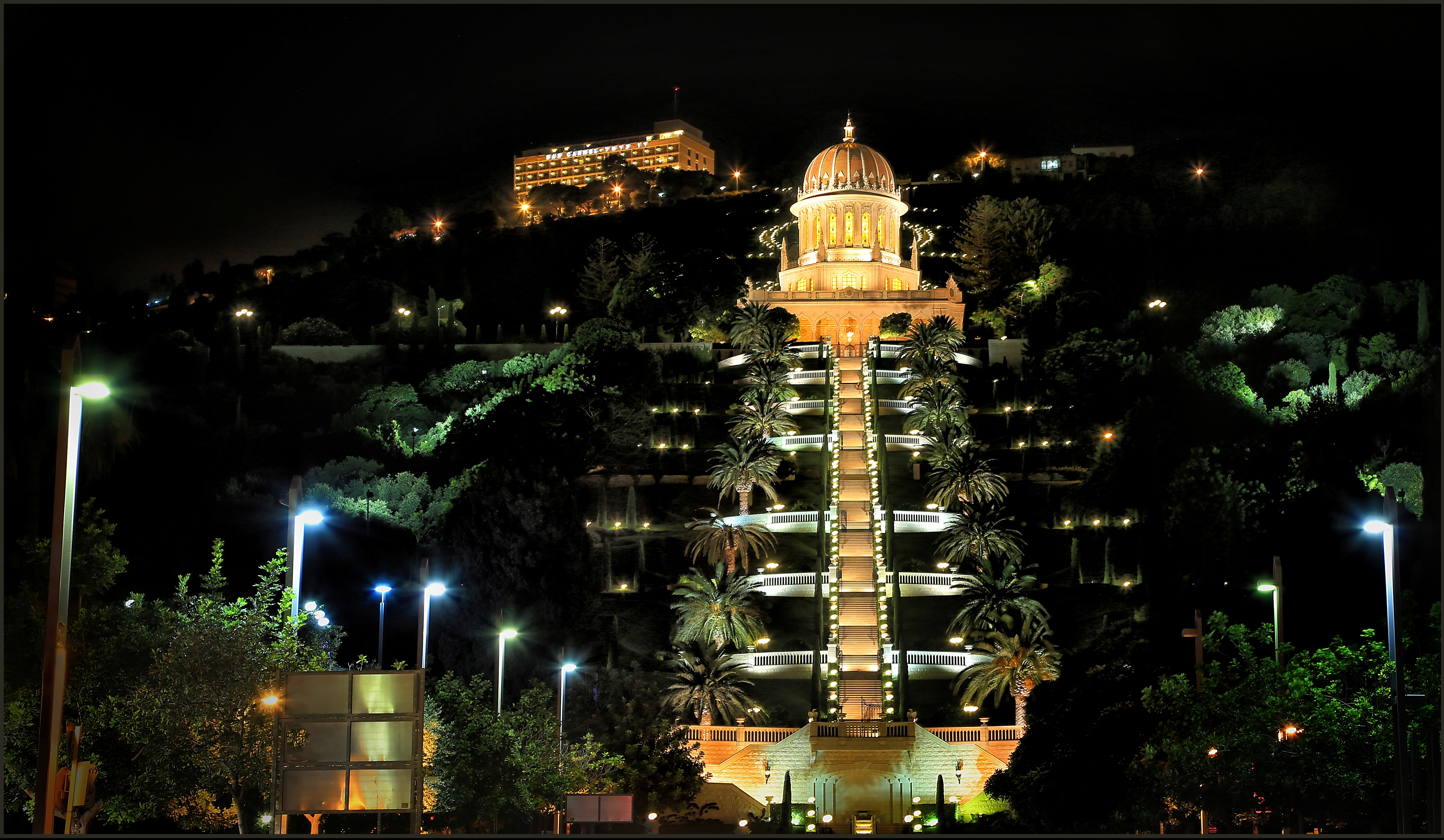
الحدائق البهائية في حيفا
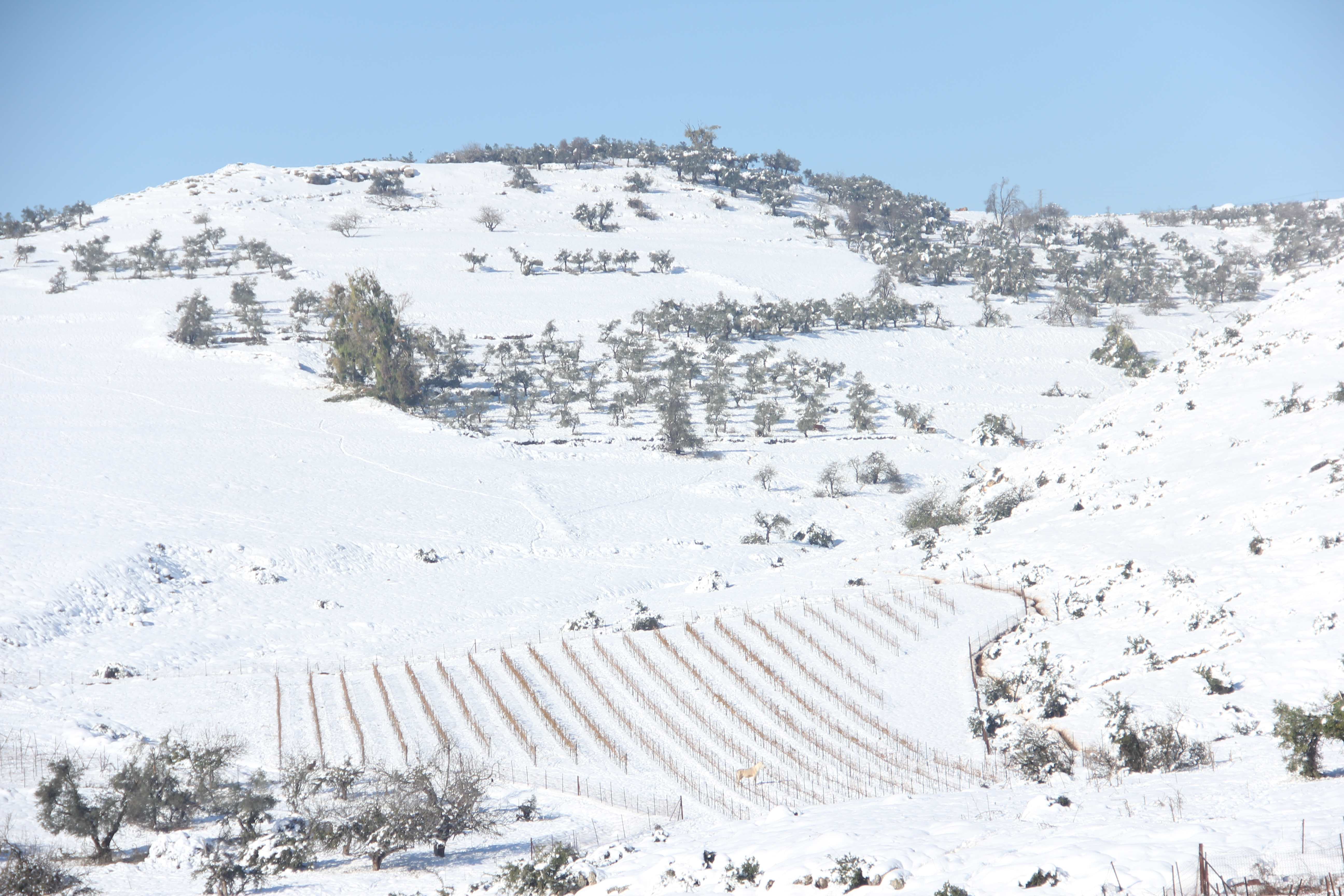
الجليل الأعلى
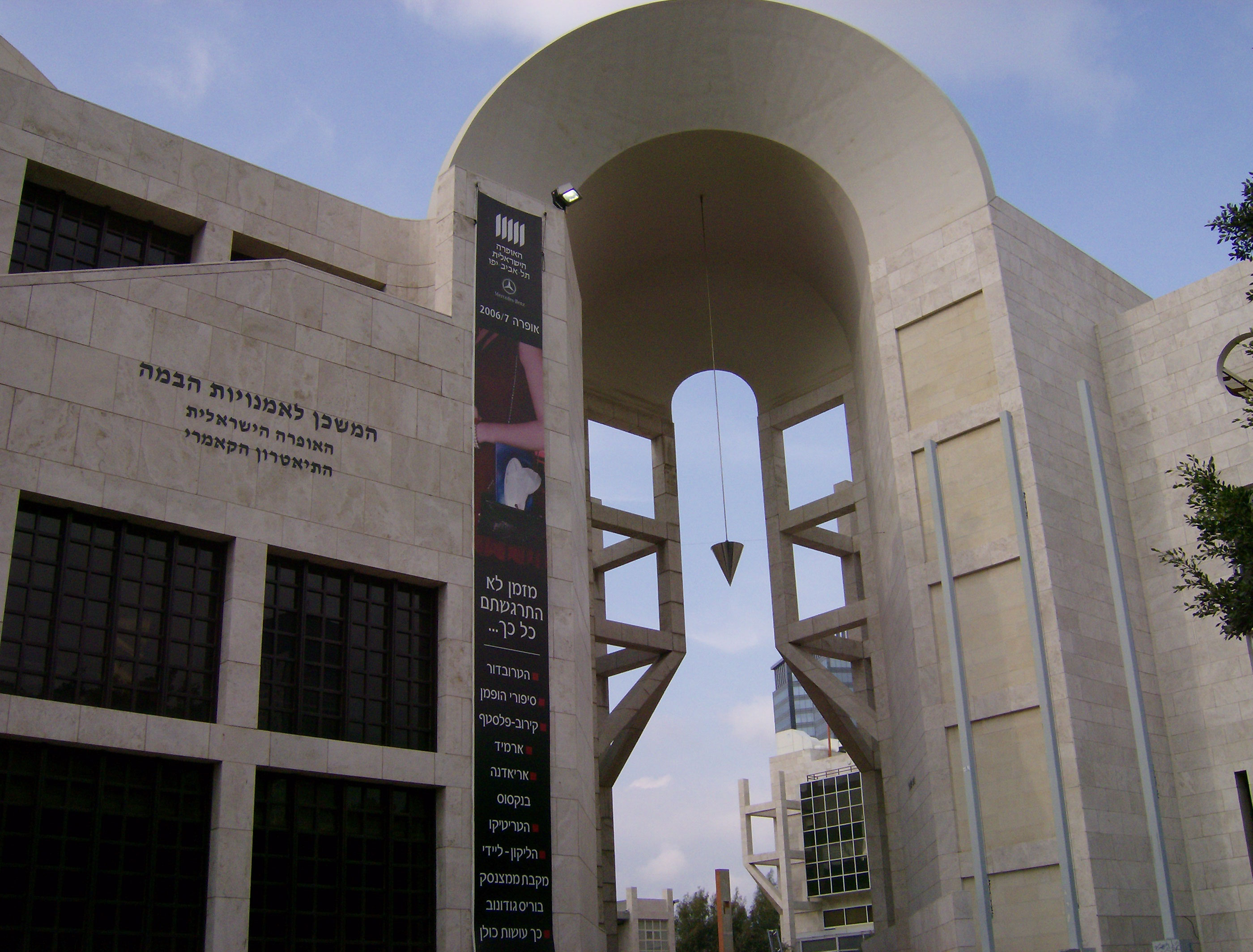
دار الأوبرا في تل أبيب
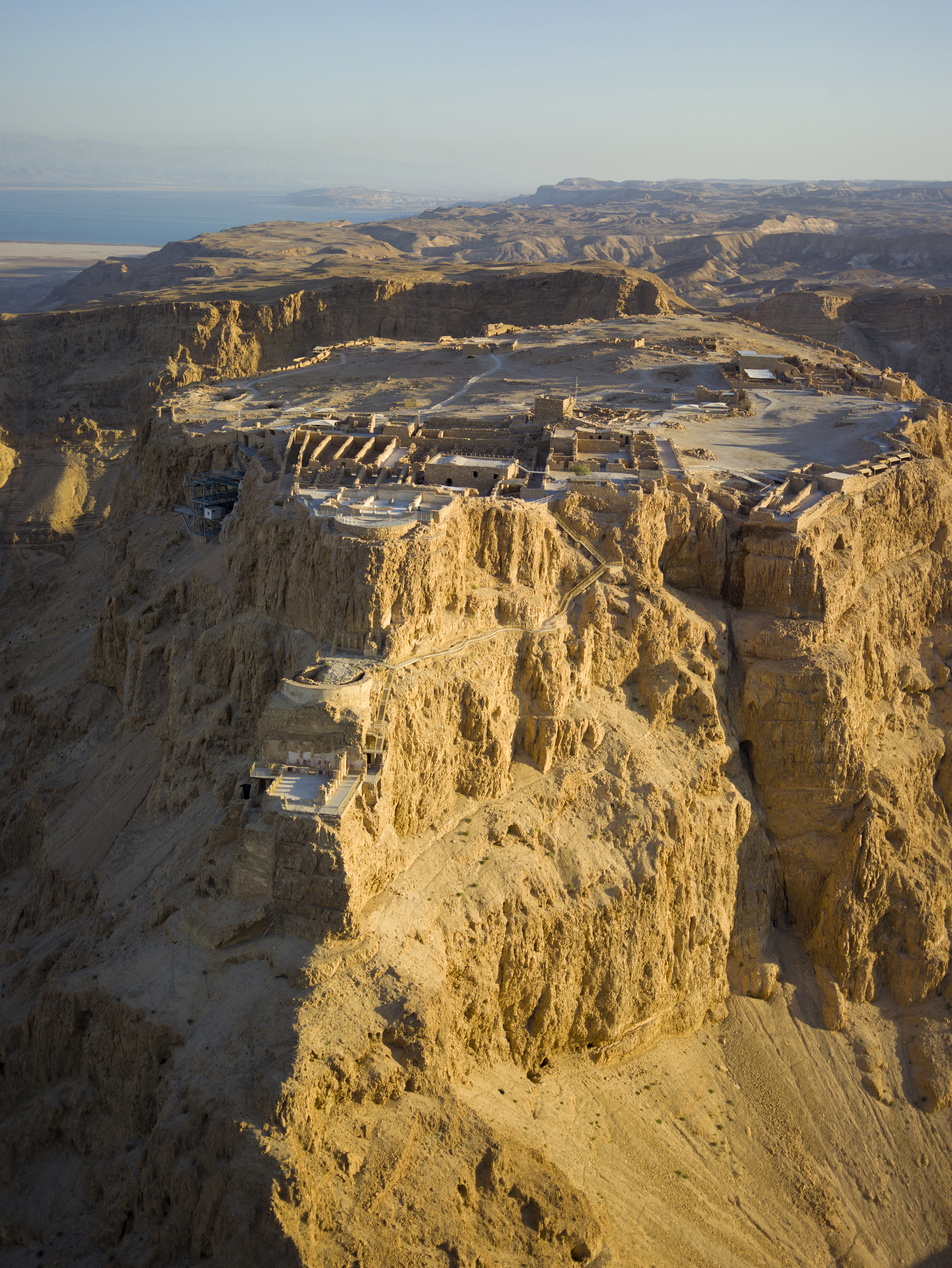
قلعة مسادا
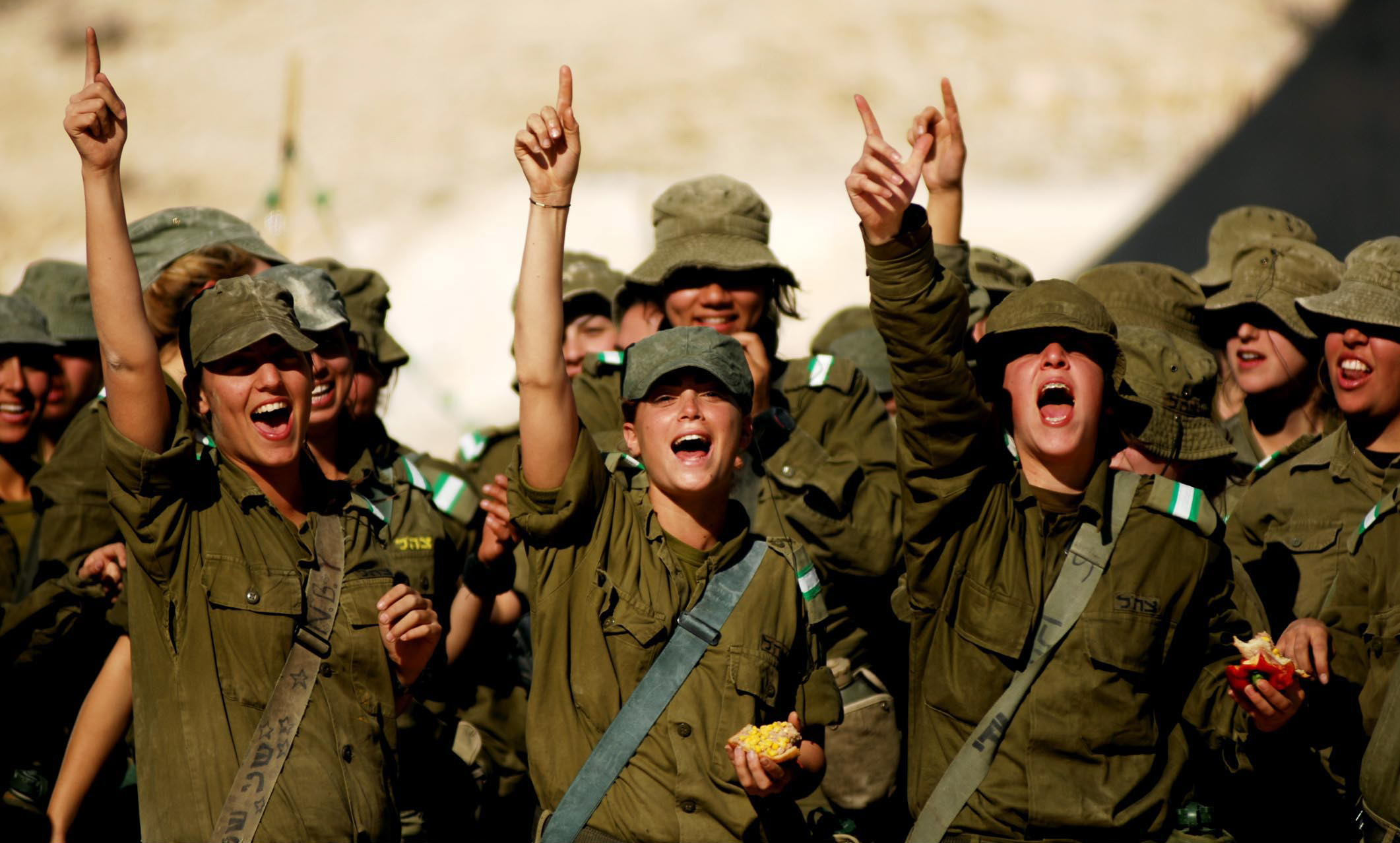
مجندات في الجيش الإسرائيلي.
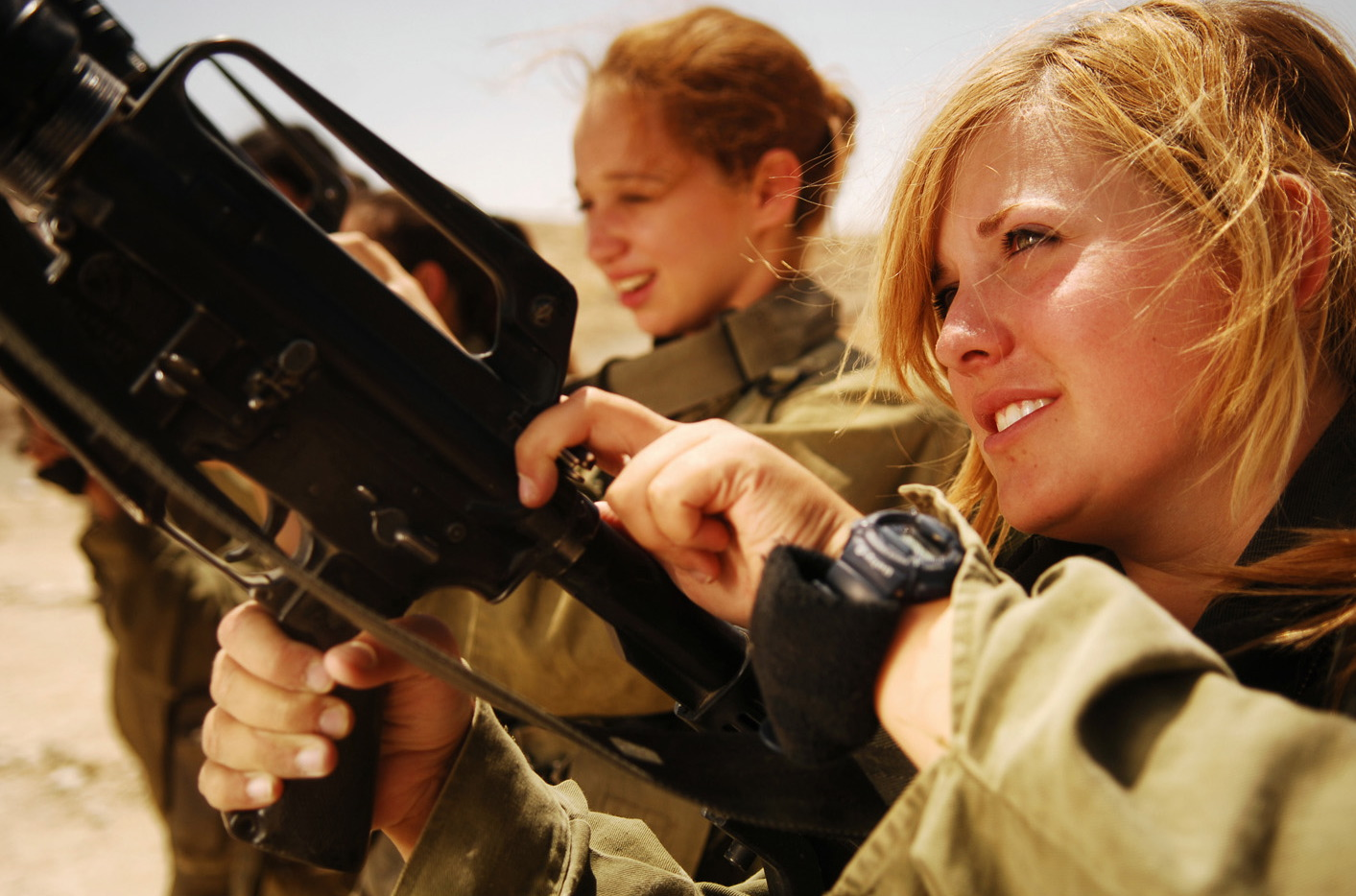
مجندات إسرائيليات.

## وصلات خارجية
- موقع الحكومة الإسرائيلية (بالعربية)
- وزارة الخارجية الإسرائيلية (بالعربية)
- إسرائيل على مشروع الدليل المفتوح (بالعربية)
- إسرائيل على موقع الموسوعة البريطانية (الإنجليزية)